# Liste der Biografien/Sar
Liste der Biografien |
Portal Biografien |
Personensuche
# |
A |
B |
C |
D |
E |
F |
G |
H |
I |
J |
K |
L |
M |
N |
O |
P |
Q |
R |
S |
T |
U |
V |
W |
X |
Y |
Z |
?
 
Sa |
Sb |
Sc |
Sd |
Se |
Sf |
Sg |
Sh |
Si |
Sj |
Sk |
Sl |
Sm |
Sn |
So |
Sp |
Sq |
Sr |
Ss |
St |
Su |
Sv |
Sw |
Sy |
Sz
 
Saa |
Sab |
Sac |
Sad |
Sae |
Saf |
Sag |
Sah |
Sai |
Saj |
Sak |
Sal |
Sam |
San |
Sao |
Sap |
Saq |
Sar |
Sas |
Sat |
Sau |
Sav |
Saw |
Sax |
Say |
Saz
Die Liste der Biografien führt alle Personen auf, die in der deutschsprachigen Wikipedia einen Artikel haben. Dieses ist eine Teilliste mit 1133 Einträgen von Personen, deren Namen mit den Buchstaben „Sar“ beginnt.

## Sar
- Sar, Anton (1747–1817), deutscher Theologe und Romanist französischer Herkunft
- Sar, Babacar (* 1962), mauretanischer Ringer
- Sar, Edwin van der (* 1970), niederländischer FußballtorhüterEdwin van der Sar (* 1970)

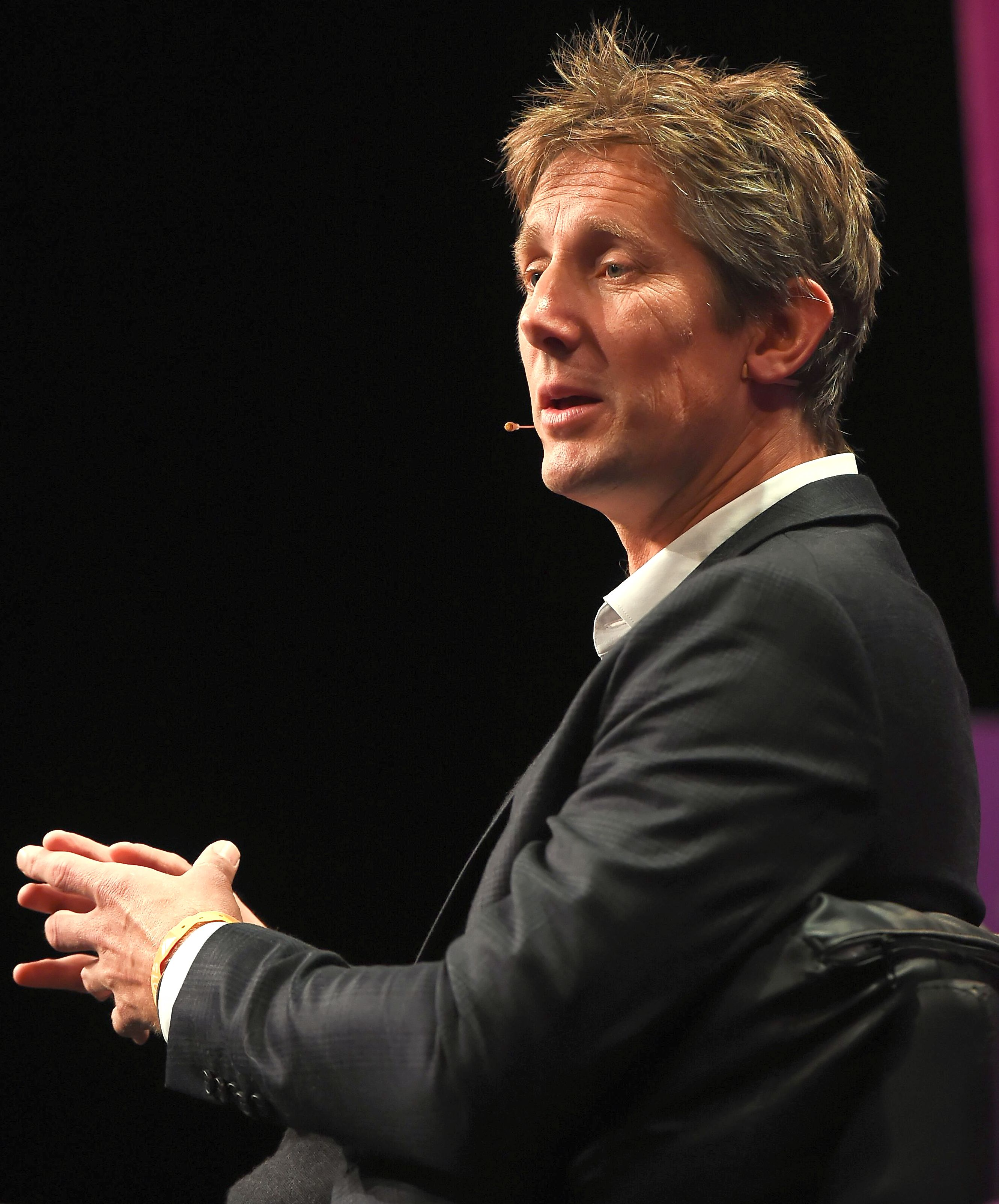
Edwin van der Sar (* 1970)

- Sar, Franco (1933–2018), italienischer Zehnkämpfer und Stabhochspringer
- Sar, Maya (* 1981), bosnische Sängerin
- Sar, Semra (* 1943), türkische Schauspielerin
- Şar, Yeliz (* 1977), türkische Schauspielerin
- Šar-kali-šarri, König von Akkad

### Sara
- Sara, jüdische Ärztin in Würzburg
- Sara Björk Gunnarsdóttir (* 1990), isländische Fußballspielerin
- Sara die Einsiedlerin, ägyptische christliche Gottsucherin und Einsiedlerin
- Sara Dögg Ásgeirsdóttir (* 1976), isländische Schauspielerin
- Sara Forbes Bonetta (1843–1880), Mündel Königin Victorias
- Sara Gunnarsdóttir (* 1982), isländische Regisseurin und Animatorin
- Sara Jónsdóttir (* 1981), isländische Badmintonspielerin
- Sara, Gabriel (* 1999), Fußballspieler
- Sara, Josef (* 1954), österreichischer Fußballspieler
- Sara, Máret Ánne (* 1983), samisch-norwegische Künstlerin, Schriftstellerin und Journalistin
- Sara, Mario (* 1982), österreichischer Fußballspieler
- Sara, Mia (* 1967), US-amerikanische Schauspielerin
- Sara, Robert (* 1946), österreichischer Fußballspieler und -trainerRobert Sara (* 1946)

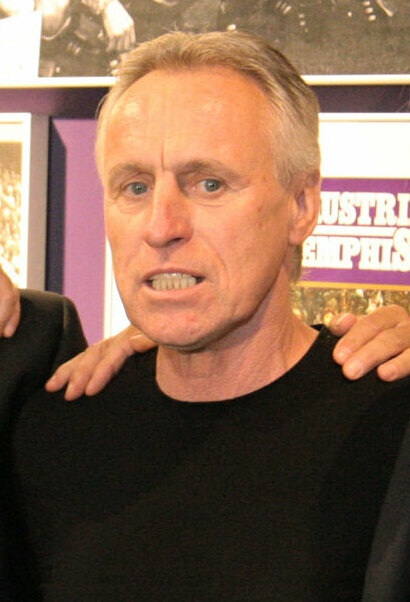
Robert Sara (* 1946)

- Sára, Sándor (1933–2019), ungarischer Filmschaffender und Medienmanager
- Šára, Václav (1893–1941), tschechoslowakischer General und Widerstandskämpfer
- Sarabhai, Kamalini (1925–1981), indische Psychoanalytikerin
- Sarabhai, Mallika, indische Tänzerin, Schauspielerin und Aktivistin
- Sarabhai, Vikram (1919–1971), indischer Physiker und Raumfahrtpionier
- Sarabi, Habiba (* 1956), afghanische Hämatologistin, Politikerin und Reformerin der Post-Taliban-Zeit in Afghanistan
- Sarabi, Sabrina (* 1982), deutsch-iranische Filmregisseurin
- Sarabia Díaz, Ignacio (* 1983), mexikanischer Radrennfahrer
- Sarabia Juanich, Edgardo (* 1952), philippinischer römisch-katholischer Geistlicher, emeritierter Apostolischer Vikar von Taytay
- Sarabia, Álvaro (* 1978), chilenischer Fußballspieler
- Sarabia, Jesús (* 1946), mexikanischer Radrennfahrer
- Sarabia, Laura, kolumbianische Politikerin und Außenministerin
- Sarabia, Manuel (* 1957), spanischer Fußballspieler
- Sarabia, Miguel (* 1999), mexikanischer Volleyball- und Beachvolleyballspieler
- Sarabia, Pablo (* 1992), spanischer FußballspielerPablo Sarabia (* 1992)

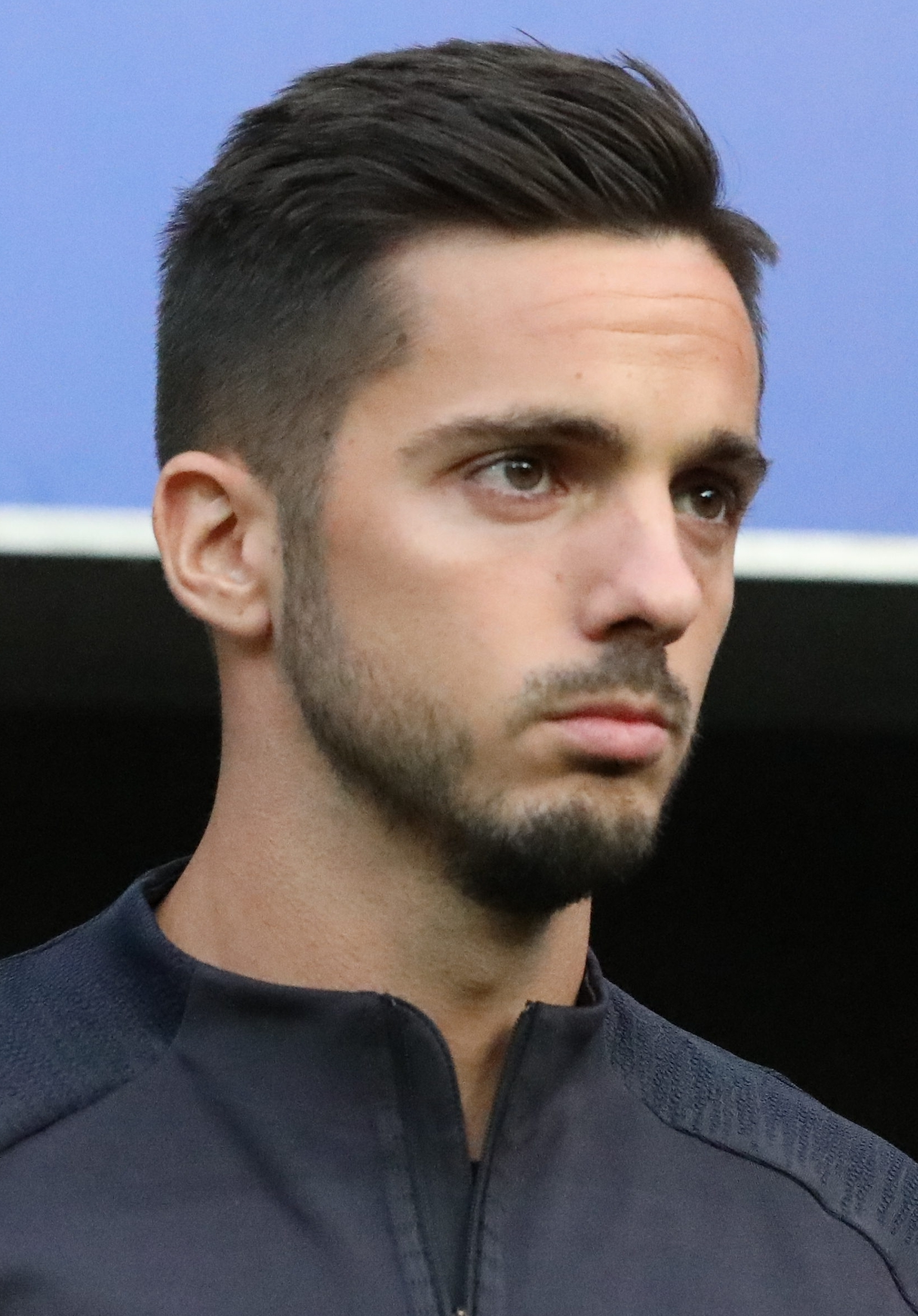
Pablo Sarabia (* 1992)

- Sarabia, Pedro (* 1975), paraguayischer Fußballspieler und -trainer
- Sarabjanow, Wladimir Nikolajewitsch (1886–1952), sowjetischer Philosoph, Historiker und Wirtschaftswissenschaftler
- Sarabojukow, Boschidar (* 2004), bulgarischer Leichtathlet
- Sarabojukowa, Iren (* 2006), bulgarische Hochspringerin
- Šaraboková, Veronika (* 1989), slowakische Fußballspielerin
- Sarabski, Hüseynqulu (1879–1945), aserbaidschanischer Opernsänger (Tenor), Komponist, Dramatiker, Bühnenschauspieler, Theaterregisseur und Musiker
- Saraç, Ali Fuat (* 1946), türkischer General
- Sarac, Dejan (* 1998), österreichischer Fußballspieler
- Šarac, Dino (* 1990), serbischer Fußballspieler
- Šarac, Dragan (* 1975), serbischer Fußballspieler
- Šarac, Josip (* 1998), kroatischer Handballspieler
- Sarac, Paul (* 2002), österreichischer Fußballspieler
- Saracani, Luciano (1821–1892), italienischer römisch-katholischer Geistlicher
- Saracchi, Marcelo (* 1998), uruguayischer Fußballspieler
- Saracco, Cristian (* 1976), italienischer Skilangläufer
- Saracco, Giuseppe (1821–1907), italienischer Politiker, Mitglied der Camera dei deputati
- Saraceni, Carlo († 1620), italienischer Maler
- Saraceni, Erika (* 2006), italienische Leichtathletin
- Saraceni, Fausto, italienischer Drehbuchautor, Produzent und Filmregisseur
- Saraceno, Blues (* 1971), US-amerikanischer Gitarrist
- Saraceno, Joe (1937–2015), US-amerikanischer Musikproduzent
- Saraceno, Sigismondo († 1585), italienischer römisch-katholischer Geistlicher
- Saraceno, Tomás (* 1973), argentinischer Installations- und Objektkünstler
- Saracevic, Aldin (* 1991), österreichischer Basketballfunktionär und -trainer
- Saračević, Hajrudin (1949–2022), jugoslawischer Fußballspieler
- Saračević, Zlatan (* 1956), jugoslawisch-bosnischer Kugelstoßer
- Saračević, Zlatan (1961–2021), kroatischer Handballspieler
- Sarach Yooyen (* 1992), thailändischer Fußballspieler
- Sarach, Michael (* 1953), deutscher Politiker (SPD), Bürgermeister von Ahrensburg
- Sarach, Michel (1909–2000), russisch-französischer Rechtsanwalt, Unternehmer, Herausgeber sowie Volkskundler
- Sarachik, Myriam (1933–2021), US-amerikanische Physikerin
- Sarachild, Kathie (* 1943), US-amerikanische Feministin
- Saracho von Rossdorf († 1071), Abt von Corvey
- Sarachsī, as-, hanafitischer Rechtsgelehrter
- Saraçlar, İhsan (1928–2008), türkischer Jurist und Politiker
- Saraçoğlu, Afra (* 1997), türkische Schauspielerin
- Saraçoğlu, Fatih (1985–2020), Opfer des Anschlags in Hanau vom 19. Februar 2020
- Saraçoğlu, İbrahim Adnan (* 1949), türkischer Chemiker, Biochemiker, Mikrobiologe, Hochschullehrer und Forscher
- Saracoğlu, Şükrü (1887–1953), türkischer PolitikerŞükrü Saracoğlu (1887–1953)

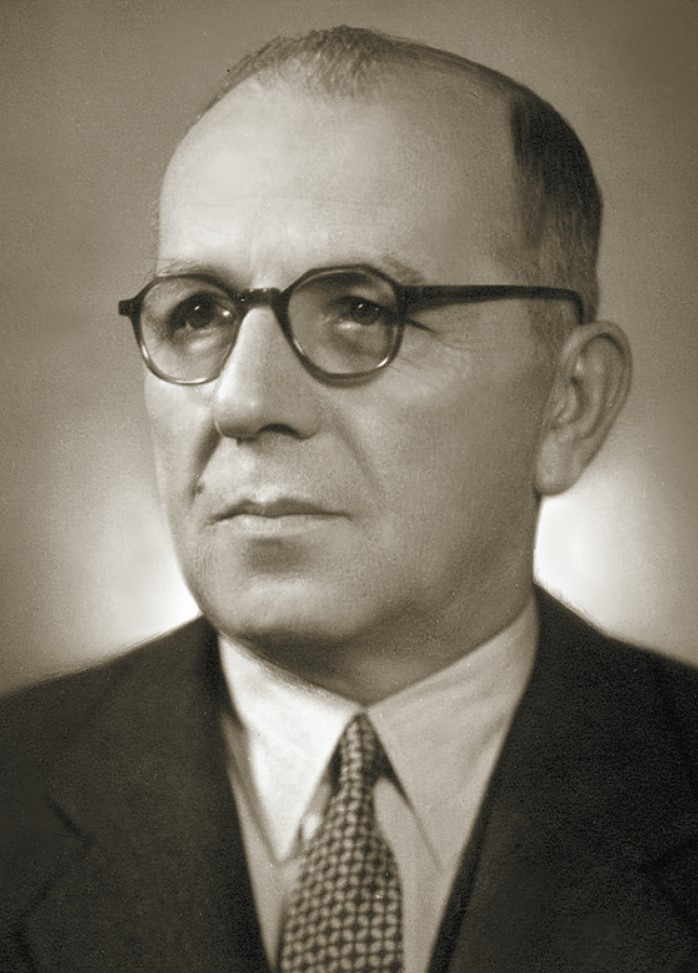
Şükrü Saracoğlu (1887–1953)

- Saracóndegui, Julián (1810–1878), peruanischer Unternehmer und Politiker
- Saradschew, Konstantin Solomonowitsch (1877–1954), armenischer Dirigent und Geiger
- Saradschischwili, Dawit (1848–1911), georgischer Unternehmer und Philanthrop
- Saradschischwili, Wano (1879–1924), georgischer und sowjetischer Opernsänger
- Saraei, Pouya (* 1983), iranischer Komponist und Santur-Instrumentalist
- Saraf, Ben (* 2006), israelischer Basketballspieler
- Saraf, Irving (1932–2012), US-amerikanischer Filmregisseur, Filmproduzent, Kameramann und Filmeditor
- Saraf, Kadia (* 1976), schweizerische Schauspielerin und DrehbuchautorinKadia Saraf (* 1976)

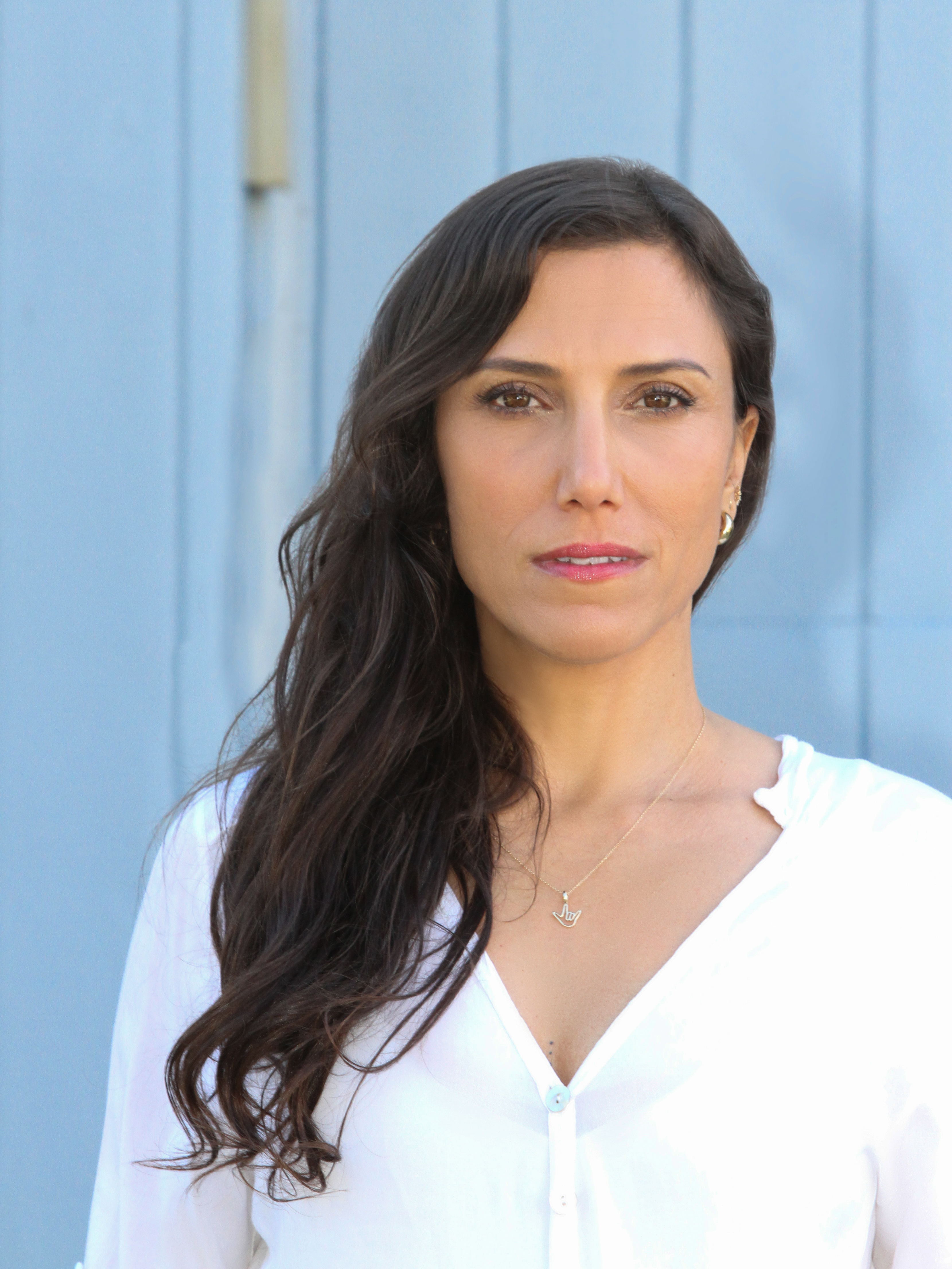
Kadia Saraf (* 1976)

- Saraf, Peter, US-amerikanischer Filmproduzent
- Sarafanow, Gennadi Wassiljewitsch (1942–2005), sowjetischer Kosmonaut
- Sarafian, Barbara (* 1968), belgische Schauspielerin
- Sarafian, Deran (* 1958), US-amerikanischer Schauspieler und Filmregisseur
- Sarafian, Katherine (* 1969), US-amerikanische Filmproduzentin
- Sarafian, Richard C. (1930–2013), US-amerikanischer Regisseur, Schauspieler, Drehbuchautor und Filmproduzent
- Sarafinaitė, Ema (* 2004), litauische Leichtathletin
- Sarafow, Boris (1872–1907), bulgarischer Widerstandskämpfer in Makedonien und Führer der IMRO
- Sarafow, Krastjo (1876–1952), bulgarischer Schauspieler
- Sarafow, Michail (1854–1924), bulgarischer Revolutionär, Diplomat und Politiker
- Sarafyan, Angela (* 1983), armenisch-amerikanische SchauspielerinAngela Sarafyan (* 1983)

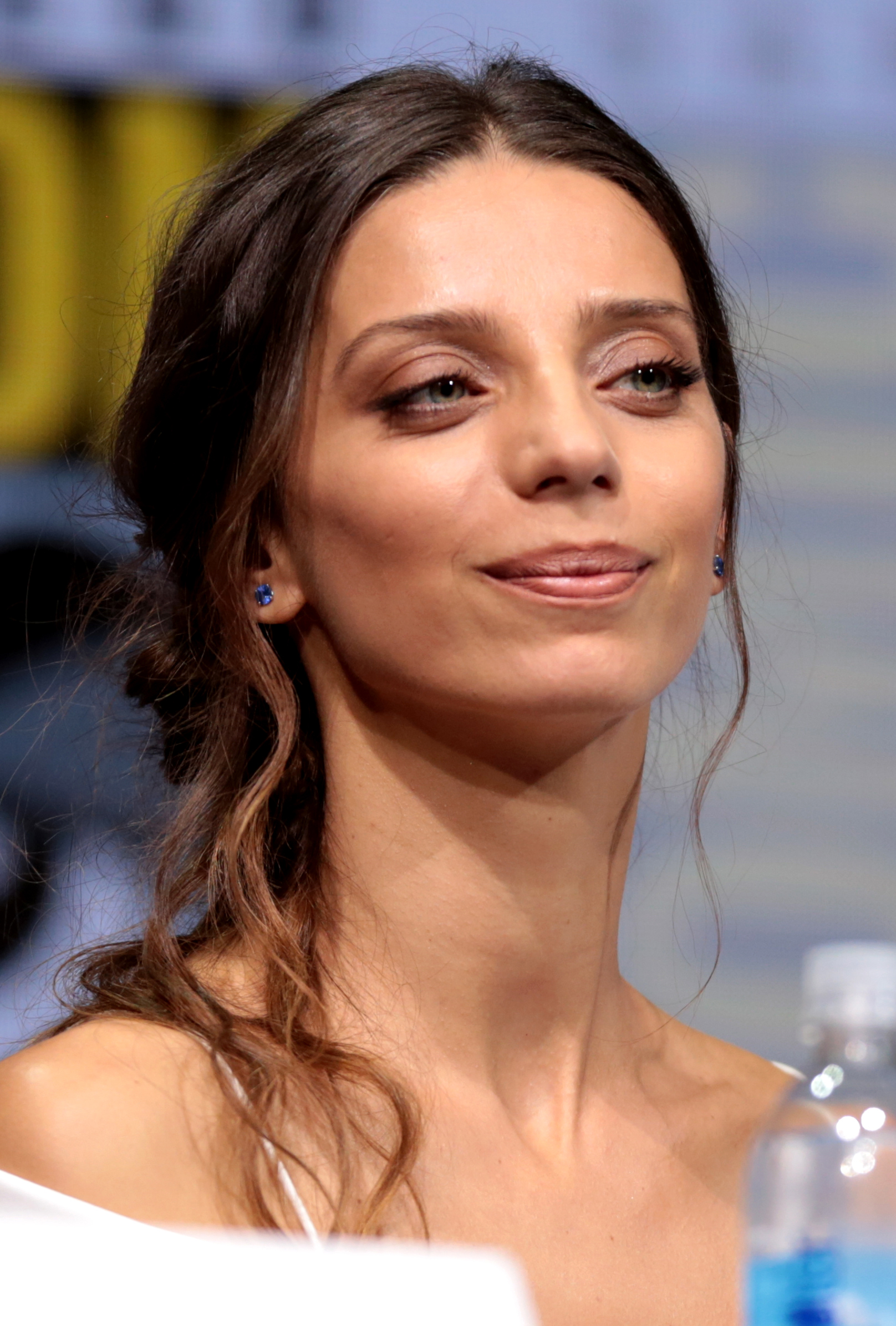
Angela Sarafyan (* 1983)

- Saraga, Wolja (1908–1980), deutscher Physiker
- Saragat, Giuseppe (1898–1988), italienischer Politiker
- Saragosa, Olivia, kanadische Opern- und Konzertsängerin (Mezzosopran)
- Sarah Salleh (* 1987), bruneiische Kronprinzessin
- Sarah Sophie (* 1988), deutsche Singer-Songwriterin
- Sarah, Robert (* 1945), guineischer Geistlicher und Kurienkardinal der römisch-katholischen Kirche
- Sarah-Jane (* 1985), Schweizer Volksmusikerin
- Sarah-Theodora, Zarin von Bulgarien
- Saraha, indischer Frühbuddhist
- SaRaha (* 1983), schwedisch-tansanische Sängerin
- Sarahang, Mohamed Hussein (1924–1983), afghanischer Klassik- und Ghazalsänger
- Sárai, Tibor (1919–1995), ungarischer Komponist
- Saraiva de Carvalho, Otelo Saraiva de (1936–2021), portugiesischer OffizierOtelo Saraiva de Carvalho (1936–2021)

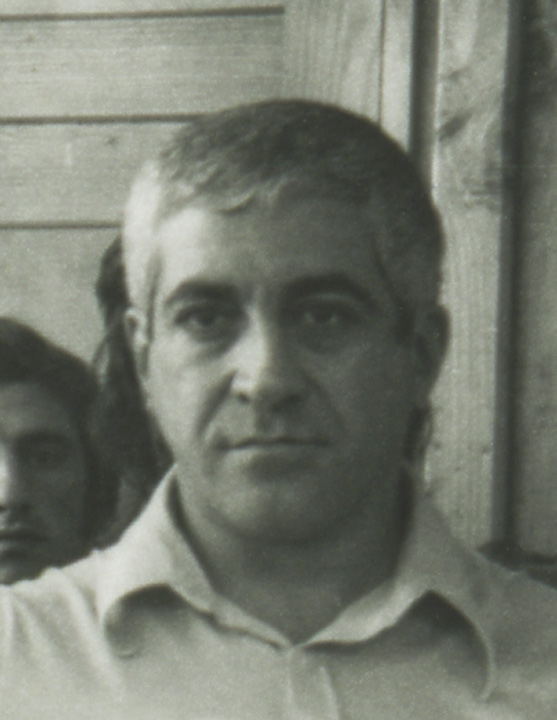
Otelo Saraiva de Carvalho (1936–2021)

- Saraiva de França, Genival (* 1938), brasilianischer Geistlicher, emeritierter römisch-katholischer Bischof von Palmares
- Saraiva dos Santos, Paulo André (* 2000), brasilianischer Tennisspieler
- Saraiva, André (* 1971), französischer Graffiti-Künstler
- Saraiva, António José (1917–1993), portugiesischer Romanist und Lusitanist
- Saraiva, Bernardo (* 1993), portugiesischer Tennisspieler
- Saraiva, Flávia (* 1999), brasilianische Turnerin
- Saraiva, João António da Silva (1923–1976), portugiesischer Bischof von Coimbra
- Saraiva, José Antônio (1823–1895), brasilianischer Politiker, Premierminister
- Saraiva, José Hermano (1919–2012), portugiesischer Jurist, Historiker, Politiker, Diplomat und Fernsehmoderator
- Sarajlić, Matej (* 1995), kroatischer Handballspieler
- Sarak, Anıl (* 1991), deutschtürkischer Fußballspieler
- Šarakauskas, Gediminas (* 1977), litauischer Schachspieler
- Šarakauskienė, Živilė (* 1978), litauische Schachspielerin
- Saralegui, Marcelo (* 1971), uruguayischer Fußballspieler und -trainer
- Saralegui, Mario (* 1959), uruguayischer Fußballspieler und -trainer
- Saram, Anthony de (1915–1982), sri-lankischer römisch-katholischer Geistlicher, Bischof von Galle
- Saram, Mandhira de (* 1984), britische Geigerin und Komponistin
- Saram, Rohan de (1939–2024), britischer Cellist
- Saramago, Brian (* 1998), US-amerikanischer Fußballspieler
- Saramago, José (1922–2010), portugiesischer Schriftsteller, Nobelpreisträger für LiteraturJosé Saramago (1922–2010)

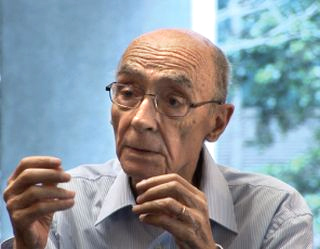
José Saramago (1922–2010)

- Saramäki, Tapio (* 1953), finnischer Pionier der digitalen Signalverarbeitung (DSP)
- Saramo, Jussi (* 1979), finnischer Politiker
- Saramonowicz, Małgorzata (* 1964), polnische Polonistin, Journalistin und Schriftstellerin
- Saramotins, Aleksejs (* 1982), lettischer Radrennfahrer
- Saran, Alexander (* 1968), deutscher Fernsehregisseur und Dokumentarfilmer
- Saran, Franz (1866–1931), deutscher Germanist und Metriker
- Saran, Mary (1897–1976), deutsche Publizistin
- Saran, Richard (1852–1925), deutscher Architekt und preußischer Baubeamter
- Saran, Shriya (* 1982), indische Schauspielerin
- Saran, Shyam (* 1946), indischer Politiker, Außenminister Indiens
- Sarana, Alexei Wassiljewitsch (* 2000), russischer Schachspieler
- Sarana-Hungeling, Oksana (* 1979), deutsche Schachspielerin
- Sarandji, Simplice (* 1955), zentralafrikanischer Politiker, Premierminister der Zentralafrikanischen Republik
- Sarandon, Chris (* 1942), US-amerikanischer Schauspieler
- Sarandon, Susan (* 1946), US-amerikanische SchauspielerinSusan Sarandon (* 1946)

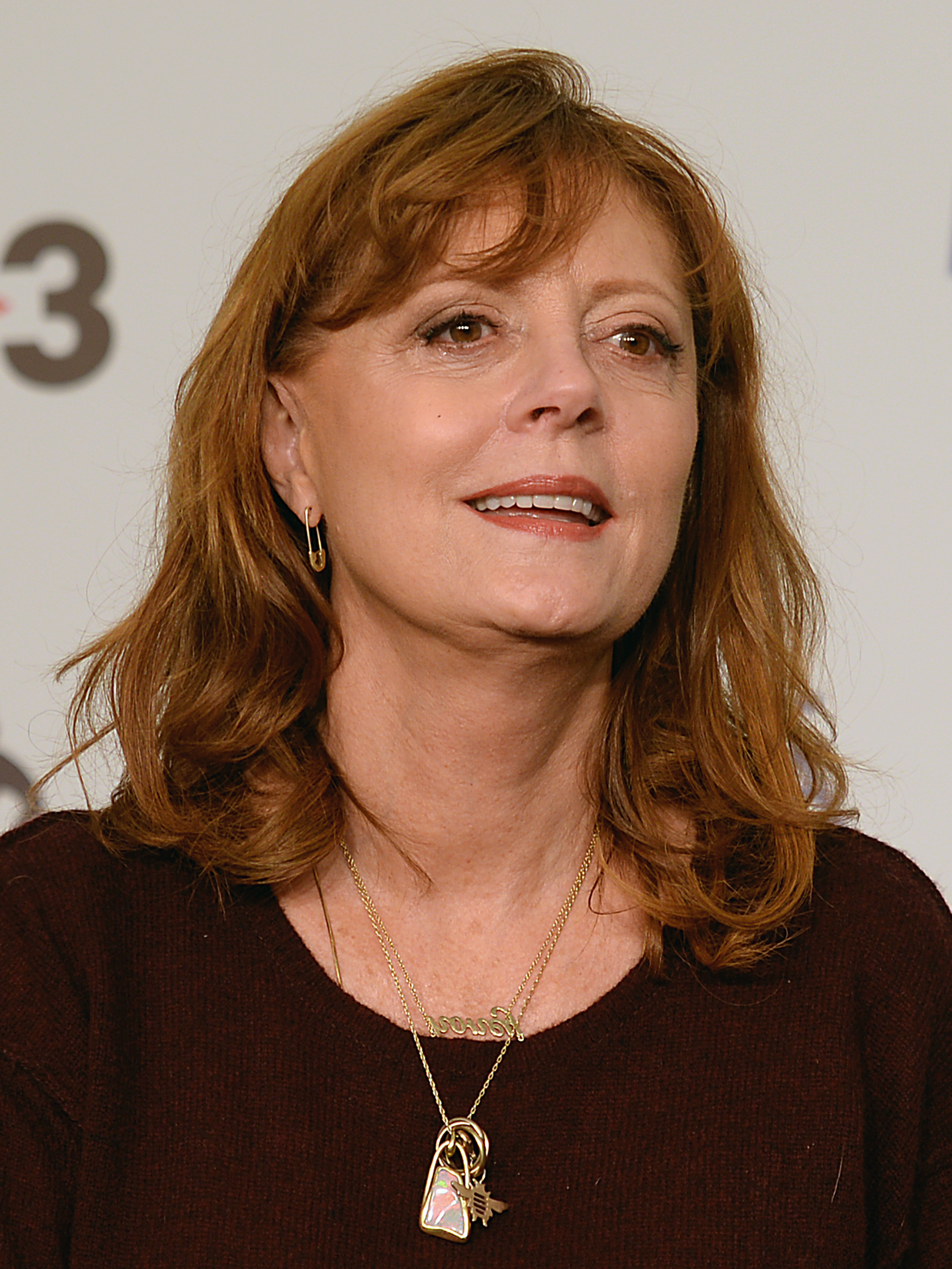
Susan Sarandon (* 1946)

- Sarandos, Ted (* 1964), US-amerikanischer Manager und Filmproduzent; Chief Content Officer von Netflix
- Saranon Anuin (* 1994), thailändischer Fußballspieler
- Šaranov, Bojan (* 1987), serbischer Fußballspieler
- Saranpat Yingsakul (* 2005), thailändischer Fußballspieler
- Sarante, Yoskar (1970–2019), dominikanischer Bachata-Sänger
- Sarantis, Andreas (* 1983), griechischer Biathlet
- Sarantis-Aridas, Karin (* 1941), deutsche Politikerin (SDP, SPD), MdA
- Saranyawat Naprasert (* 2006), thailändischer Fußballspieler
- Saranyoo Intahrat (* 1989), thailändischer Fußballspieler
- Sarao, Gioacchino (1688–1755), italienischer Musiker und Komponist
- Saraogi, Alka (* 1960), indische Schriftstellerin
- Sarap, Enn (1945–2019), estnischer Politiker und Unternehmer, Minister
- Sarapää, Eveliina (* 1976), finnische Fußballspielerin
- Saraphob Theerakul (* 2002), thailändischer Fußballspieler
- Sarapinas, Valdemaras (* 1962), litauischer Beamter und Diplomat
- Sarapo, Théo (1936–1970), französischer Chansonsänger und SchauspielerThéo Sarapo (1936–1970)

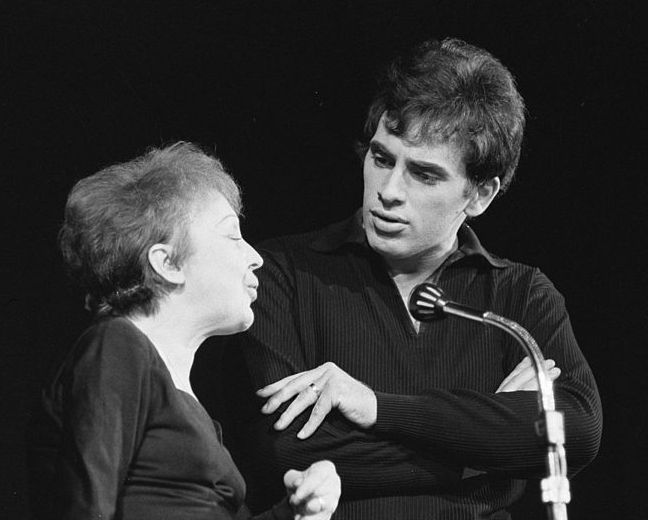
Théo Sarapo (1936–1970)

- Sarapu, Ortvin (1924–1999), neuseeländischer Schachspieler estnischer Herkunft
- Sarar, Samer (* 2006), deutscher Fußballspieler
- Sararer, Sercan (* 1989), türkisch-spanischer Fußballspieler
- Sarasa, Alphonse Antonio de (1618–1667), flämischer Jesuit und Mathematiker
- Sarasate, Pablo de (1844–1908), spanischer Geiger und Komponist
- Sarasin, Alfred E. (1922–2005), schweizerischer Bankier und Politiker
- Sarasin, Édouard (1843–1917), Schweizer Physiker
- Sarasin, Fritz (1859–1942), Schweizer Naturforscher und Völkerkundler
- Sarasin, Gédéon (1576–1636), Refugiant, Basler Kaufmann
- Sarasin, Jakob (1742–1802), Basler Seidenbandfabrikant und Vertreter der Aufklärung
- Sarasin, Jean-François (1614–1654), französischer Literat und preziöser Dichter der Vorklassik
- Sarasin, Johann Georg (1762–1847), deutscher Kaufmann und Politiker
- Sarasin, Karl (1815–1886), Schweizer Unternehmer und Politiker
- Sarasin, Paul (1856–1929), Schweizer Naturforscher
- Sarasin, Peter (1640–1719), Handelsmann und Ratsherr in Basel
- Sarasin, Philipp (1888–1968), Schweizer Psychiater und Psychoanalytiker
- Sarasin, Philipp (* 1956), Schweizer Historiker und HochschullehrerPhilipp Sarasin (* 1956)

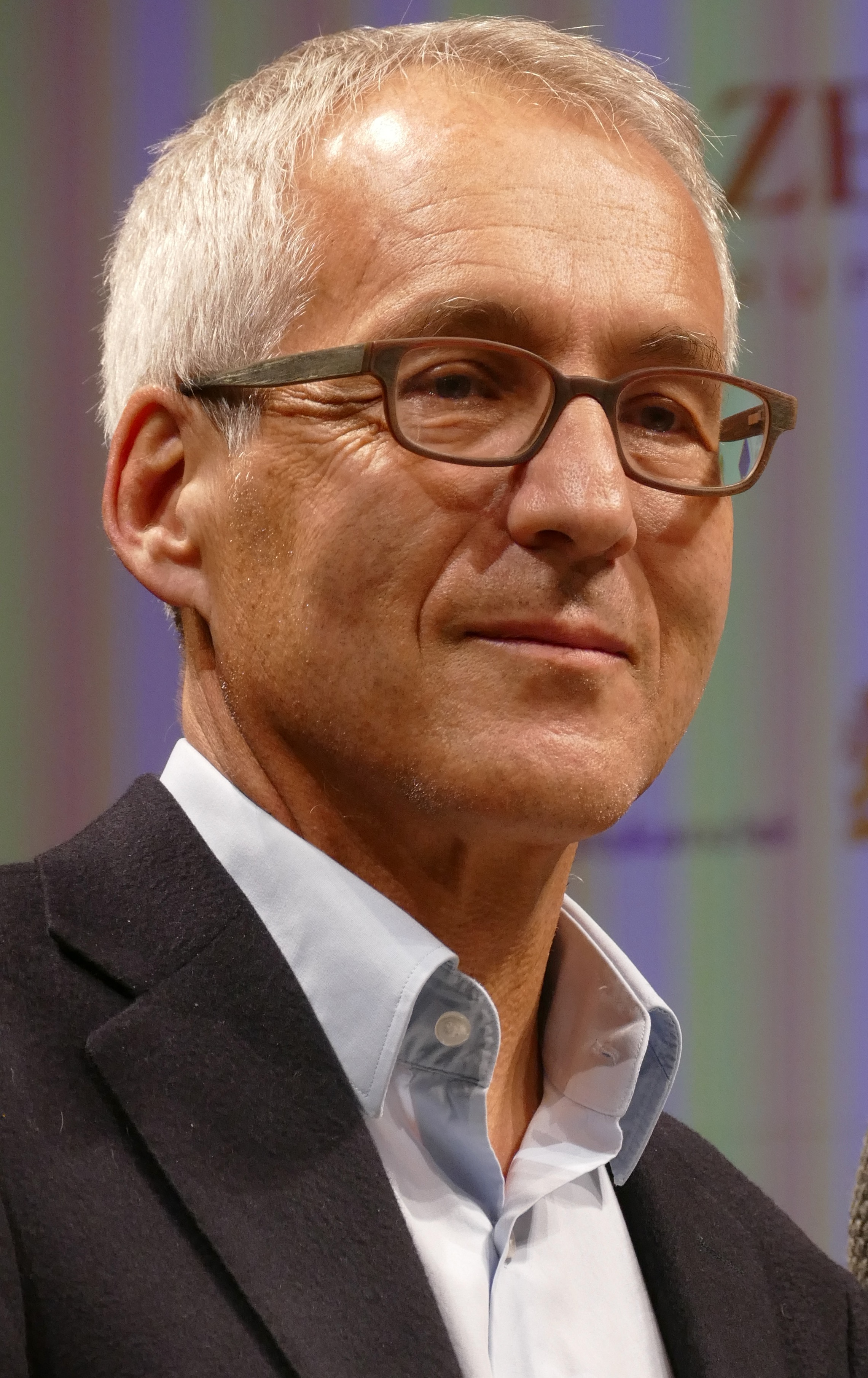
Philipp Sarasin (* 1956)

- Sarasin, Ronald A. (1934–2023), US-amerikanischer Politiker
- Sarasin-Iselin, Alfred (1865–1953), schweizerischer Bankier und Politiker
- Sarasohn, Kasriel Hirsch (1835–1905), US-amerikanischer Publizist
- Sarasoja-Lilja, Riikka (* 1982), finnische Skilangläuferin
- Sarason, Donald (1933–2017), US-amerikanischer Mathematiker
- Sarason, Seymour (1919–2010), US-amerikanischer Psychologe
- Sarassa, Lena (* 1999), deutsche Ruderin
- Saraste, Jukka-Pekka (* 1956), finnischer Dirigent
- Sarasti Jaramillo, Juan Francisco (1938–2021), kolumbianischer Ordensgeistlicher, römisch-katholischer Erzbischof von Cali
- Sarasuwan, Patipat (* 2000), thailändischer Fußballspieler
- Sarasvuo, Virpi (* 1976), finnische Skilangläuferin
- Saraswati, Chandrasekharand (1930–2016), indischer Mönch, Kundalini-Vidya-Meister, Direktor des PKYC
- Sarata, Birgit (* 1942), österreichische Opernsängerin (Sopran)Birgit Sarata (* 1942)

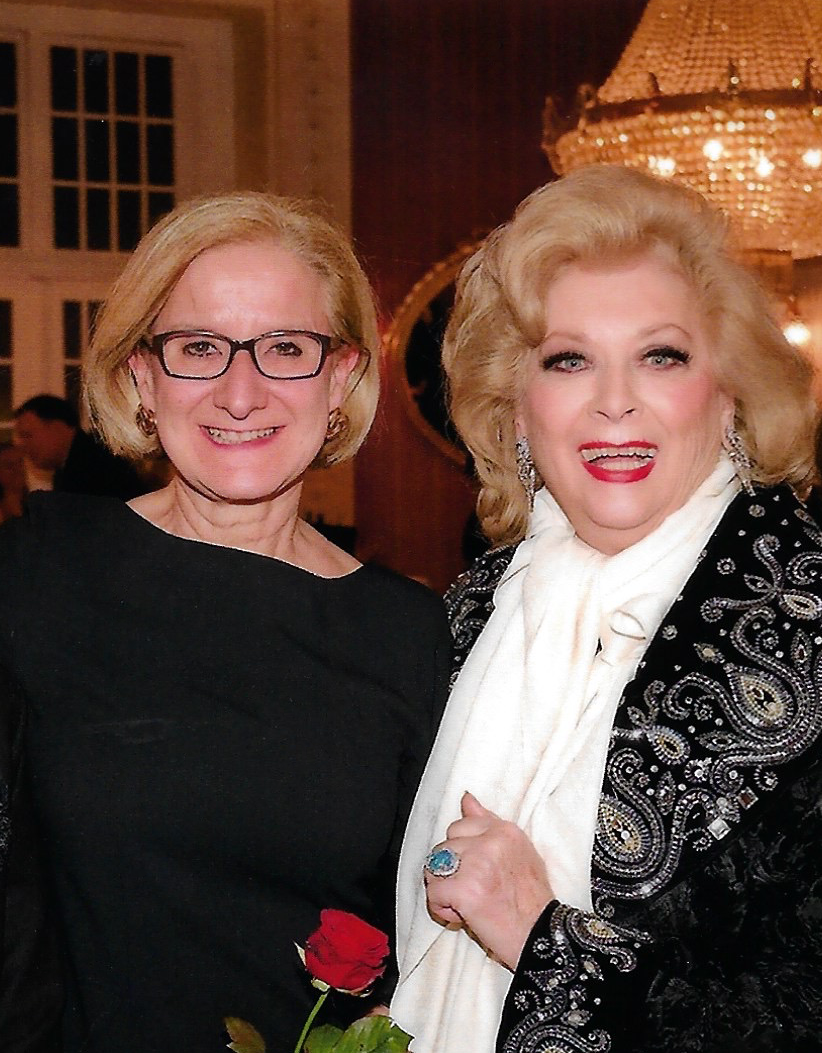
Birgit Sarata (* 1942)

- Saratelli, Giacomo Giuseppe (1714–1762), italienischer Musiker und Komponist
- Sarath, Ed, amerikanischer Musikwissenschaftler, Flügelhornist und Komponist
- Saratz, Gian (1821–1900), Schweizer Hotelier, Naturforscher und Politiker
- Saraudi, Giulio (1938–2005), italienischer Boxer
- Sarauer, Andrew (* 1984), kanadisch-ungarischer Eishockeyspieler und -trainer
- Sarault, Courtney Lee (* 2000), kanadische Shorttrackerin
- Sarault, Yves (* 1972), kanadischer Eishockeyspieler und -trainer
- Sarauw, Georg L. (1862–1928), dänischer Archäologe
- Saravakos, Dimitrios (* 1961), griechischer Fußballspieler
- Saravanan, Govindasamy (* 1970), malaysischer Geher
- Šaravanja, Ivan (* 1996), bosnischer Fußballspieler
- Saravi, Mohammad Hadi (* 1998), iranischer Ringer
- Saravia, Adrianus († 1613), flämischer reformierter Theologe
- Saravia, Aparicio (1856–1904), uruguayischer Militär und Politiker
- Saravia, Enrique (* 1967), uruguayischer Fußballspieler, Gewerkschaftsvorsitzender und Politiker
- Saravia, Renzo (* 1993), argentinischer Fußballspieler
- Saravia, Villanueva (1964–1998), uruguayischer Politiker
- Saravo, Pekka (* 1979), finnischer Eishockeyspieler
- Sarawa Kelden Yeshe Sengge († 1207), Gründer der Yasang-Kagyü-Schule
- Sarawak, Anita (* 1952), singapurische Sängerin, Entertainerin, Schauspielerin und Kochbuchautorin
- Sarawin Saengra (* 1997), thailändischer Fußballspieler
- Sarawut Chernchai (* 1987), thailändischer Fußballspieler
- Sarawut Inpaen (* 1992), thailändischer Fußballspieler
- Sarawut Inpoung (* 1992), thailändischer Fußballspieler
- Sarawut Jaturapat (* 1989), thailändischer Fußballspieler
- Sarawut Kambua (* 1972), thailändischer Fußballtorhüter
- Sarawut Kanlayanabandit (* 1991), thailändischer Fußballspieler
- Sarawut Koedsri (* 1989), thailändischer Fußballspieler
- Sarawut Kongjaroen (* 1986), thailändischer Fußballspieler
- Sarawut Konglarp (* 1987), thailändischer Fußballspieler
- Sarawut Natasat (* 1986), thailändischer Fußballspieler
- Sarawut Nilphan (* 2002), thailändischer Fußballspieler
- Sarawut Sintupun (* 1990), thailändischer Fußballspieler
- Sarawut Thongkot (* 1997), thailändischer Fußballspieler
- Sarawut Thorarit (* 1999), thailändischer Fußballspieler
- Sarawut Yodyinghathaikul (* 1999), thailändischer Fußballspieler
- Sarawuth Tongsawad (* 1977), thailändischer Fußballspieler
- Saray, Mesut (* 1987), türkischer Fußballspieler
- Sarayut Chaikamdee (* 1981), thailändischer Fußballspieler
- Sarayut Poolsab (* 1988), thailändischer Fußballspieler
- Sarayut Sompim (* 1997), thailändischer Fußballspieler
- Sarayut Yoosuebchuea (* 2000), thailändischer Fußballspieler
- Sarazar (* 1984), deutscher Moderator, Unternehmer sowie Produzent von Webvideos und Dokumentationen
- Sarazen, Gene (1902–1999), US-amerikanischer Golfspieler
- Sarazen, Wo (1923–2020), deutscher Künstler
- Sarazin, Jacques (1592–1660), französischer Bildhauer
- Sarazin, Jean (1539–1598), Abt von Saint-Vaast und Fürsterzbischof von Cambrai

### Sarb
- Sarbach, Jakob († 1492), Schweizer Baumeister
- Sarbach, Michael (* 1981), Schweizer Politiker (Grüne), Politikwissenschaftler und Kulturschaffender
- Sarbacher, George W. (1919–1973), US-amerikanischer Politiker
- Sarbacher, Thomas (* 1961), deutscher SchauspielerThomas Sarbacher (* 1961)

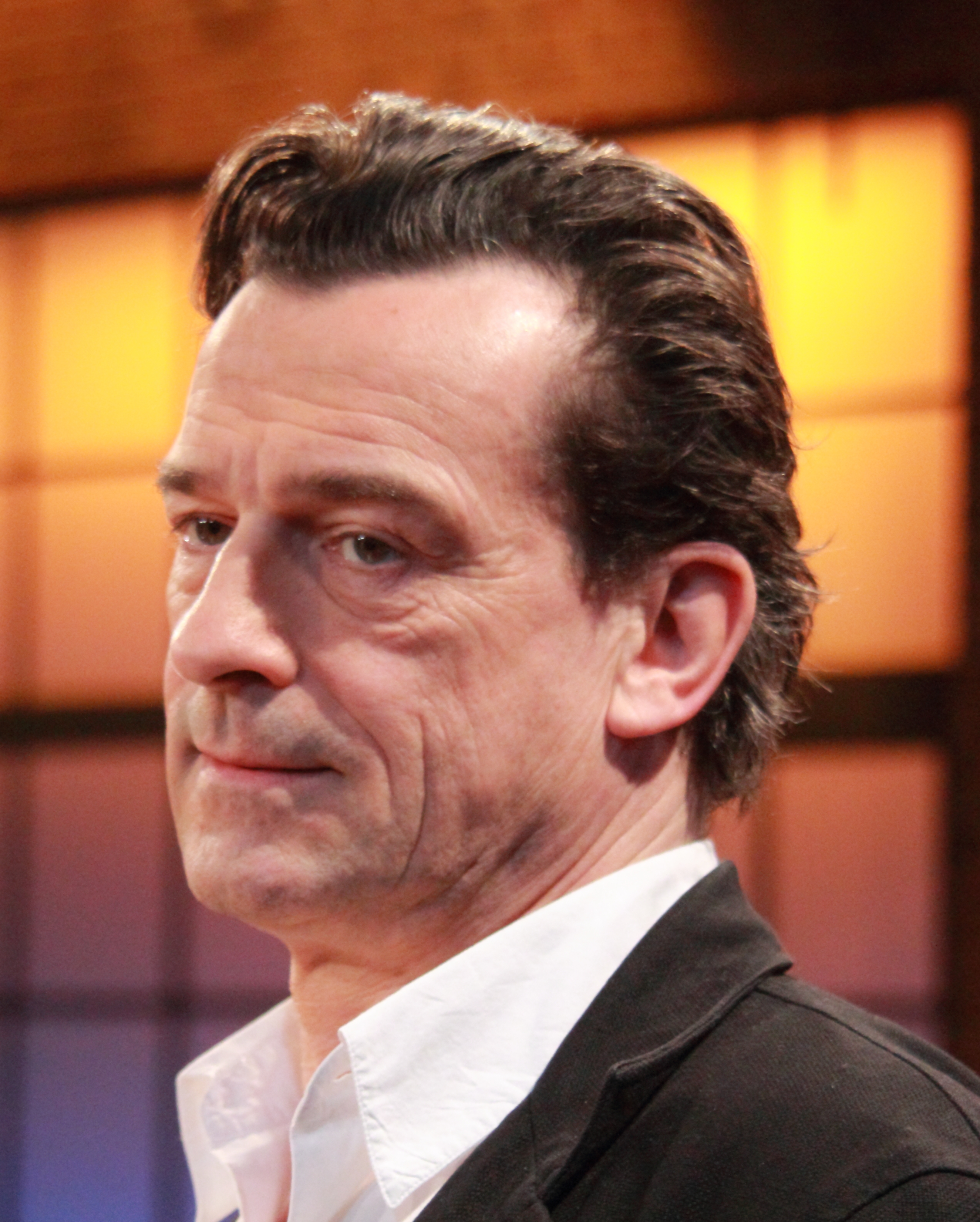
Thomas Sarbacher (* 1961)

- Sarbajew, Kadyrbek (* 1966), kirgisischer Diplomat und Politiker
- Sarbakow, Iwan († 1905), Wojewode, Tschetnik
- Sarban (1930–1993), afghanischer Musiker und Komponist
- Sarbanes, John (* 1962), US-amerikanischer Politiker
- Sarbanes, Paul (1933–2020), US-amerikanischer Politiker der Demokratischen Partei
- Sarbel (* 1981), griechisch-zyprischer Popsänger
- Sarbelius, Heiliger der christlichen Kirche und Märtyrer
- Sarbib, Saheb (* 1944), US-amerikanischer Jazzbassist
- Sarbiewski, Maciej (1595–1640), Jesuit und neulateinischer Schriftsteller
- Sarbini, M. (1914–1977), indonesischer Generalleutnant und Politiker
- Sarbinska, Weni (* 1995), bulgarische Fußballspielerin
- Sârbu, Daciana (* 1977), rumänische Politikerin, MdEP
- Sârbu, Filimon (1916–1941), rumänischer Antifaschist gegen das Antonescu-Regime
- Sârbu, Ion (1924–1997), rumänischer Politiker (PCR)
- Sârbu, Paul (* 1957), rumänischer Lehrer, Dichter und Schriftsteller
- Sârbulescu, Mihai (* 1957), rumänischer Maler
- Sarburgh, Bartholomäus, deutscher Maler
- Sarby, Rickard (1912–1977), schwedischer Konstrukteur von Kanubooten und Segler

### Sarc
- Šarc, Leon (* 1996), slowenischer Nordischer Kombinierer
- Sarcander, Charlotte (1913–1968), deutsche Journalistin, Schriftstellerin und Lehrerin
- Sarcenas, Pierre Amiel de († 1389), Kardinal und Erzbischof von Neapel, Embrun und Vienne
- Sarcerius, Erasmus (1501–1559), lutherischer Theologe und Reformator
- Šarčević, Abdulah (1929–2021), jugoslawischer bzw. bosnischer Philosoph, Professor für Philosophie in Sarajevo
- Šarčević, Ambrozije (1820–1899), kroatischer Lexikograph, Übersetzer, Publizist und Autor
- Šarčević, Bojan (* 1974), serbischer Künstler
- Sarcevic, Bruno (* 1973), kroatischer Basketballspieler
- Šarčević, Edin (* 1958), bosnischer Jurist
- Šarčević, Ivan (* 2001), österreichischer Fußballspieler
- Sarcevic, Nikola (* 1974), schwedischer Musiker, Sänger und Bassist der schwedischen Punkband MillencolinNikola Sarcevic (* 1974)

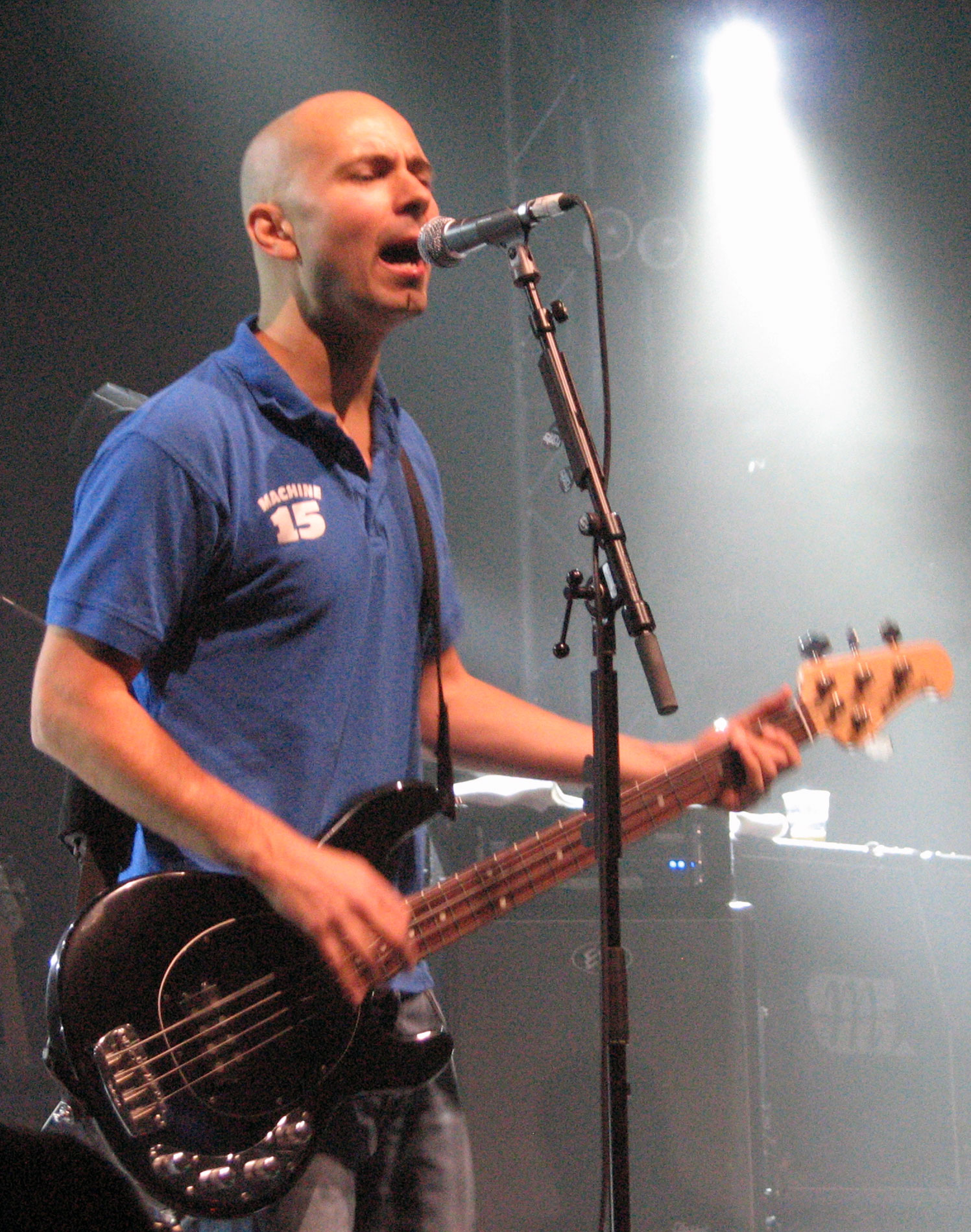
Nikola Sarcevic (* 1974)

- Sarcevic, Nikola (* 2006), österreichischer Fußballspieler
- Sarcey, Francisque (1827–1899), französischer Journalist, Schriftsteller und Theaterkritiker in Paris
- Sarchajan, Sarkis Asatowitsch (1947–2021), russischer Tischtennisspieler
- Särchen, Günter (1927–2004), katholischer Sozialpädagoge, Publizist, Wegbereiter der deutsch-polnischen Aussöhnung
- Sarchi, Alexander Grigorjewitsch (1908–1997), sowjetischer Filmregisseur und Drehbuchautor
- Sarchielli, Massimo (1931–2010), italienischer Schauspieler und Filmregisseur
- Sarcinelli, Ulrich (* 1946), deutscher Politologe und Hochschullehrer
- Sarcletti, Mario (* 1960), österreichischer Basketballspieler
- Sarco, Alejo (* 2006), argentinisch-italienischer Fußballspieler
- Sarcos, Ivian (* 1989), venezolanische Schönheitskönigin
- Sârcu, Diana (* 1976), moldauische Juristin

### Sard
- Sard, Arthur (1909–1980), US-amerikanischer Mathematiker
- Sarda, Bruno (* 1954), italienischer Comicautor
- Sardá, Francisco, spanischer Rugbyspieler und -trainer
- Sardà, Rosa Maria (1941–2020), spanische Schauspielerin
- Sardaby, Michel (1935–2023), französischer Jazzpianist
- Sardagna, Karl (1731–1775), Jesuit und Religionslehrer
- Sardalaschwili, Giorgi (* 2003), georgischer Judoka
- Sardan, Sedal (* 1962), türkisch-deutscher Basketballspieler, Musiker und Gastronom
- Sardar Asad (1856–1917), bachtiyārīscher Stammesführer
- Sardar, Hassan (* 1957), pakistanischer Hockeyspieler
- Sardar, Wali (1888–1977), afghanischer Diplomat und Politiker
- Sardar, Ziauddin (* 1951), britisch-pakistanischer Schriftsteller, Historiker, Fernsehproduzent und Kulturkritiker; Persönlichkeit des Islams in Großbritannien
- Sardari, Abdol-Hossein (1914–1981), iranischer Diplomat
- Sardarov, Yuri (* 1988), US-amerikanischer Schauspieler und Produzent
- Sarde, Alain (* 1952), französischer Filmproduzent
- Sarde, Michèle (* 1939), französische Schriftstellerin
- Sarde, Philippe (* 1945), französischer KomponistPhilippe Sarde (* 1945)

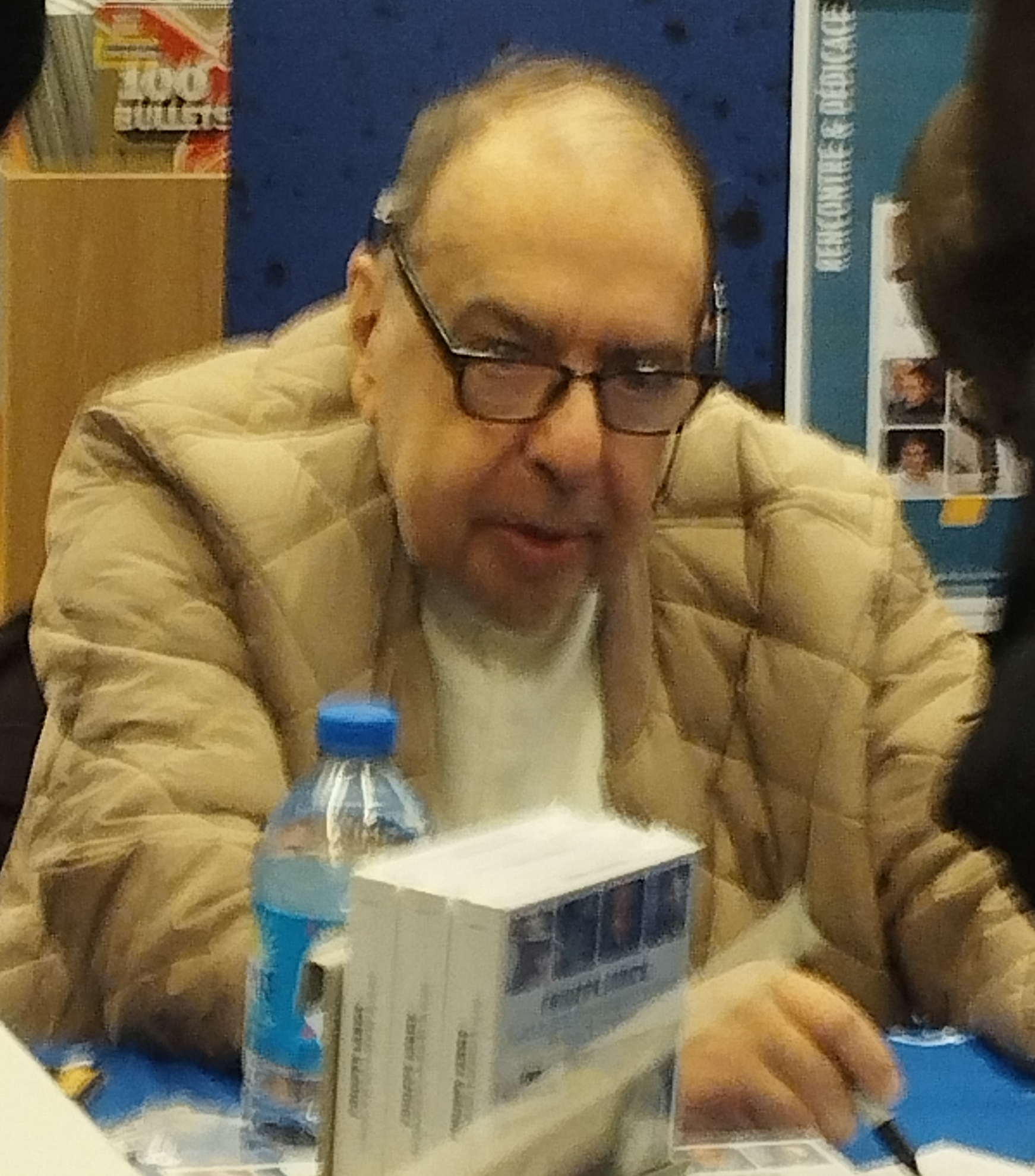
Philippe Sarde (* 1945)

- Sarde, Pierre († 1566), französischer Kartäusermönch
- Sardelic, Michael (* 1959), österreichischer Pädagoge und Fotograf
- Sardella, Killian (* 2002), belgischer Fußballspieler
- Sardenberg, Ronaldo Mota (* 1940), brasilianischer Diplomat und Politiker
- Sardesai, Govind Sakharam (1865–1959), indischer Beamter und Historiker
- Sardet, André (* 1976), portugiesischer Pop-Sänger
- Sardi, Armando (1940–2023), italienischer Sprinter
- Sardi, Giuseppe (1624–1699), Schweizer Architekt der späten Barock
- Sardi, Giuseppe († 1753), italienischer Architekt des Barock
- Sardi, Jan, australischer Drehbuchautor
- Sardi, Paolo (1934–2019), italienischer Geistlicher, Kardinalpatron des Malteserordens
- Sardina, Alexander-Martin (* 1973), deutscher Politikwissenschaftler und Abgeordneter (MdHB), CDU
- Sardinas, Eric (* 1970), US-amerikanischer Bluesrock-Gitarrist
- Sardinha, António (1887–1925), portugiesischer Schriftsteller, Herausgeber und Politiker
- Sardjoe, Chander (* 1970), niederländischer Jazz-Schlagzeuger indonesischer Herkunft
- Sardjoe, India (* 2006), niederländische Breakdancerin
- Sardjoe, Ramdien (* 1935), surinamischer Politiker
- Sardo, Gennaro (* 1979), italienischer Fußballspieler
- Sardou, Fernand (1910–1976), französischer Schauspieler und Sänger
- Sardou, Joseph-Marie (1925–2009), französischer Geistlicher, römisch-katholischer Erzbischof von Monaco
- Sardou, Michel (* 1947), französischer ChansonnierMichel Sardou (* 1947)

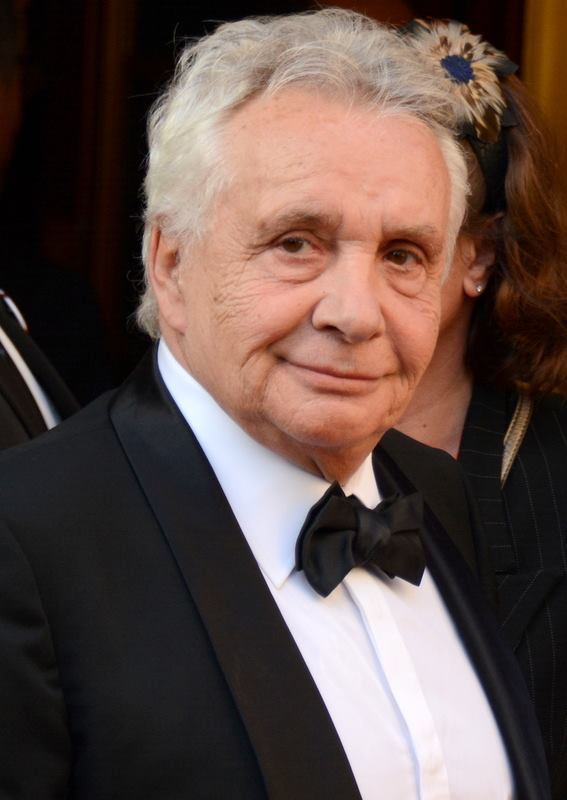
Michel Sardou (* 1947)

- Sardou, Romain (* 1974), französischer Schriftsteller
- Sardou, Victorien (1831–1908), französischer Dramatiker
- Sarduri I., König von Urartu
- Sarduri II., König von Urartu
- Sarduri Sarduriḫi, urarṭäischer König
- Sarduy, Severo (1937–1993), kubanischer Schriftsteller und Maler
- Sardy, Dave (* 1967), US-amerikanischer Musikproduzent
- Sardyko, Alexander Anatoljewitsch (* 1990), russischer Skispringer

### Sare
- Saré, Bakary (* 1990), belgisch-ivorischer Fußballspieler
- Sare, Günter (1949–1985), deutscher Maschinenschlosser
- Şare, Hamit (* 1982), türkischer Skirennläufer
- Säre, Karl (1903–1945), estnischer Kommunist
- Šarec, Marjan (* 1977), slowenischer Schauspieler und Politiker
- Šarec, Veronika (* 1968), slowenische Skirennläuferin
- Sarée, Günter (1940–1973), deutscher Konzeptkünstler
- Sareen, Manu (* 1967), dänischer Politiker (Venstre), Mitglied des Folketing, Minister
- Sarego, Francesco (* 1939), italienischer Ordensgeistlicher und emeritierter römisch-katholischer Bischof von Goroka
- Sarego, Ludovico di (1558–1625), italienischer römisch-katholischer Geistlicher, Bischof von Adria und Apostolischer Nuntius in der Schweiz
- Sareh I. (1915–1963), armenischer Geistlicher, Katholikos des Großen Hauses von Kilikien der Armenischen Apostolischen Kirche
- Sareika, Vineta (* 1986), lettische Geigerin und Hochschullehrerin
- Sarek, Stephan (* 1957), deutscher Schriftsteller
- Sarel, Sydney (1872–1950), britischer Leichtathlet und Pfarrer
- Sarell, Roderick (1913–2001), britischer Diplomat
- Sarelle, Leilani (* 1966), US-amerikanische SchauspielerinLeilani Sarelle (* 1966)

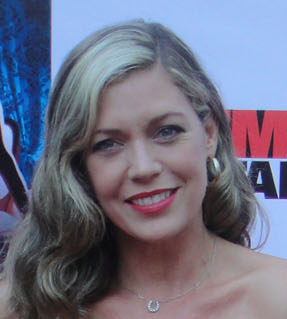
Leilani Sarelle (* 1966)

- Saremba, Nikolai Iwanowitsch (1821–1879), russischer Musiktheoretiker und Komponist
- Sarembo, Dionissi Fjodorowitsch (1797–1855), Forschungsreisender
- Sarenco (1945–2017), italienischer visueller Poet, Kulturveranstalter, Verleger und Filmemacher
- Sarenom, Tibors de, Adlige und Trobairitz
- Sarenput I., Bürgermeister auf Elephantine
- Sarenput II., Bürgermeister auf Elephantine
- Sarenren Bazee, Noah (* 1996), deutsch-nigerianischer Fußballspieler
- Sarett, Lewis Hastings (1917–1999), US-amerikanischer Chemiker
- Saretta, Flávio (* 1980), brasilianischer Tennisspieler
- Saretzki, Franz (* 1926), ostdeutscher Spion der CIA
- Saretzki, Hans-Dieter (1942–2014), deutscher Sänger und Gesangspädagoge
- Saretzki, Karl-Heinz (1942–2019), deutscher Posaunenchorleiter und Redakteur
- Saretzki, Nathan (1887–1944), deutscher Tenor und Chasan
- Saretzki, Thomas (* 1955), deutscher Politologe und Professor für Umweltpolitik
- Sarew, Pantelej (1911–1997), bulgarischer Literaturwissenschaftler
- Sarew, Wladimir (* 1947), bulgarischer Autor
- Sarezer, biblischer Bote
- Sarezer, Sohn Sîn-aḫḫe-eribas
- Sarezki, Daniel Felixowitsch (* 1964), russischer Organist und Hochschullehrer
- Sarezkyj, Wiktor (1925–1990), sowjetisch-ukrainischer Maler und Pädagoge

### Sarf
- Sarfatti, Anna (* 1950), italienische Lehrerin und Kinderbuchautorin sowie Übersetzerin
- Sarfatti, Gino (1912–1984), italienischer Industrie- und Produktdesigner
- Sarfatti, Jack (* 1939), US-amerikanischer theoretischer Physiker und Autor
- Sarfatti, Margherita (1880–1961), italienische Schriftstellerin, Geliebte MussolinisMargherita Sarfatti (1880–1961)

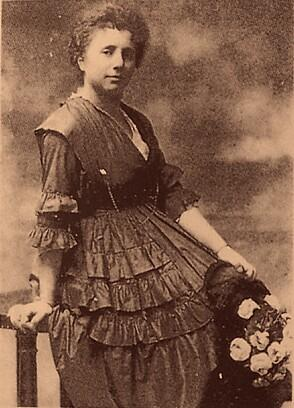
Margherita Sarfatti (1880–1961)

- Sarfatti, Michele (* 1952), italienischer Historiker
- Sarfert, Ernst (1882–1937), deutscher Ethnologe und Forschungsreisender
- Sarfo, Kingsley (* 1995), ghanaischer Fußballspieler

### Sarg
- Sarg, Francis (1840–1921), deutscher Bergwerksbesitzer, Kaffeeplantagenbesitzer, Diplomat und Naturforscher
- Sarg, Karl (1832–1895), deutscher Großindustrieller und Erfinder
- Sarg, Tony (1880–1942), deutsch-amerikanischer Puppenspieler und Illustrator
- Sarganis, Nikolaos (1954–2024), griechischer Fußballtorhüter
- Sargant, Edmund Beale (1855–1938), britischer Kolonialbeamter und Autor
- Sargant, Ethel (1863–1918), britische Botanikerin
- Sargant, William (1907–1988), britischer Psychiater
- Sargany, Maria (1808–1862), Theaterschauspielerin
- Sargatal, Jordi (* 1957), katalanischer Ornithologe, Naturforscher, Naturschützer und Sachbuchautor
- Sarge, Carmen (* 1970), deutsche Kinderdarstellerin
- Sarge, Günter (1930–2019), deutscher Jurist und Militär, Präsident des Obersten Gerichts der DDR
- Sargeant, Brandon (* 1997), englischer Snookerspieler
- Sargeant, Carl (1968–2017), walisischer Politiker der Labour Party
- Sargeant, Ian (* 1970), walisischer Snookerspieler
- Sargeant, James (* 1936), australischer Segler
- Sargeant, Leonard (1793–1880), US-amerikanischer Politiker, Anwalt und Vizegouverneur
- Sargeant, Logan (* 2000), US-amerikanischer AutomobilrennfahrerLogan Sargeant (* 2000)

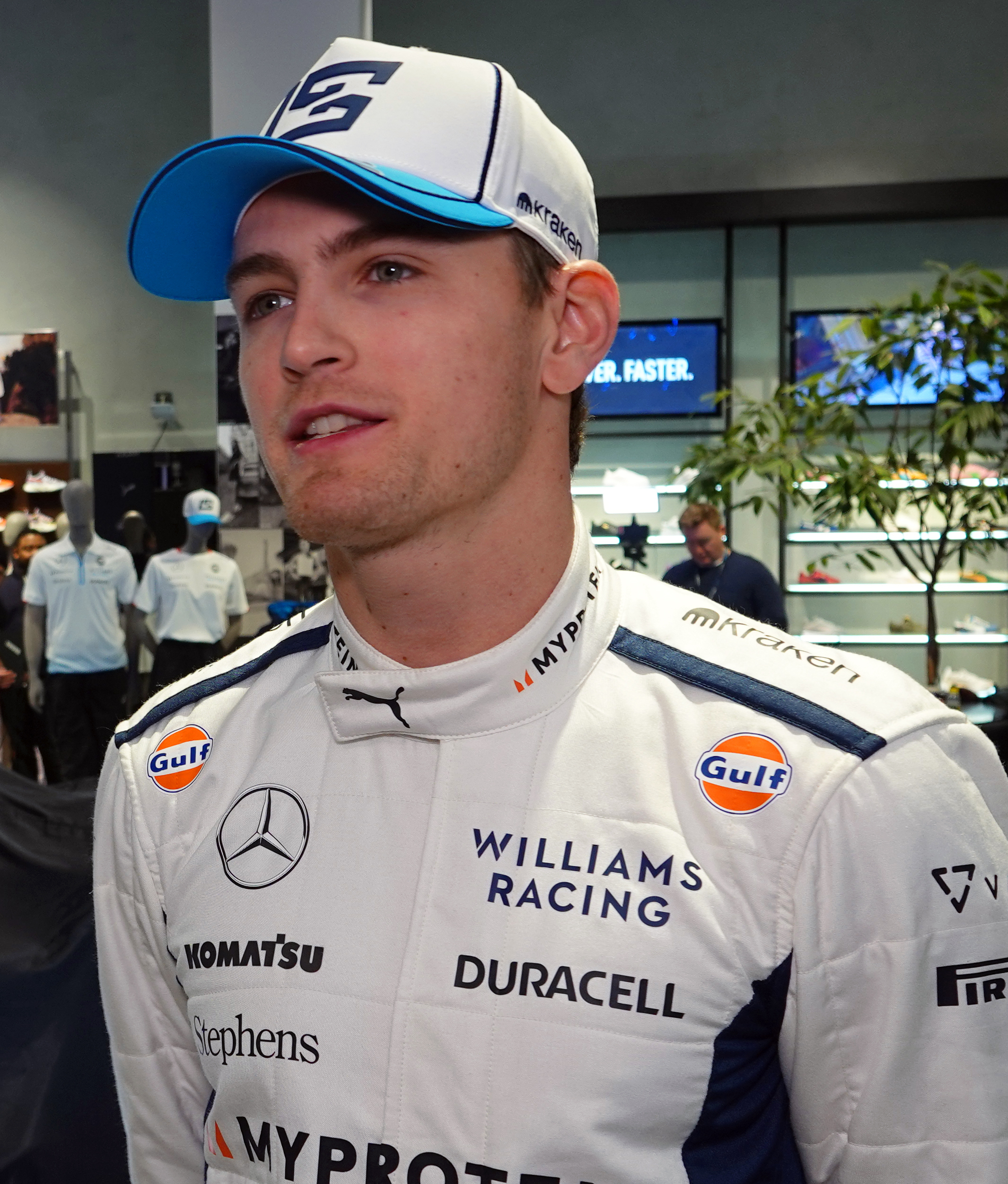
Logan Sargeant (* 2000)

- Sargeant, Vernon (* 1973), Fußballspieler von St. Kitts und Nevis
- Sargeant, Winthrop (1903–1986), US-amerikanischer Musikkritiker
- Sargent Murray, Judith (1751–1820), US-amerikanische Autorin und Frauenrechtlerin
- Sargent, Aaron Augustus (1827–1887), US-amerikanischer Politiker (Republikanische Partei)
- Sargent, Alvin (1927–2019), amerikanischer Drehbuchautor
- Sargent, Anneila (* 1942), britisch-amerikanische Astronomin
- Sargent, Bernice Weldon (1906–1993), kanadischer Physiker und Pionier der Atomphysik
- Sargent, Charles Sprague (1841–1927), US-amerikanischer Botaniker
- Sargent, Dick (1930–1994), US-amerikanischer Schauspieler
- Sargent, Edward G. (* 1877), US-amerikanischer Politiker
- Sargent, Francis W. (1915–1998), US-amerikanischer Politiker
- Sargent, Frederick (1920–1980), US-amerikanischer Biometeorologe
- Sargent, Gary (* 1954), US-amerikanischer Eishockeyspieler und -scout
- Sargent, Gray (* 1953), amerikanischer Jazzmusiker (Gitarre)
- Sargent, Ida (* 1988), US-amerikanische Skilangläuferin
- Sargent, Inge (1932–2023), österreichisch-amerikanische Autorin
- Sargent, John G. (1860–1939), US-amerikanischer Jurist und Justizminister
- Sargent, Joseph (1925–2014), US-amerikanischer Filmregisseur, Filmproduzent und Schauspieler
- Sargent, Josh (* 2000), US-amerikanischer FußballspielerJosh Sargent (* 2000)

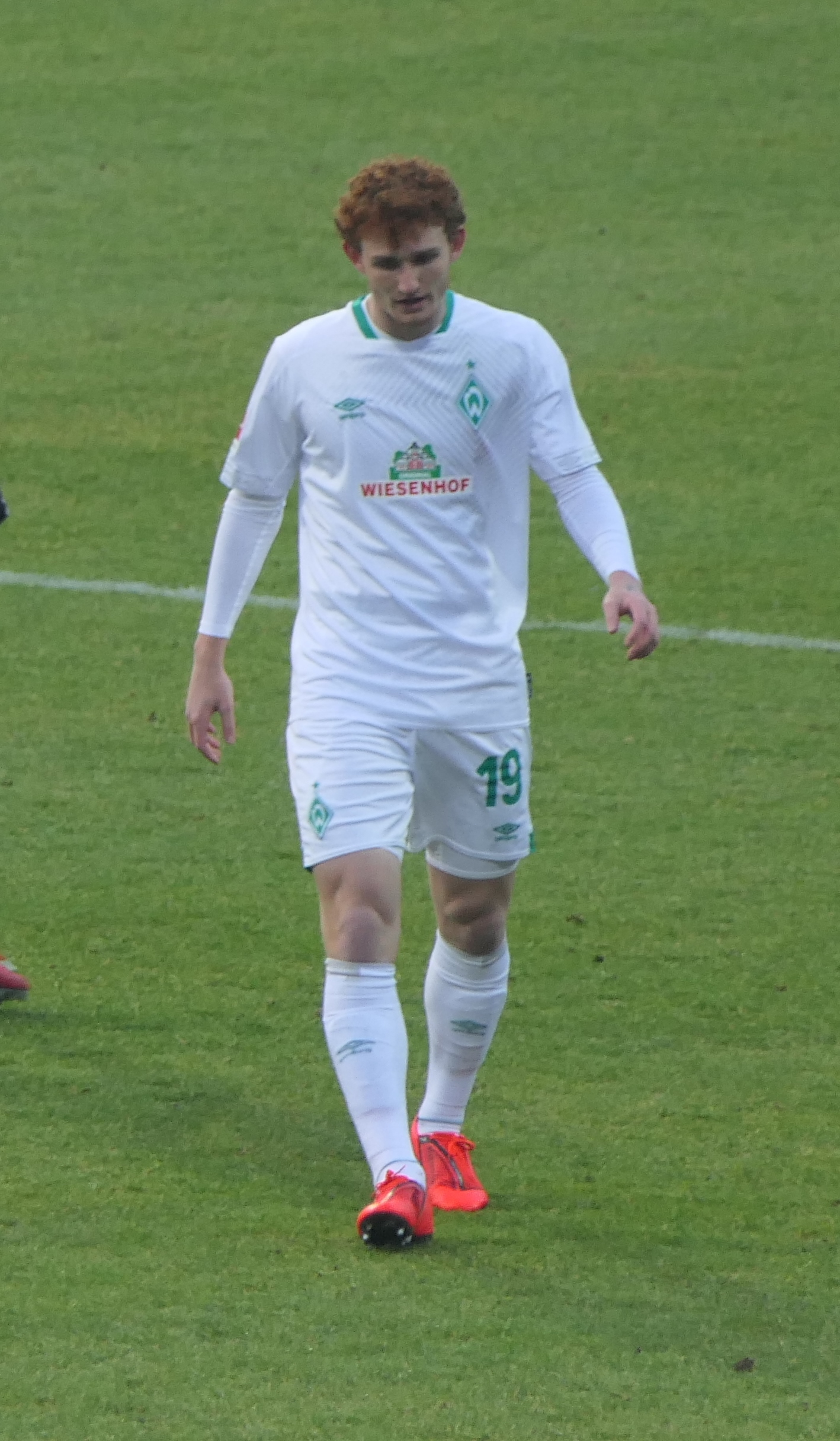
Josh Sargent (* 2000)

- Sargent, Kenny (1906–1969), US-amerikanischer Jazzmusiker und Diskjockey
- Sargent, Lia (* 1957), US-amerikanische Schauspielerin und Synchronsprecherin
- Sargent, Malcolm (1895–1967), englischer Dirigent
- Sargent, Murray (* 1941), US-amerikanischer Physiker
- Sargent, Orme (1884–1962), britischer Diplomat und Regierungsbeamter
- Sargent, Pamela (* 1948), US-amerikanische Science-Fiction-Schriftstellerin
- Sargent, Percy (1873–1933), britischer Neurochirurg
- Sargent, Seumas (* 1977), US-amerikanischer Schauspieler und Schlagzeuger
- Sargent, Thomas (* 1943), US-amerikanischer Ökonom
- Sargent, Trevor (* 1960), irischer Politiker
- Sargent, Wallace (1935–2012), US-amerikanischer Astronom
- Sargent, Winifred (1905–1979), englische Mathematikerin und Hochschullehrerin
- Sargent, Winthrop (1753–1820), britisch-amerikanischer Politiker und Gouverneur des Mississippi-Territoriums (1798–1801)
- Sargent-Jones, Caitlin (* 1992), australische Sprinterin
- Sargentini, Judith (* 1974), niederländische Politikerin (GroenLinks), MdEP
- Sarges, Albertine (* 1987), deutsche Musikerin
- Sarges, Werner (* 1941), deutscher Management-Wissenschaftler
- Sargeson, Frank (1903–1982), neuseeländischer Schriftsteller
- Sârghi, Cristian (* 1987), rumänischer Fußballspieler
- Sargın, Burhan (1929–2023), türkischer Fußballspieler
- Sargis, Hayden (* 2002), US-amerikanischer Fußballspieler
- Sargnagel, Stefanie (* 1986), österreichische Autorin und KünstlerinStefanie Sargnagel (* 1986)

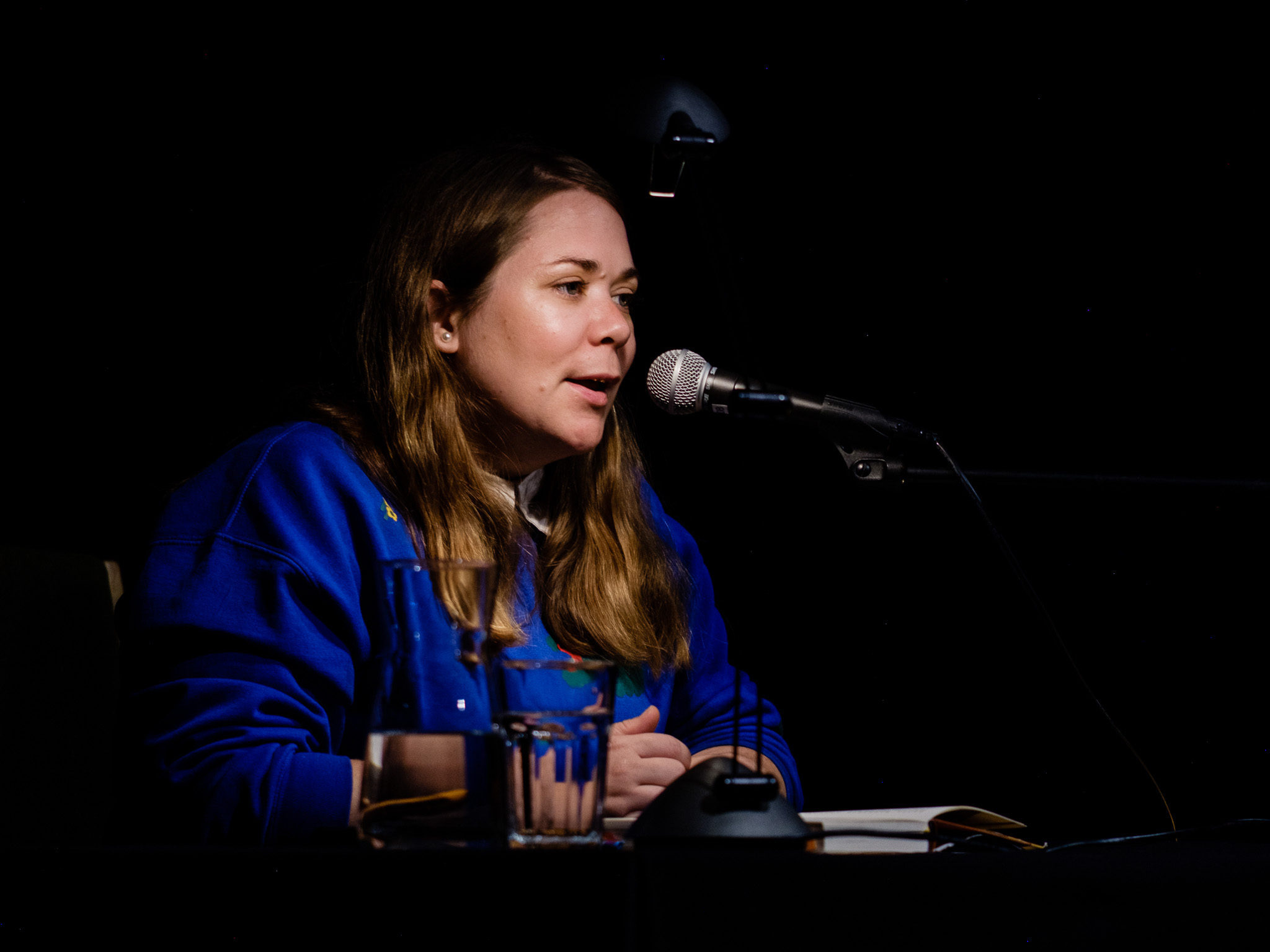
Stefanie Sargnagel (* 1986)

- Sargolini, Federico (1891–1969), italienischer Geistlicher, römisch-katholischer Weihbischof in Camerino
- Sargon von Akkad, Gründer der akkadischen Dynastie und des Akkadischen Reichs
- Sargsian, Sargis (* 1973), armenischer Tennisspieler
- Sargsjan, Ara (1902–1969), osmanisch-sowjetischer Bildhauer und Hochschullehrer
- Sargsjan, Aram (* 1949), sowjetischer Politiker bzw. armenischer Politiker und ehemaliges Mitglied des armenischen Parlaments
- Sargsjan, Howhannes (* 1987), armenischer Skilangläufer und Biathlet
- Sargsjan, Jana (* 2000), armenische Leichtathletin
- Sargsjan, Schant Mowradi (* 2002), armenischer Schachgroßmeister
- Sargsjan, Sepuh (* 1946), armenischer Geistlicher
- Sargsjan, Sersch (* 1954), armenischer Politiker, Staatspräsident der Republik Armenien
- Sargsjan, Tigran (* 1960), armenischer Politiker, Ministerpräsident der Republik Armenien
- Sargsyan, Karine, armenisch-österreichische Medizinerin, Genetikerin, Forschungsmanagerin, Biobankerin, Forscherin und Lektorin
- Sargūnas, Ričardas (* 1954), litauischer Politiker (Seimas)
- Sargur, Seran (* 1980), Programmdirektor des türkischsprachigen Fernsehsenders Kanal Avrupa

### Sarh
- Sarhad, deutscher Rapper und Sänger
- Sarhan, François (* 1972), französischer Komponist der Neuen Musik
- Sarhangi, Mohammad (* 1980), deutscher Historiker und Autor
- Sarholz, Anna Felicitas (* 1992), deutsche FußballspielerinAnna Felicitas Sarholz (* 1992)

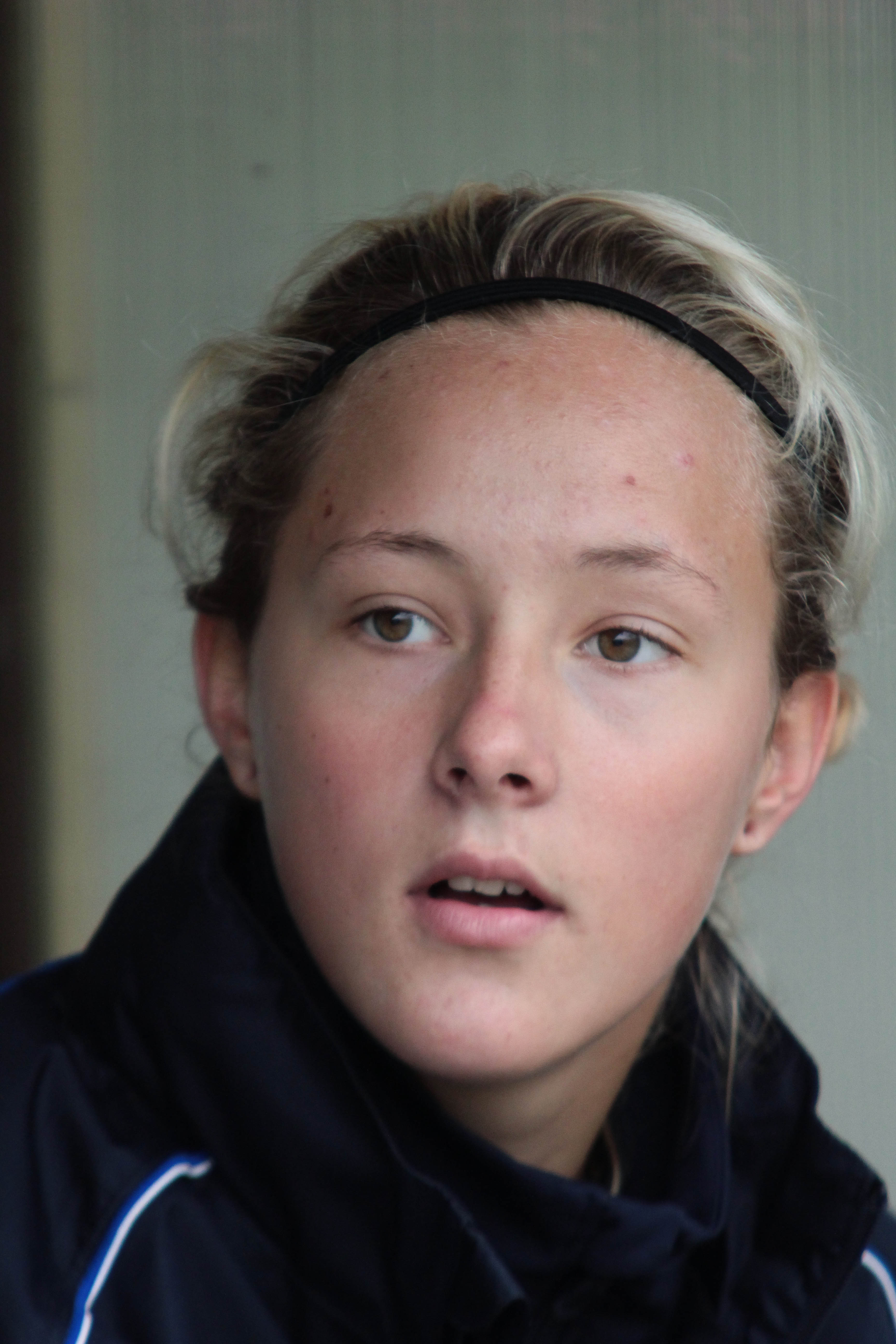
Anna Felicitas Sarholz (* 1992)

- Sarholz, Hans-Jürgen (* 1956), deutscher Historiker, Sachbuchautor und Museumsleiter in Bad Ems
- Sarholz, Karin (* 1956), deutsche Rundfunkredakteurin
- Sarholz, Margit (* 1959), deutsche Musikerin und Komponistin

### Sari
- Sarı Mehmet Pascha, osmanischer Chronist und Defterdar
- Sari Saltuk, türkischer Derwisch
- Sarı Süleyman Pascha († 1687), Großwesir im Osmanischen Reich
- Sari, Ada (1886–1968), polnische Opernsängerin (Sopran)
- Sarı, Adem (* 1985), türkischer Fußballspieler
- Sarı, Ali (* 1986), türkischer Taekwondoin
- Sari, Deniz (* 1985), türkischer Fußballspieler
- Sarı, Fatma Güldemet (* 1970), türkische Politikerin (AKP)
- Sari, Georges (1923–2012), griechische Schriftstellerin und Schauspielerin
- Sarı, Halit Özgür (* 1993), türkischer Schauspieler und Model
- Sarı, Hasan (* 1956), türkischer Fußballtrainer
- Sarı, Hasan Ahmet (* 1992), türkischer Fußballspieler
- Sári, József (* 1935), ungarischer Komponist
- Sarı, Kazım (* 1982), türkischer Fußballtorhüter
- Sarı, Safa (* 1992), türkischer Schauspieler
- Sarı, Sencer (* 1982), türkischer Keramiker
- Sari, Soner (* 1988), deutsch-türkischer Snookerspieler
- Sari, Sri Maya (* 1994), indonesische Sprinterin
- Sarı, Veysel (* 1988), türkischer Fußballspieler
- Sarı, Yunus (* 1991), türkischer Taekwondoin
- Sarı, Yusuf (* 1998), türkischer Fußballspieler
- Saria, Balduin (1893–1974), österreichischer Althistoriker
- Saria, Suchi, indische Informatikerin und Hochschullehrerin
- Saria, Walter (1955–2021), österreichischer Fußballtorhüter
- Sarıalioğlu, Sanlı (* 1945), türkischer Fußballspieler
- Sarıalp, Ruhi (1924–2001), türkischer Leichtathlet
- Sarianidi, Wiktor Iwanowitsch (1929–2013), sowjetischer Archäologe
- Sarias, Niina (* 1984), finnische Snowboarderin
- Şəriəti, Sabah (* 1989), aserbaidschanischer Ringer
- Sarić, Aleksandar (* 1974), serbischer Fußballtorhüter
- Šarić, Ante (* 1984), kroatischer Schachgroßmeister
- Šarić, Asif (* 1965), jugoslawischer bzw. bosnischer Fußballspieler und -trainer
- Šarić, Daniel (* 1972), jugoslawischer bzw. kroatischer Fußballspieler
- Šarić, Danijel (* 1977), katarischer Handballspieler
- Šarić, Dario (* 1994), kroatischer BasketballspielerDario Šarić (* 1994)

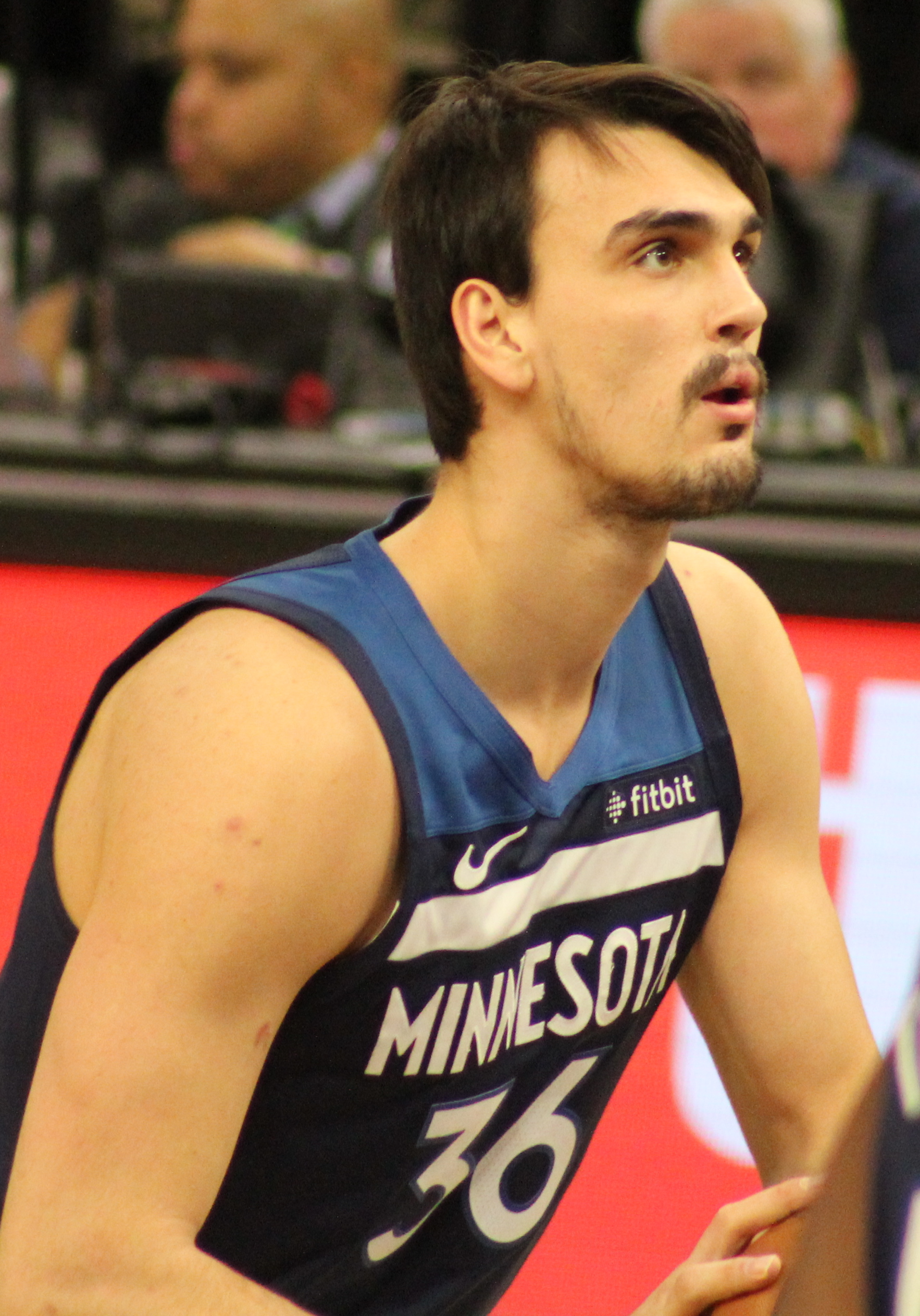
Dario Šarić (* 1994)

- Šarić, Darko (* 1969), serbisch-montenegrinischer mutmaßlicher Drogenhändler
- Šarić, Filip Danijel (* 2004), bosnischer Handballtorwart
- Šarić, Ibro (* 1982), bosnischer Schachgroßmeister
- Šarić, Ivan (* 1990), kroatischer Schachmeister
- Šarić, Ivan Evanđelist (1871–1960), katholischer Geistlicher, Erzbischof von Vrhbosna
- Šarić, Mihajlo Milan (1875–1913), kroatischer Schriftsteller und Journalist
- Šarić, Mirza (* 1974), kroatischer Handballspieler und -trainer
- Saric, Mislav (* 1983), australisch-kroatischer Fußballspieler
- Sarić, Nikola (* 1985), serbisch-deutscher Künstler
- Šarić, Sandra (* 1984), kroatische Taekwondokämpferin
- Šarić, Vlado (* 1945), jugoslawischer Fußballspieler
- Saric, William S (* 1940), US-amerikanischer Ingenieur
- Sarıçam, Ekrem (* 1986), türkischer Fußballspieler
- Sarich, Cory (* 1978), kanadischer Eishockeyspieler
- Sarich, Drew (* 1975), amerikanischer MusicaldarstellerDrew Sarich (* 1975)

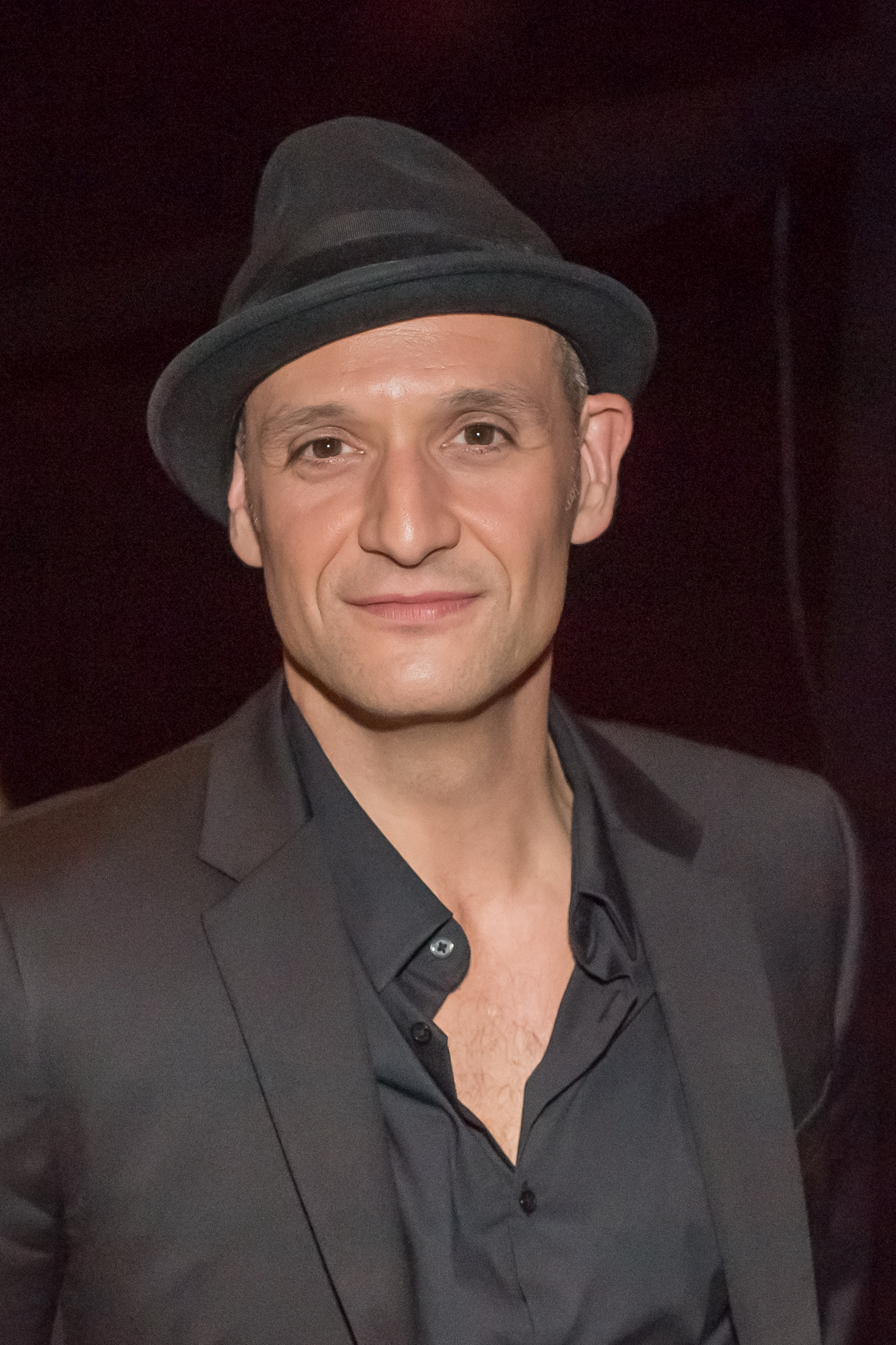
Drew Sarich (* 1975)

- Sarich, Vincent (1934–2012), US-amerikanischer Ethnologe
- Sarıçiçek, Şafak (* 1992), in der Türkei geborener deutschsprachiger Schriftsteller
- Sarıçiftçi, Niyazi Serdar (* 1961), türkischer Physikochemiker und Hochschullehrer
- Sarid, Jossi (1940–2015), israelischer Politiker
- Sarid, Yishai (* 1965), israelischer Jurist und Schriftsteller
- Saridakis, Georgios (* 1885), griechischer Geher
- Saridjo, Antonius Baldinuci (* 1940), indonesischer Offizier
- Sariel, Alon (* 1986), israelischer Mandolinist, Harfenist und Lautenist, Dirigent und Ensemble-Gründer
- Sarıeroğlu, Jülide (* 1979), türkische Politikerin, Ökonomin und Schriftstellerin
- Sarif Sainui (* 1980), thailändischer Fußballspieler
- Sarif, Mohammed Dschawad (* 1960), iranischer PolitikerMohammed Dschawad Sarif (* 1960)

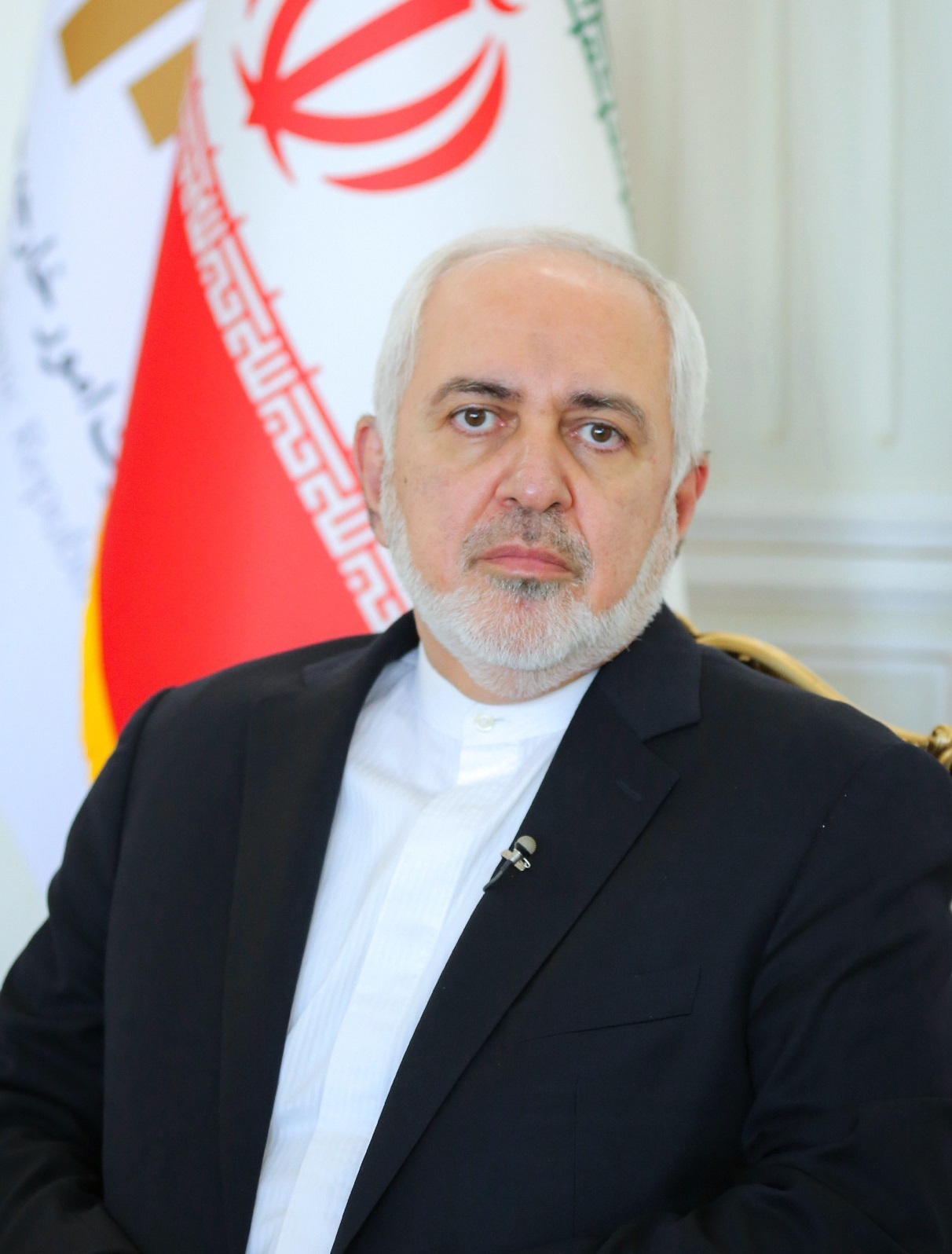
Mohammed Dschawad Sarif (* 1960)

- Šarīf, Nihād (1932–2011), ägyptischer Schriftsteller
- Sarif, Shamim (* 1969), britische Autorin und Regisseurin südasiatischer und südafrikanischer Herkunft
- Sarife, Katie (* 1993), US-amerikanische Schauspielerin
- Sarifij, Hamrochon (* 1948), tadschikischer Diplomat und Politiker
- Şərifov, Şərif (* 1988), aserbaidschanischer Ringer
- Şərifova, Aytac (* 1997), aserbaidschanische Fußballnationalspielerin
- Sarıgül, Mustafa (* 1956), türkischer Schriftsteller, Unternehmer und PolitikerMustafa Sarıgül (* 1956)

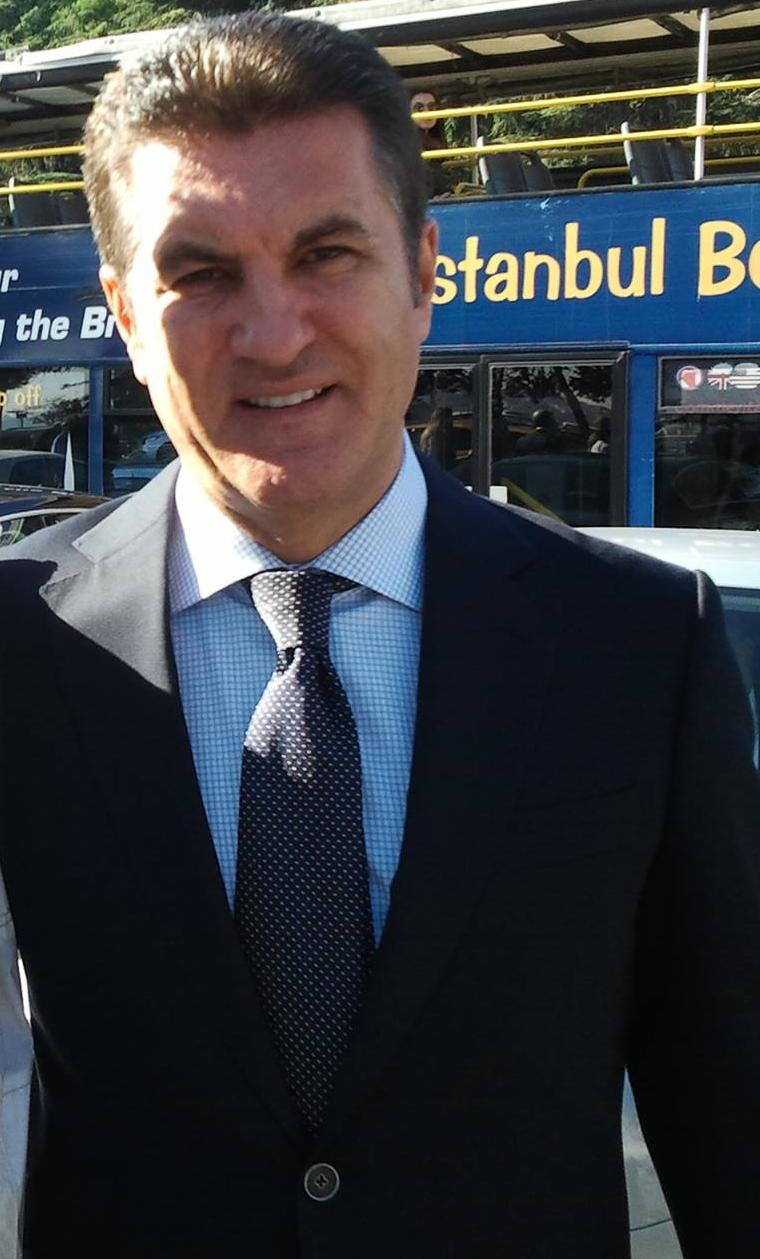
Mustafa Sarıgül (* 1956)

- Sarıgül, Yağmur (* 1979), türkischer Musiker
- Sarijew, Rauan (* 1994), kasachischer Fußballspieler
- Sarijew, Temir (* 1963), kirgisischer Politiker
- Sárik, Péter (* 1972), ungarischer Pianist und Komponist
- Sarika (* 1960), indische Schauspielerin und Kostümdesignerin
- Sarıkabadayı, Soner (* 1978), türkischer Popmusiker
- Sarikakis, Katharine (* 1970), griechische Kommunikationswissenschaftlerin
- Sarıkaya, Muhammed Emin (* 2002), türkischer Fußballspieler
- Sarikaya, Özlem (* 1974), deutsche Fernsehjournalistin und Moderatorin beim Bayerischen Rundfunk
- Sarıkaya, Serenay (* 1992), türkische Schauspielerin und Model
- Sarıkaya, Yaşar (* 1965), türkischer Hochschullehrer und islamischer Theologe
- Sarikoski, Jonatan (* 1990), finnischer Jazzmusiker (Schlagzeug)
- Sarikow, Satybaldy (* 1926), kirgisischer Politiker
- Sarim, Mohamed (* 1987), maledivischer Badmintonspieler
- Sarin Hayeedoloh (* 2000), thailändischer Fußballspieler
- Sarin, Arun (* 1954), US-amerikanischer Manager und CEO von Vodafone
- Sarin, Michael (* 1965), US-amerikanischer Jazzschlagzeuger
- Sarin, Nihal (* 2004), indischer Schachspieler
- Sarin, Ritu (* 1960), indische Filmproduzentin und Filmregisseurin
- Sarin, Vic (* 1941), kanadischer Kameramann und Filmregisseur
- Sariñana, Ximena (* 1985), mexikanische Sängerin und Schauspielerin
- Saringer, Dominique (* 1994), österreichischer Eishockeyspieler
- Saringer, Richard (* 1967), österreichischer Schauspieler
- Saringer, Sylvia (* 1971), österreichische Moderatorin beim Privatsender ATV
- Saringkan Promsupa (* 1997), thailändischer Fußballspieler
- Šarinić, Hrvoje (1935–2017), kroatischer Politiker (HDZ)
- Sario, Leo (1916–2009), finnischer Mathematiker
- Sarıoğlu, Sabri (* 1984), türkischer FußballspielerSabri Sarıoğlu (* 1984)

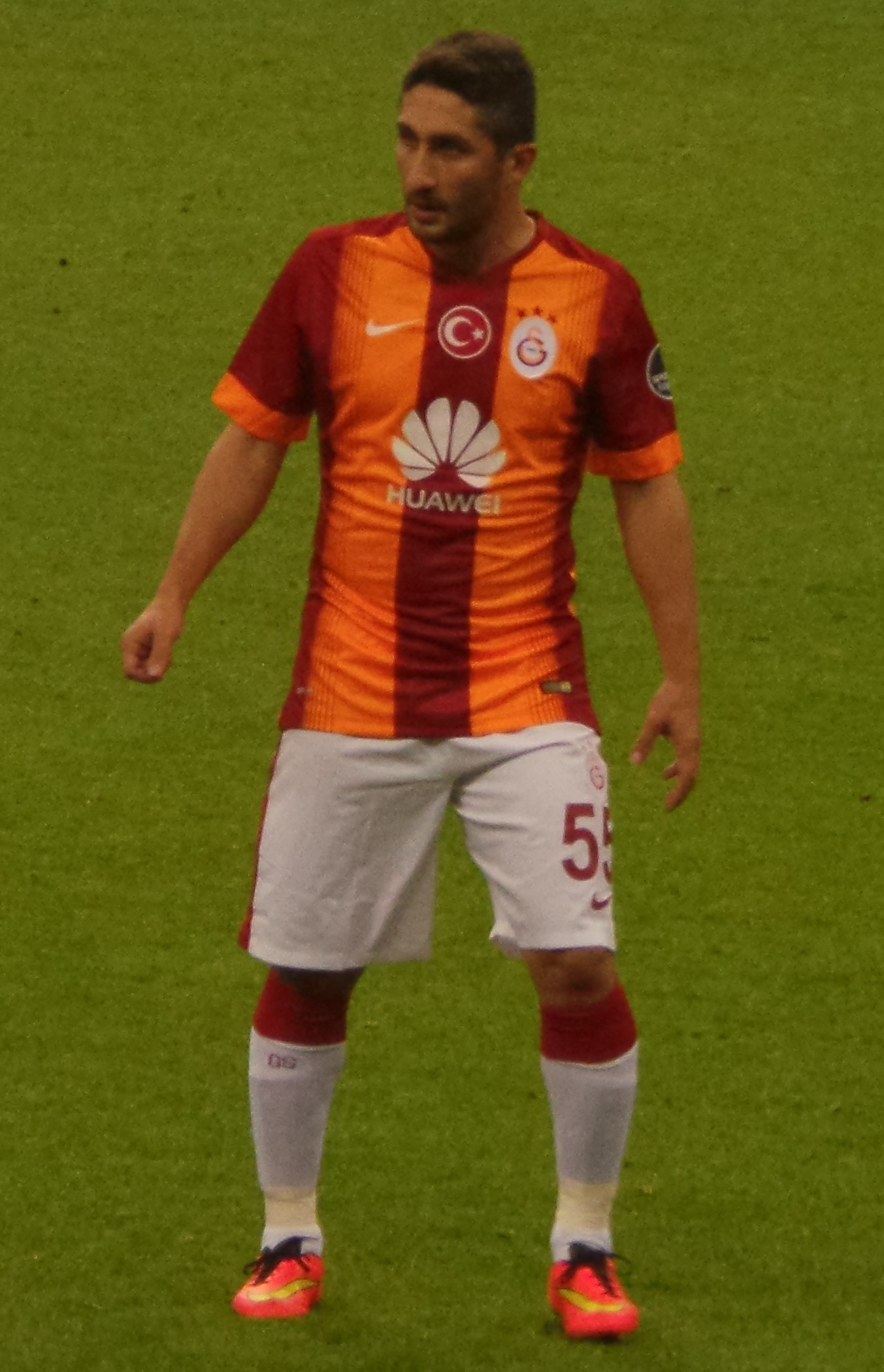
Sabri Sarıoğlu (* 1984)

- Saripow, Danis Sinnurowitsch (* 1981), russischer Eishockeyspieler
- Saripow, Irek Airatowitsch (* 1983), russischer Wintersportler
- Saripowa, Julija Michailowna (* 1986), russische Hindernisläuferin
- Saripowa, Rina (1941–2008), tatarische Journalistin
- Sariputta, indischer Frühbuddhist
- Sarīra al-Rāʾiqiyya († 959), Sängersklavin und Konkubine
- Saris, Anton (* 1965), niederländischer Tenor
- Saris, John († 1643), englischer Handelsmann in Südostasien und Japan
- Šarišský, Vladislav (* 1984), slowakischer Komponist und Pianist
- Sarısülük, Ethem (1986–2013), türkischer Demonstrant, Opfer unverhältnismäßiger Polizeigewalt
- Sarit Pisudchaikul, thailändischer Badmintonspieler
- Sarit Thanarat (1908–1963), thailändischer Heeresoffizier und Politiker, Premierminister von Thailand, FeldmarschallSarit Thanarat (1908–1963)

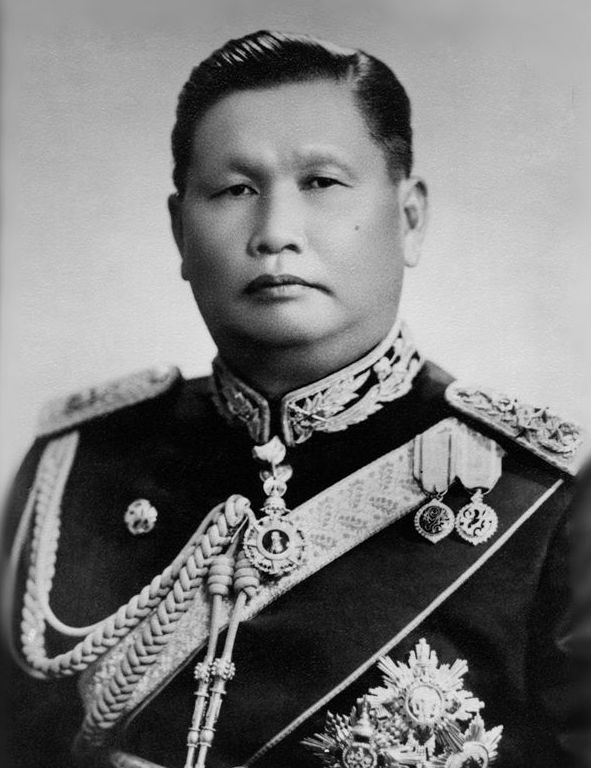
Sarit Thanarat (1908–1963)

- Saritama, Luis Fernando (* 1983), ecuadorianischer Fußballspieler
- Saritov, Albert (* 1985), rumänischer Ringer
- Sariusz-Skąpski, Andrzej (1937–2010), polnischer Verbandspräsident
- Sariyar, Yüksel (* 1979), österreichischer Fußballspieler und -trainer
- Sarıyeva, Yekaterina (* 1995), aserbaidschanische Leichtathletin
- Sarıyıldız, Gonca (* 1987), türkische Schauspielerin

### Sarj
- Sarjan, Ghasaros (1920–1998), armenisch-sowjetischer Komponist
- Sarjan, Martiros (1880–1972), russisch-armenischer Kunstmaler
- Sarjanko, Sergei Konstantinowitsch (1818–1871), russischer Maler und Hochschullehrer
- Sarjanow, Iwan Michejewitsch (1894–1975), sowjetischer Generalmajor, Richter am Internationalen Militärgerichtshof für den Fernen Osten und Militärkollegium des Obersten Sowjets
- Sarjeant, Geoff (* 1969), kanadischer Eishockeytorwart
- Sarjo, Ebrima M. (* 1979), gambischer Politiker
- Sarjono, Agus R. (* 1962), indonesischer Schriftsteller, Literaturwissenschaftler und Übersetzer
- Sarjun ibn Mansur, christlicher Beamter am Hof der Umayyaden

### Sark
- SARK (* 1954), US-amerikanische Malerin und Autorin zahlreicher Selbsthilfebücher
- Sark, Julian (* 1987), österreichischer SchauspielerJulian Sark (* 1987)

Julian Sark (* 1987)

- Sarkadi Nagy, Zsigmond (* 1955), ungarischer Radrennfahrer
- Sarkadi, Imre (1921–1961), ungarischer Schriftsteller
- Sarkama, Toivo (* 1908), finnischer Mittelstreckenläufer
- Sarkander, Johannes (1576–1620), mährischer Priester und böhmischer Heiliger
- Sarkany, Johannes, deutscher Fußballspieler
- Sárkány, Miklós (1908–1998), ungarischer Wasserballspieler
- Sarkany, Muriel (* 1974), belgische Sportkletterin
- Sarkar, Dona (* 1980), US-amerikanische Unternehmerin und Informatikerin
- Sarkar, Jadunath (1870–1958), indischer Historiker
- Sarkar, Manik (* 1949), indischer Politiker der Communist Party of India (Marxist)
- Sarkar, Prabhat Ranjan (1921–1990), indischer Philosoph, Sozialrevolutionär, Dichter und Linguist
- Sarkar, Saral (* 1936), indischer Publizist und Aktivist
- Sarkar, Satyabrata (1928–2022), indischer Phytomediziner an der Universität Hohenheim
- Sarkar, Soumya (* 1993), bangladeschischer Cricketspieler
- Sarkari, Piloo (1927–2018), indischer Radrennfahrer
- Sarkaria, Manprit (* 1996), österreichischer FußballspielerManprit Sarkaria (* 1996)

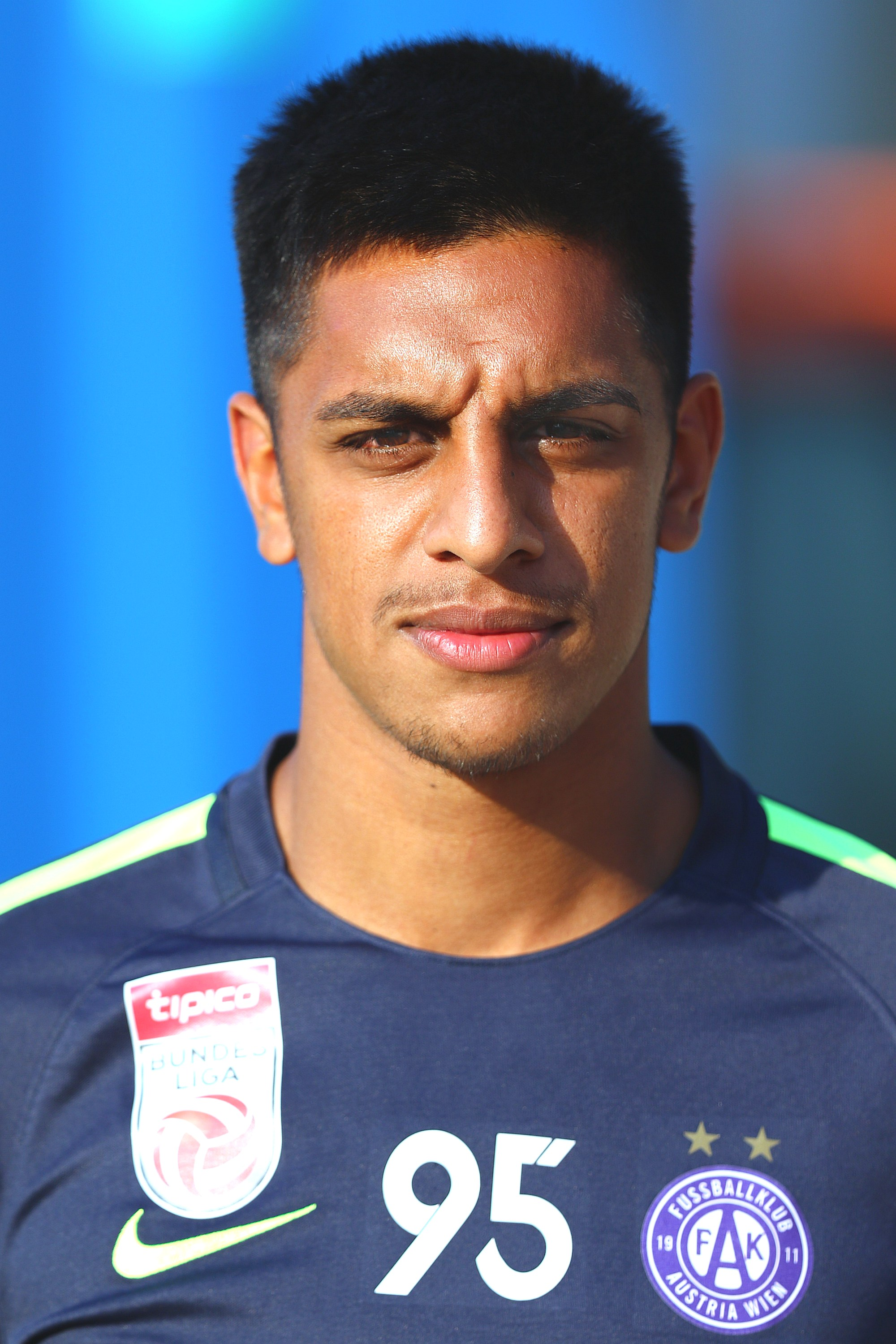
Manprit Sarkaria (* 1996)

- Sarkeesian, Anita (* 1983), US-amerikanische Bloggerin
- Sarker, Paul, bangladeschischer anglikanischer Bischof
- Sarker, Subrata, bangladeschischer Meeresbiologe, Klimaforscher und Hochschullehrer
- Sarkesian, Ed (1917–2007), US-amerikanischer Musikmanager und -veranstalter
- Sarkesian, Sam C. (1927–2011), US-amerikanischer Offizier und Politikwissenschaftler
- Sarkhosh, Amir (* 1991), iranischer Snookerspieler
- Šarkić, Matija (1997–2024), montenegrinischer FußballspielerMatija Šarkić (1997–2024)

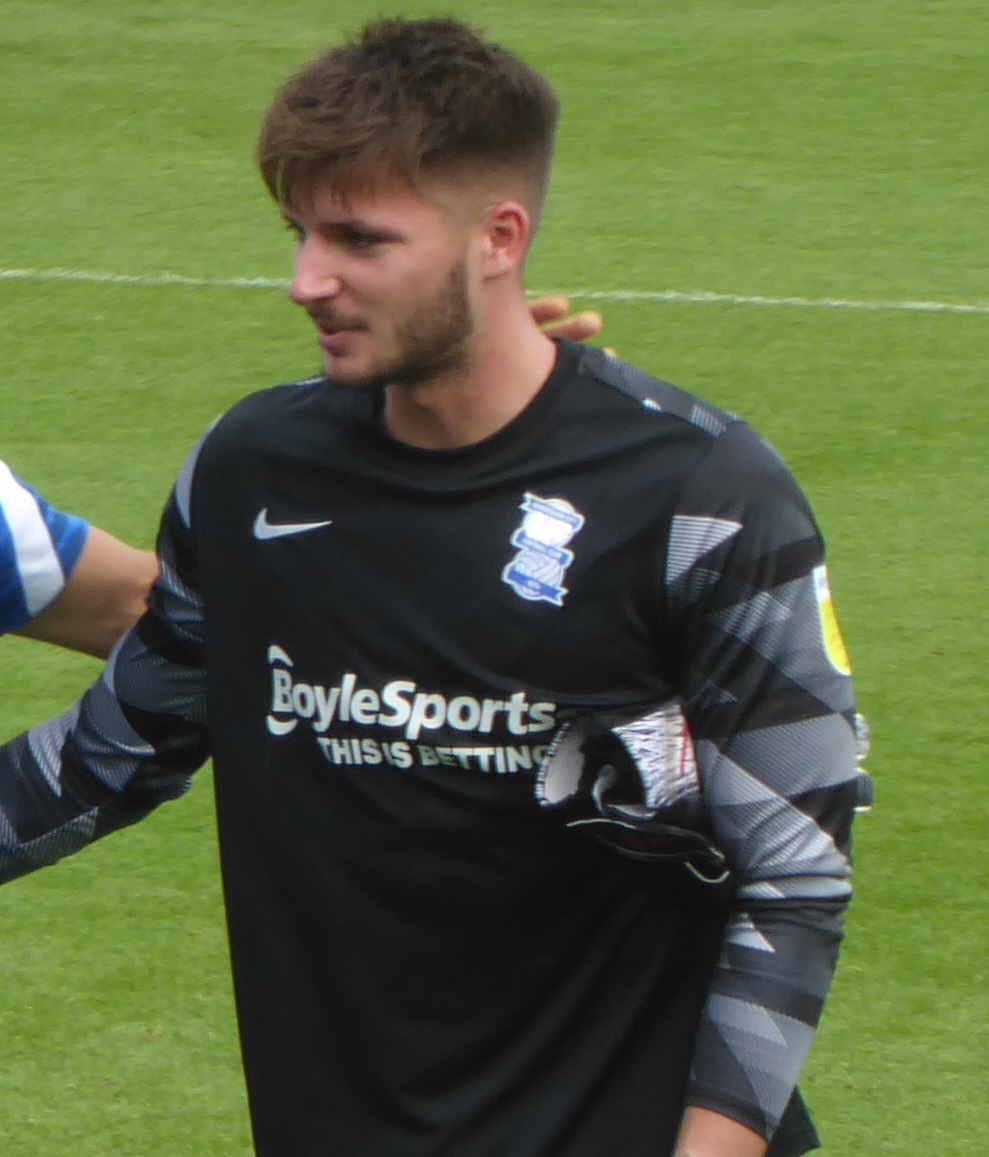
Matija Šarkić (1997–2024)

- Sarkies, Kristian (* 1986), australischer Fußballspieler
- Šarkinas, Reinoldijus (* 1946), litauischer Wirtschaftswissenschaftler, ehemaliger Zentralbanker, Politiker, litauischer Finanzminister
- Sarkis, Elias (1924–1985), libanesischer Verwaltungsjurist und Präsident
- Sarkis, Joseph (* 1949), libanesischer Politiker
- Sarkis, Rolf (* 1951), Schweizer Schauspieler und Regisseur
- Sarkis, Victor (* 1991), brasilianischer Snookerspieler
- Sarkisian, Paul (1928–2019), US-amerikanischer Maler
- Sarkisiani, Artur (* 1996), georgischer Skispringer
- Sarkisjan, Dawid Aschotowitsch (1947–2010), russischer Museumsdirektor
- Sarkissian, Alexander (* 1990), US-amerikanischer Tennisspieler
- Sarkissian, Karekin (1932–1999), armenischer Geistlicher, Katholikos der armenischen Apostolischen Kirche
- Sarkissjan, Aram (* 1961), armenischer Premierminister (1999–2000)
- Sarkissjan, Armen (* 1953), armenischer Physiker, Informatiker, Unternehmer, Diplomat und Staatspräsident
- Sarkissjan, Gabriel (* 1983), armenischer Schachspieler
- Sarkissjan, Nouneh (* 1954), armenische Autorin, Kunsthistorikerin und First Lady
- Sarkissjan, Rosa (* 1987), ukrainische Theaterregisseurin
- Sarkissjan, Wasken (1959–1999), armenischer Politiker
- Sarkissova, Karina (* 1983), russische BalletttänzerinKarina Sarkissova (* 1983)

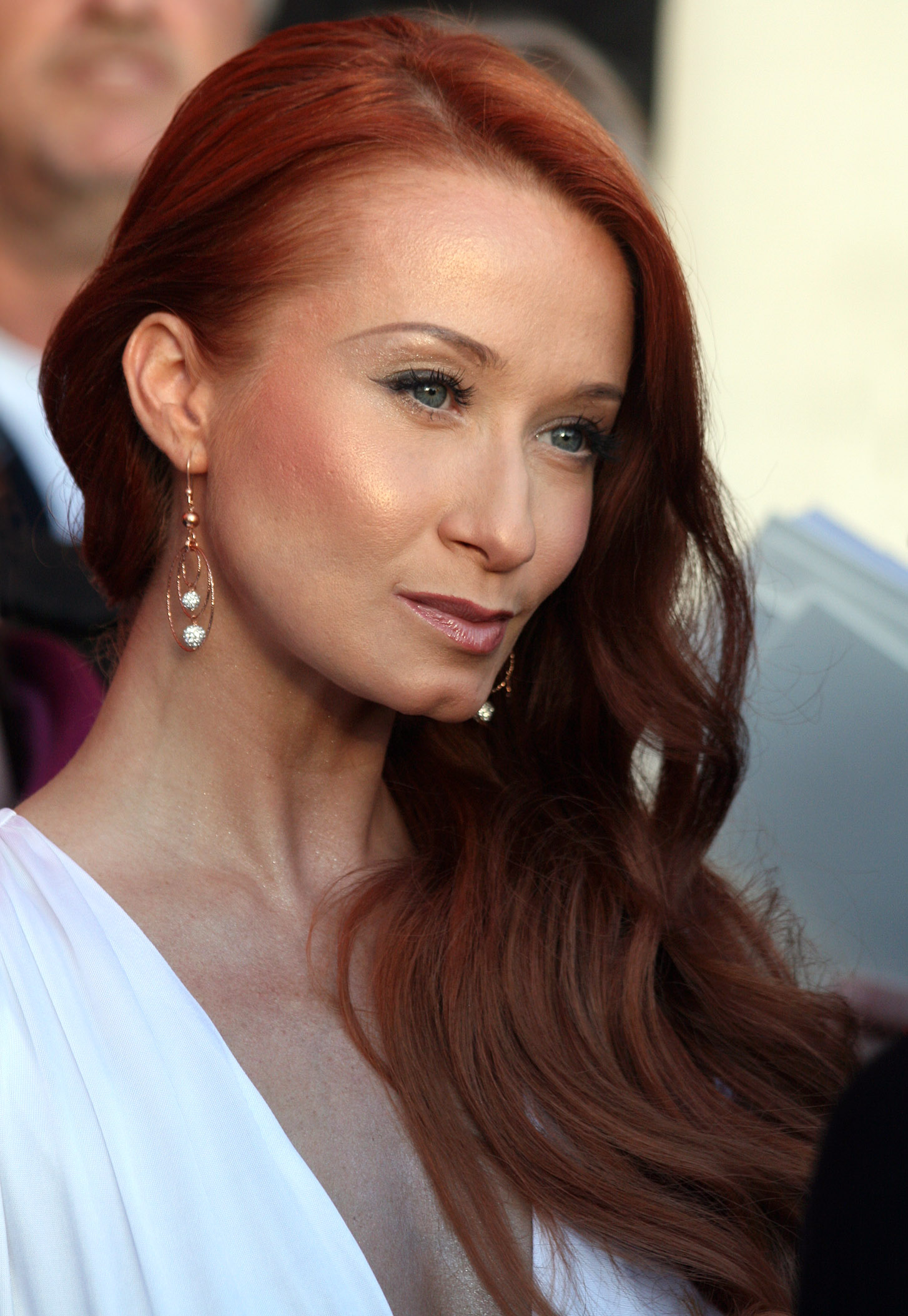
Karina Sarkissova (* 1983)

- Sarkisyanz, Emanuel (1923–2015), iranisch-deutscher Politikwissenschaftler und Historiker
- Särkkä, Tony (1972–2017), schwedischer Multiinstrumentalist
- Sarkkinen, Hanna (* 1988), finnische Politikerin des Linksbündnisses
- Šarknickas, Robertas (* 1974), litauischer Politiker
- Sarkodee-Addo, Julius (1908–1972), ghanaischer Chief Justice
- Sarkohi, Aydin (* 1994), schwedischer E-Sportler
- Sarkohi, Faraj (* 1947), iranischer Literaturkritiker und Journalist
- Sarkola, Saga (* 1994), finnische Schauspielerin
- Sarkola, Sampo (* 1978), finnischer Schauspieler
- Sarkotić von Lovćen, Stephan (1858–1939), österreichischer Generaloberst
- Sarkowicz, Hans (* 1955), deutscher Journalist
- Sarkowski, Heinz (1925–2006), deutscher Buchhersteller, Verlagsmann und Buchhistoriker
- Sarközi, Rudolf (1944–2016), österreichischer politischer Aktivist, Vertreter der österreichischen Roma
- Sárközy, András (* 1941), ungarischer Mathematiker
- Sarkozy, Jean (* 1986), französischer Politiker
- Sarkozy, Nicolas (* 1955), französischer Politiker, MdEP, StaatspräsidentNicolas Sarkozy (* 1955)

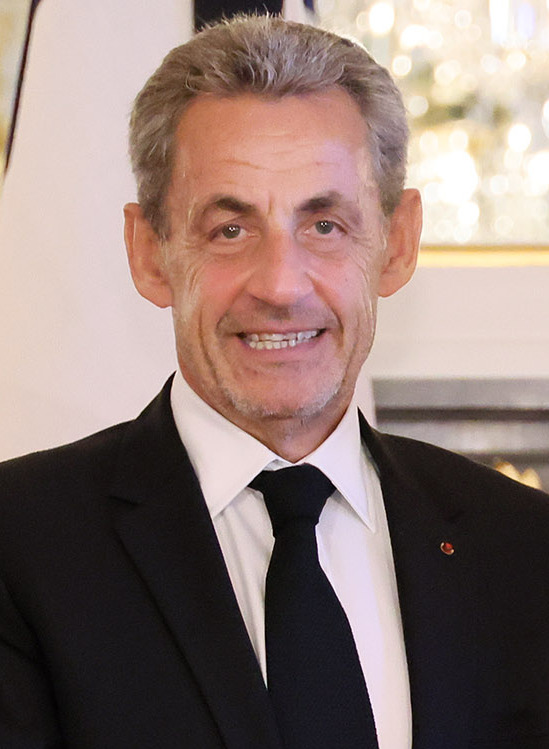
Nicolas Sarkozy (* 1955)

### Sarl
- Sarlak, Milad (* 1995), iranischer Fußballspieler
- Sarlandière, Jean-Baptiste (1787–1838), französischer Militärarzt
- Sarlanga, Jaime (1916–1966), argentinischer Fußballspieler
- Sarlay, Philipp (1826–1908), österreichischer Telegraphenamtsdirektor
- Sarles, Elmore Y. (1859–1929), US-amerikanischer Politiker
- Sarles, Nathalie (* 1962), französische Politikerin
- Sarli, Fausto (1927–2010), italienischer Modedesigner
- Sarli, Isabel (1929–2019), argentinische Schauspielerin
- Šarlija, Marijeta (* 1992), kroatische Handballspielerin
- Šarlija, Mate (1929–1999), kroatischer Generalmajor
- Šarlija, Zvonimir (* 1996), kroatischer Fußballspieler
- Sarlinga, Oscar Domingo (* 1963), argentinischer Geistlicher und emeritierter Bischof von Zárate-Campana
- Sarlo, Beatriz (1942–2024), argentinische Journalistin, Schriftstellerin und Essayistin, deren Schwerpunkt auf der Literatur- und Kulturkritik liegt
- Sarlós, György (* 1940), ungarischer Ruderer
- Sarlós, István (1921–2006), ungarischer kommunistischer Politiker, Mitglied des Parlaments
- Sarlós, Katalin (* 1968), ungarische Ruderin
- Sarly, Henry (1883–1954), belgischer Komponist

### Sarm
- Sarma, Amardeo (* 1955), deutsch-indischer Funktionär der SkeptikerbewegungAmardeo Sarma (* 1955)

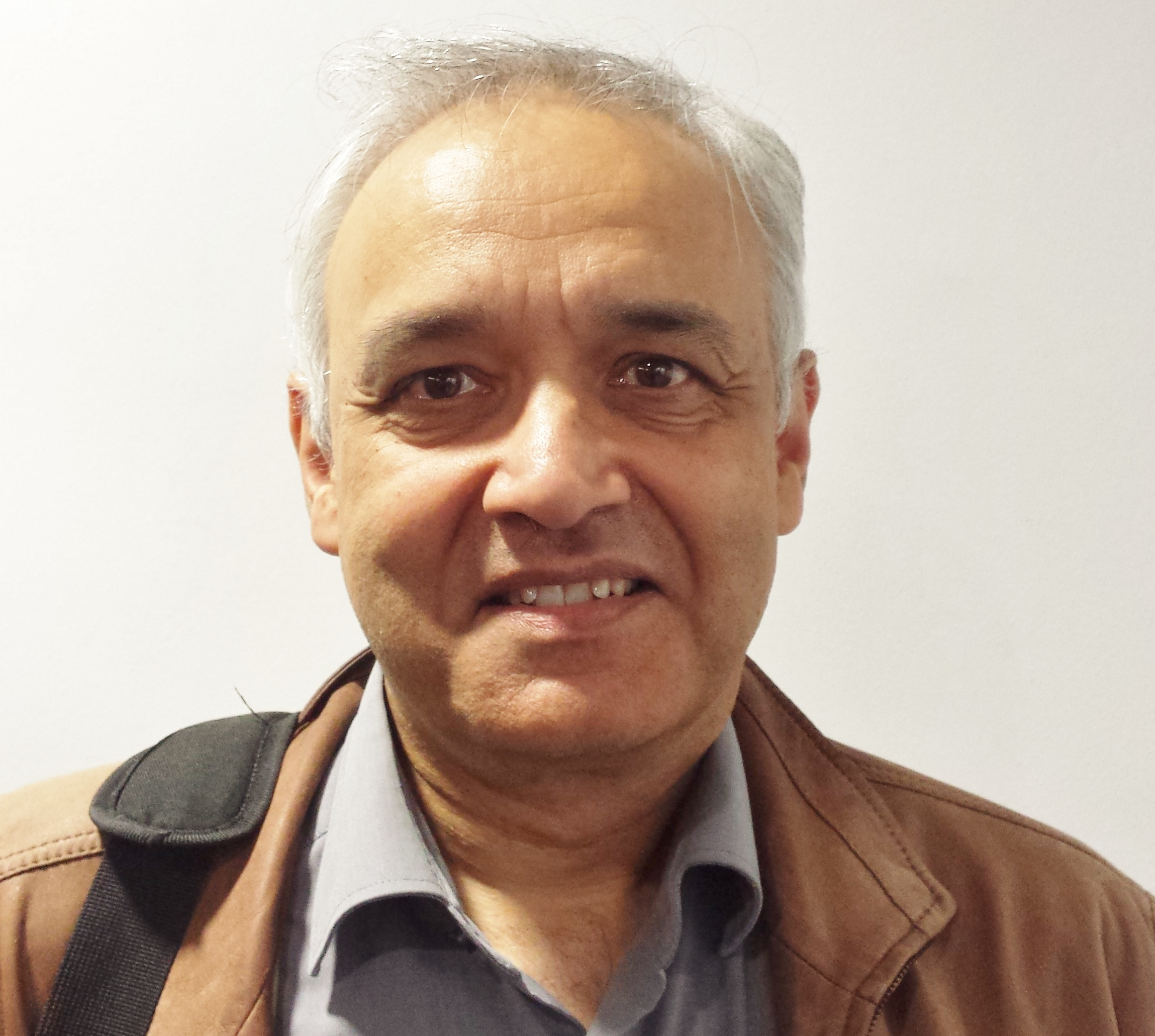
Amardeo Sarma (* 1955)

- Sarma, Himanta Biswa (* 1969), indischer Politiker
- Sarma, K. V. (1919–2005), indischer Mathematikhistoriker
- Šarma-Adad I., assyrischer König
- Šarma-Adad II., 55. assyrischer König
- Sarmanto, Heikki (* 1939), finnischer Jazzpianist und Komponist
- Sarmanto, Pekka (* 1945), finnischer Jazzbassist
- Sarmas, Ioannis (* 1957), griechischer Jurist und Politiker
- Sarmast, Sachal (1739–1829), indischer Dichter und Philosoph des Landes Sind
- Šarmavičius, Osvaldas (* 1955), litauischer Politiker, Bürgermeister der Rajongemeinde Šilalė (2000–2001)
- Sarment, Jean (1897–1976), französischer Schauspieler, Dramatiker und Romancier
- Sarmento, Agostinho (* 1951), osttimoresischer Politiker
- Sarmento, Antoninho Doutel (* 1975), osttimoresischer Politiker
- Sarmento, Arantes Isaac (* 1975), osttimoresischer Beamter und Administrator
- Sarmento, Carlos de Almeida, osttimoresischer Politiker
- Sarmento, Domingos Maria (* 1955), osttimoresischer Politiker
- Sarmento, Irene Gonzaga (* 1986), osttimoresische Politikerin
- Sarmento, Joaquim Xavier de Morais, Gouverneur von Portugiesisch-Timor
- Sarmento, Julião (1948–2021), portugiesischer Multimediakünstler und Maler
- Sarmento, Manuel, osttimoresischer Politiker
- Sarmento, Manuel Doutel de Figueiredo, Gouverneur von Portugiesisch-Timor
- Sarmento, Maria Angelina Lopes (* 1978), osttimoresische Politikerin
- Sarmento, Maria de Jesus (* 1964), osttimoresische Beamtin
- Sarmento, Maria do Céu (* 1968), osttimoresische Politikerin
- Sarmento, Nélio Isaac, osttimoresischer Journalist und Politiker
- Sarmento, Nuno Corvelo (* 1962), osttimoresischer Unabhängigkeitskämpfer und Akademiker
- Sarmento, Paulo Alves (1957–2019), osttimoresischer Politiker und Unabhängigkeitsaktivist
- Sarmento, Tiago Amaral, osttimoresischer Politiker und Jurist
- Sarmiento Angulo, Enrique (* 1934), kolumbianischer Geistlicher und emeritierter römisch-katholischer Bischof von Fontibón
- Sarmiento de Gamboa, Pedro († 1592), spanischer Seefahrer und Kosmograph
- Sarmiento de Sotomayor, García († 1659), Vizekönig von Peru
- Sarmiento Rosillo, Augusto (1927–2023), kolumbianischer Unfallchirurg und Orthopäde
- Sarmiento Valladares, José (1643–1708), Vizekönig von Neuspanien
- Sarmiento, Abraham (1921–2010), philippinischer Rechtsanwalt und Richter
- Sarmiento, Cayetano (* 1987), kolumbianischer Radrennfahrer
- Sarmiento, Daniel (* 1983), spanischer Handballspieler
- Sarmiento, Darío (* 2003), argentinischer Fußballspieler
- Sarmiento, Domingo Faustino (1811–1888), Präsident von Argentinien (1868–1874)Domingo Faustino Sarmiento (1811–1888)

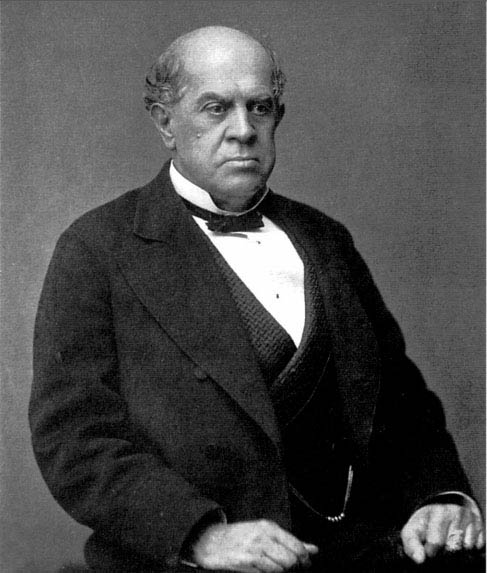
Domingo Faustino Sarmiento (1811–1888)

- Sarmiento, Jeremy (* 2002), ecuadorianisch-englischer Fußballspieler
- Sarmiento, Jorge (1900–1957), peruanischer Fußballspieler
- Sarmiento, José Ismael (* 1973), kolumbianischer Straßenradrennfahrer
- Sarmiento, Luis Carlos (* 1933), kolumbianischer Unternehmer
- Sarmiento, Mauro (* 1983), italienischer Taekwondoin
- Sarmiento, Pedro († 1541), spanischer Erzbischof und Kardinal
- Sarmiento, Raymond (* 1992), US-amerikanischer Tennisspieler
- Sarmiento, Valeria (* 1948), chilenische Filmeditorin und Filmregisseurin
- Sarmientos, Igor, guatemaltekischer Dirigent, Cellist und Perkussionist
- Sarmientos, Jorge Álvaro (1931–2012), guatemaltekischer Komponist
- Sarmow, Georgi (* 1985), bulgarischer Fußballspieler

### Sarn
- Sarna, Angelika (* 1997), polnische Mittelstreckenläuferin
- Sarna, Franz-Josef (* 1937), deutscher Fußballspieler
- Sarna, Mirosława (* 1942), polnische Leichtathletin
- Sarna, Nahum (1923–2005), britisch-israelisch-US-amerikanischer Theologe, Autor und Hochschullehrer
- Sarna, Paweł (* 1977), polnischer Schriftsteller
- Sarnak, Peter (* 1953), südafrikanischer und US-amerikanischer Mathematiker
- Sarnari, Juan Carlos (1942–2023), argentinischer Fußballspieler
- Sarnau, Anneke Kim (* 1972), deutsche SchauspielerinAnneke Kim Sarnau (* 1972)

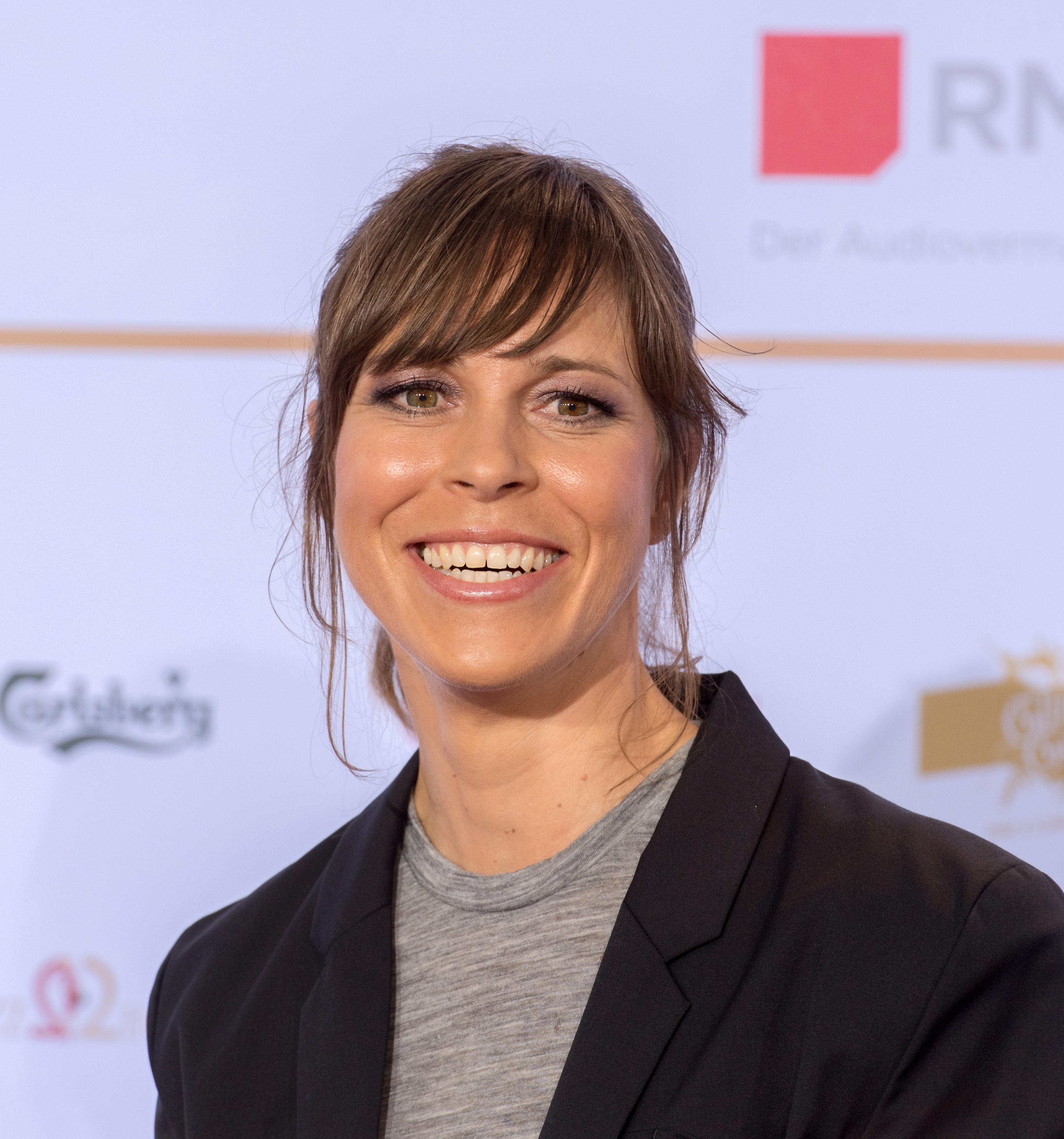
Anneke Kim Sarnau (* 1972)

- Sarne, Michael (* 1940), britischer Schauspieler, Regisseur und Sänger
- Sarnecka, Jadwiga († 1913), polnische Pianistin und Komponistin
- Sarnecki, Rafał (* 1982), polnischer Jazzmusiker
- Sarnecki, Rafał (* 1990), polnischer Radsportler
- Sárneczky, Krisztián (* 1974), ungarischer Amateurastronom und Asteroidenentdecker
- Sarner, Arlene (* 1947), kanadische Drehbuchautorin
- Sarner, Craig (* 1949), US-amerikanischer Eishockeyspieler und -trainer
- Särner, Klas (1891–1980), schwedischer Turner
- Sarnes, Bernhard Ignatius (1936–1964), deutscher römisch-katholischer Ordensmann, Missionar und Märtyrer
- Sarnes, Pia (* 2001), deutsche Synchronschwimmerin
- Sarnetzki, Detmar Heinrich (1878–1961), deutscher Journalist und Schriftsteller
- Sarney Filho, José (* 1957), brasilianischer Politiker
- Sarney, José (* 1930), brasilianischer Schriftsteller und PolitikerJosé Sarney (* 1930)

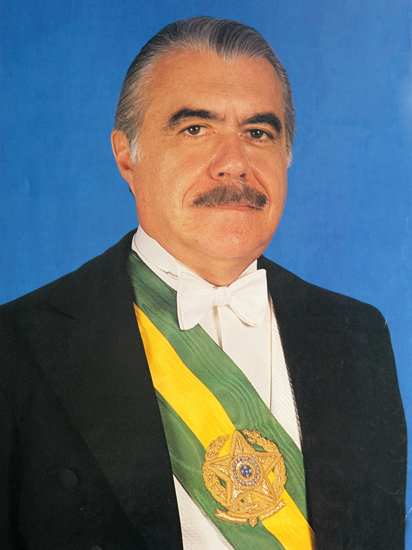
José Sarney (* 1930)

- Sarnez, Marielle de (1951–2021), französische Politikerin (UDF, MoDem), MdEP
- Sarni, Vicente, uruguayischer Fußballspieler
- Sarnighausen, Hans-Cord (* 1936), deutscher Jurist, Genealoge und Regionalhistoriker
- Sarnik, Piotr (* 1977), polnischer Eishockeyspieler
- Sarno, David (* 1982), deutscher Sach- und Drehbuchautor, Journalist, Regisseur und Produzent
- Sarno, Fabio (* 1940), italienischer Schauspieler
- Sarno, Joseph W. (1921–2010), US-amerikanischer Regisseur, Produzent und Drehbuchautor
- Sarno, Louis (1954–2017), amerikanischer Reisender und Musikforscher
- Sarno, Peter (* 1979), kanadischer Eishockeyspieler
- Sarno, Vincenzo (* 1988), italienischer Fußballspieler
- Sarnoff, Arthur (1912–2000), US-amerikanischer Zeichner von Coverillustrationen, Kalendern, Werbung und Pin-Ups
- Sarnoff, David (1891–1971), US-amerikanischer Rundfunkpionier
- Sarnoff, Stanley J. (1917–1990), US-amerikanischer Mediziner und Erfinder
- Sarnoski, Michael, US-amerikanischer Filmregisseur und Drehbuchautor
- Sarnow, Emil (1863–1950), deutscher Bibliothekar
- Sarnow, Georg (1850–1935), deutscher Marineoffizier, zuletzt Konteradmiral
- Sarnow, Heinz (1882–1943), österreichischer Theater- und Filmschauspieler, Bühnenregisseur und Drehbuchautor
- Sarnow, Johannes (1860–1924), deutscher Jurist, preußischer Provinzialbeamter und Politiker
- Sarnow, Karsten († 1393), deutscher Gewandschneider und Oppositionsführer
- Sarnowski, Thomas von (* 1988), deutscher Politiker (Bündnis 90/Die Grünen)
- Sarnowsky, Jürgen (* 1955), deutscher Historiker
- Sarnthein, Ludwig von (1861–1914), österreichischer Botaniker
- Sarnthein, Michael (* 1939), österreichischer Klimatologe, Meeresgeologe und Hochschullehrer

### Saro
- Saro Vella, Rosario (* 1952), italienischer Ordensgeistlicher und römisch-katholischer Bischof von Moramanga
- Saro, Jennifer (* 1996), deutsche Influencerin und Reality-TV-Teilnehmerin
- Saro, Otto (1818–1888), deutscher Oberstaatsanwalt, MdHdA, MdR
- Saro, Ricardo (* 1947), deutscher Maler
- Saro-Wiwa, Ken (1941–1995), nigerianischer Bürgerrechtler, Schriftsteller und Fernsehproduzent
- Sarodnik, Dieter, deutscher Basketballspieler
- Saroïhandy, Jean-Joseph (1867–1932), Romanist
- Saroit Bey, Ahmed (1900–1956), ägyptischer Diplomat
- Saroj, Kalpana (* 1961), indische Unternehmerin
- Saroka, Arzjom (* 1992), belarussischer Fußballspieler
- Sarokin, William, US-amerikanischer Tontechniker
- Sarolea, Charles (1870–1953), belgisch-britischer Romanist und Publizist
- Sarolea, Henri (1844–1900), niederländischer Eisenbahningenieur
- Sarolt, ungarische Großfürstin
- Saronni, Alberto (* 1961), italienischer Radrennfahrer
- Saronni, Antonio (* 1956), italienischer Radrennfahrer
- Saronni, Giuseppe (* 1957), italienischer Radrennfahrer und Teammanager
- Sarony, Napoleon (1821–1896), US-amerikanischer Fotograf, Zeichner und LithographNapoleon Sarony (1821–1896)

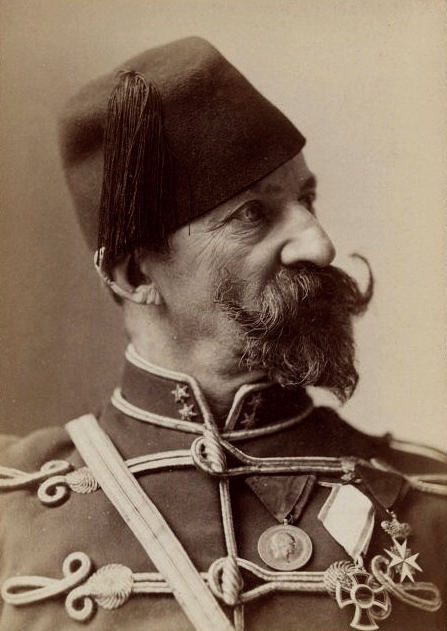
Napoleon Sarony (1821–1896)

- Sarony, Olivier (1820–1879), Fotograf, Daguerreotypist
- Saros, Juuse (* 1995), finnischer Eishockeytorwart
- Sárosi, Béla (1919–1993), ungarischer Fußballspieler
- Sárosi, Dávid (* 1990), ungarischer Badmintonspieler
- Sárosi, György (1912–1993), ungarischer Fußballspieler
- Sárosi, László (1932–2016), ungarischer Fußballspieler und -trainer
- Sárosi, László (* 1946), ungarischer Wasserballer
- Sárosi, Laura (* 1992), ungarische Badmintonspielerin
- Sárosi, Réka (* 1989), ungarische Badmintonspielerin
- Sarossy, Paul (* 1963), kanadischer Kameramann und Filmregisseur
- Sárosy, Zoltán (1906–2017), ungarisch-kanadischer Schachspieler
- Sarota, Adam (* 1988), australischer Fußballspieler
- Šarotar, Dušan (* 1968), slowenischer Schriftsteller, Dichter, Drehbuchautor und Fotograf
- Sarotte, Mary Elise (* 1968), US-amerikanische Historikerin
- Šarović, Mirko (* 1956), bosnisch-serbischer Politiker und Präsident der Republika Srpska
- Šarović, Robert (* 1978), deutsch-serbischer Basketballspieler
- Sarow, Erwin (* 1925), deutscher Fußballspieler
- Sarow, Friedrich (1905–1983), deutscher Wirtschaftsjournalist in Weimar und West-Berlin
- Sarowa, Jelena Wiktorowna (* 1959), sowjetisch-russische Statistikerin und Hochschullehrerin
- Sarowni, Aleksandar (* 1975), bulgarischer Biathlet
- Sarownyj, Oleksandr (* 1975), ukrainischer Skilangläufer
- Saroyan, William (1908–1981), US-amerikanischer SchriftstellerWilliam Saroyan (1908–1981)

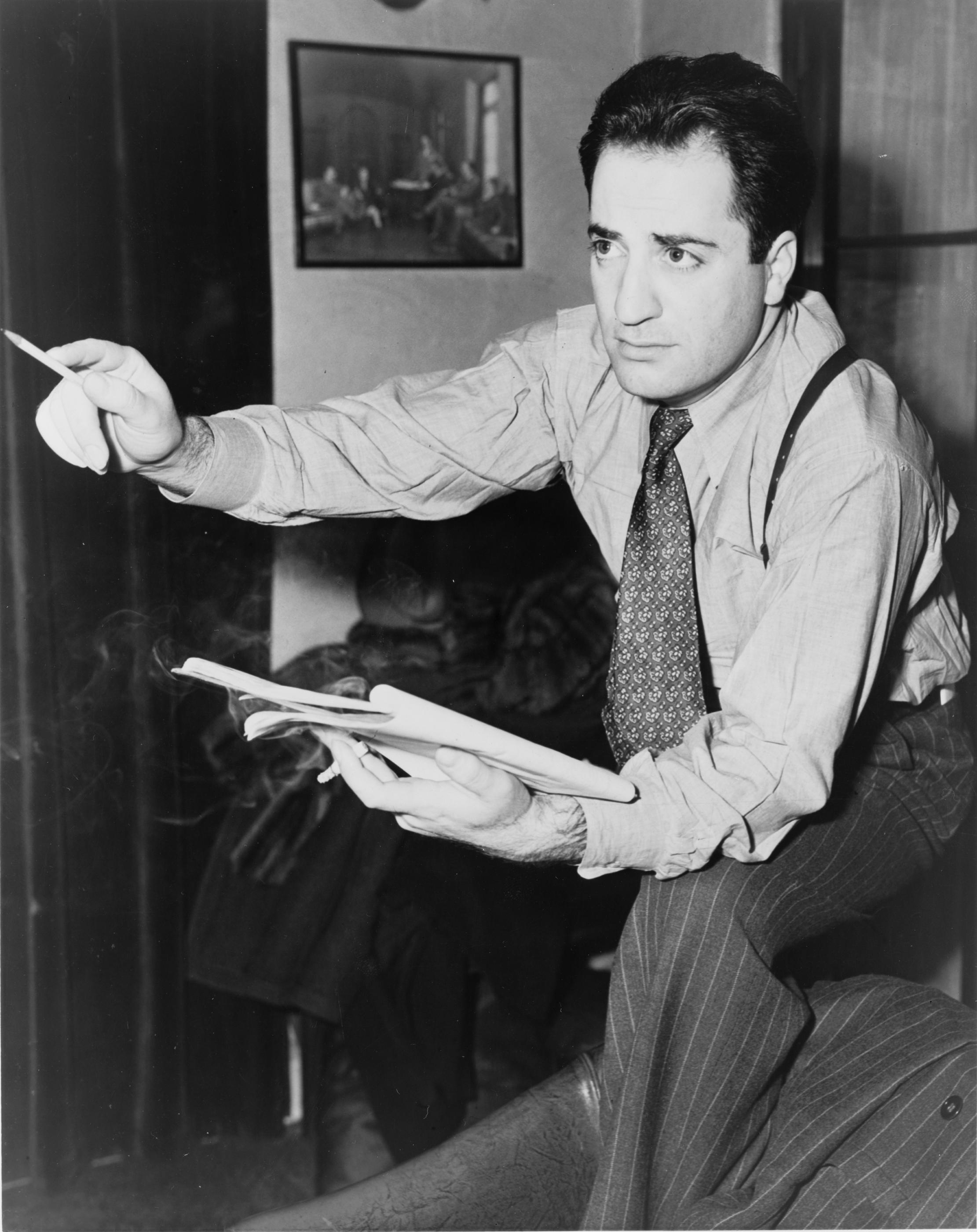
William Saroyan (1908–1981)

### Sarp
- Sarp, Aydilge (* 1979), türkische Komponistin, Schauspielerin und Schriftstellerin
- Sarp, Mustafa (* 1980), türkischer Fußballspieler
- Sarpalius, Bill (* 1948), US-amerikanischer Politiker
- Sarpaneva, Timo (1926–2006), finnischer Designer
- Sarparanta, Topi (* 1975), finnischer Nordischer Kombinierer
- Sárpátki, Tamás (* 1994), rumänisch-ungarischer Eishockeyspieler
- Sarpaux, Virginie (* 1977), französische Volleyball- und Beachvolleyballspielerin
- Sarpe, Gustav Christoph (1779–1830), deutscher klassischer Philologe
- Sarpedones, indischer König
- Sarpei, Edward (* 1969), ghanaischer Fußballspieler
- Sarpei, Hans (* 1976), deutsch-ghanaischer FußballspielerHans Sarpei (* 1976)

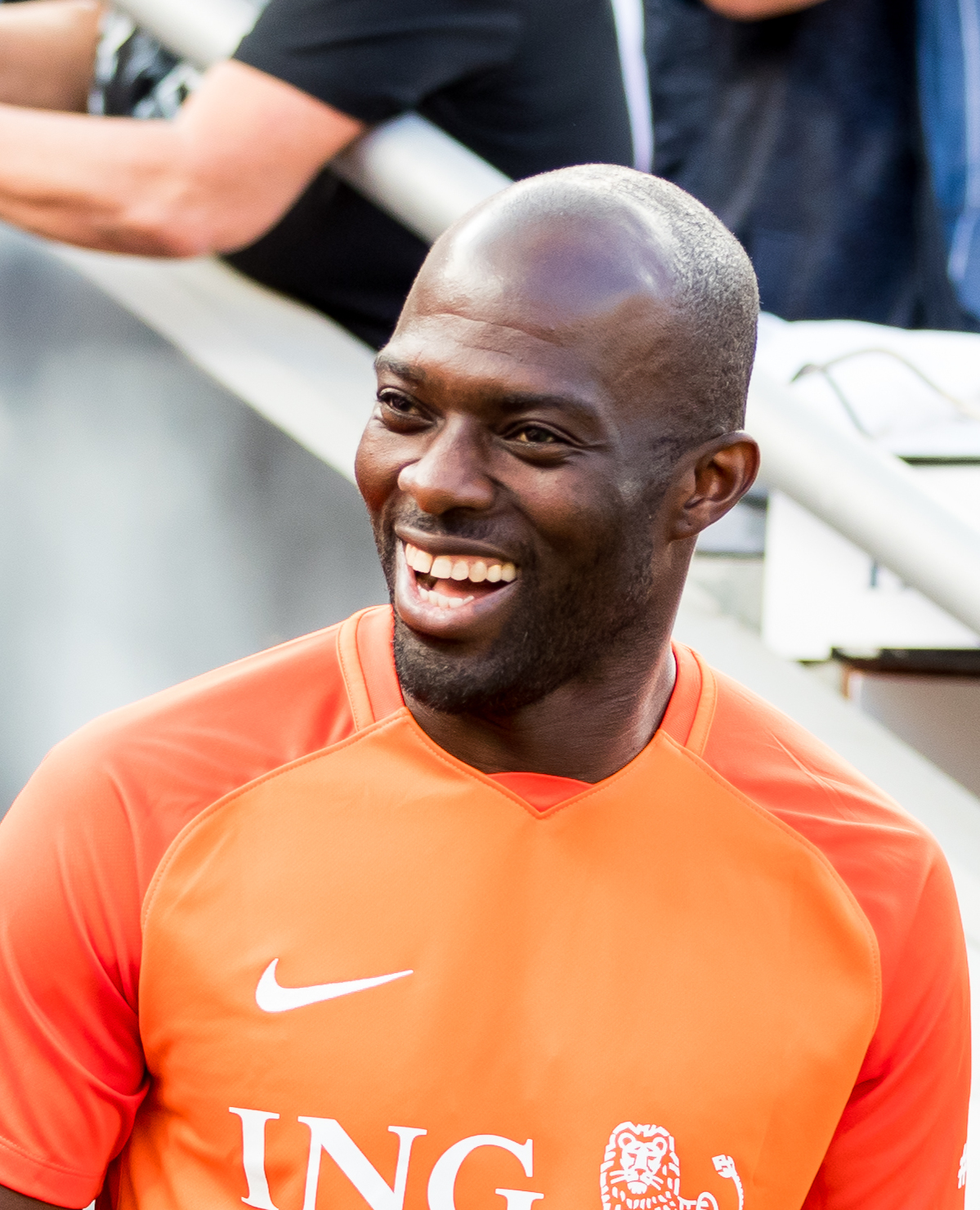
Hans Sarpei (* 1976)

- Sarpei, Hans Nunoo (* 1998), ghanaischer Fußballspieler
- Sarper, Selim Rauf (1899–1968), türkischer Politiker; Außenminister
- Sarpi, Paolo (1552–1623), italienischer Ordensmann und Historiker
- Sarpila, Antti (* 1964), finnischer Jazzmusiker (Tenorsaxophon, Klarinette)
- Sarpong, Anthony (* 1982), ghanaisch-deutscher Koch, Gastronom und Kochbuchautor
- Sarpong, Isaac (* 1975), ghanaischer Fußballspieler
- Sarpong, Jeffrey (* 1988), niederländischer Fußballspieler
- Sarpong, Peter Kwasi (* 1933), ghanaischer Geistlicher, Alterzbischof von Kumasi
- Sarpy, Peter Abadie (1804–1865), US-amerikanischer Unternehmer, Siedlungsgründer

### Sarr
- Sarr Corr, Papa († 2020), gambischer Fußballspieler
- Sarr, Alagie, gambischer Fußballspieler und -trainer
- Sarr, Alexandre (* 2005), französischer Basketballspieler
- Sarr, Amin (* 2001), schwedischer Fußballspieler
- Sarr, Bouna (* 1992), senegalesischer FußballspielerBouna Sarr (* 1992)

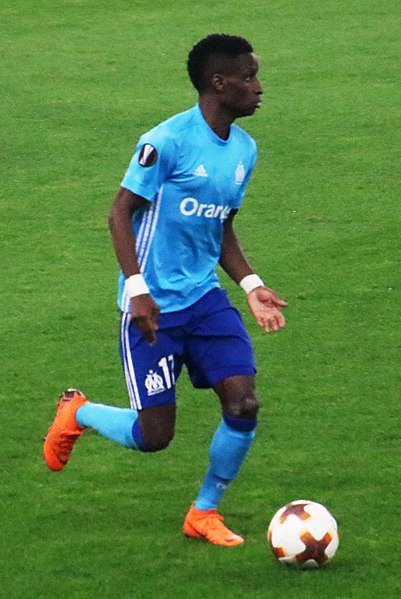
Bouna Sarr (* 1992)

- Sarr, Cheikh (* 1987), dänischer Fußballspieler
- Sarr, Dame (* 2006), italienischer Basketballspieler
- Sarr, Ebrima K., gambischer Politiker
- Sarr, Felwine (* 1972), senegalesischer Ökonom und Schriftsteller
- Sarr, Ismaïla (* 1998), senegalesischer Fußballspieler
- Sarr, Jacques (1934–2011), senegalesischer Geistlicher und römisch-katholischer Bischof von Thiès
- Sarr, Malang (* 1999), französischer Fußballspieler
- Sarr, Mamadou (1938–2022), senegalesischer Leichtathlet
- Sarr, Mamadou (* 2005), französisch-senegalesischer Fußballspieler
- Sarr, Mamadou Fall (* 1998), senegalesischer Sprinter
- Sarr, Marian (* 1995), deutscher Fußballspieler
- Sarr, Mohamed (* 1983), senegalesischer Fußballspieler
- Sarr, Mohamed Mbougar (* 1990), senegalesischer Schriftsteller
- Sarr, Momodou (* 1959), gambischer Leichtathlet
- Sarr, Olivier (* 1999), französischer Basketballspieler
- Sarr, Ouleymata (* 1995), französische Fußballspielerin
- Sarr, Pape (* 2002), senegalesischer FußballspielerPape Sarr (* 2002)

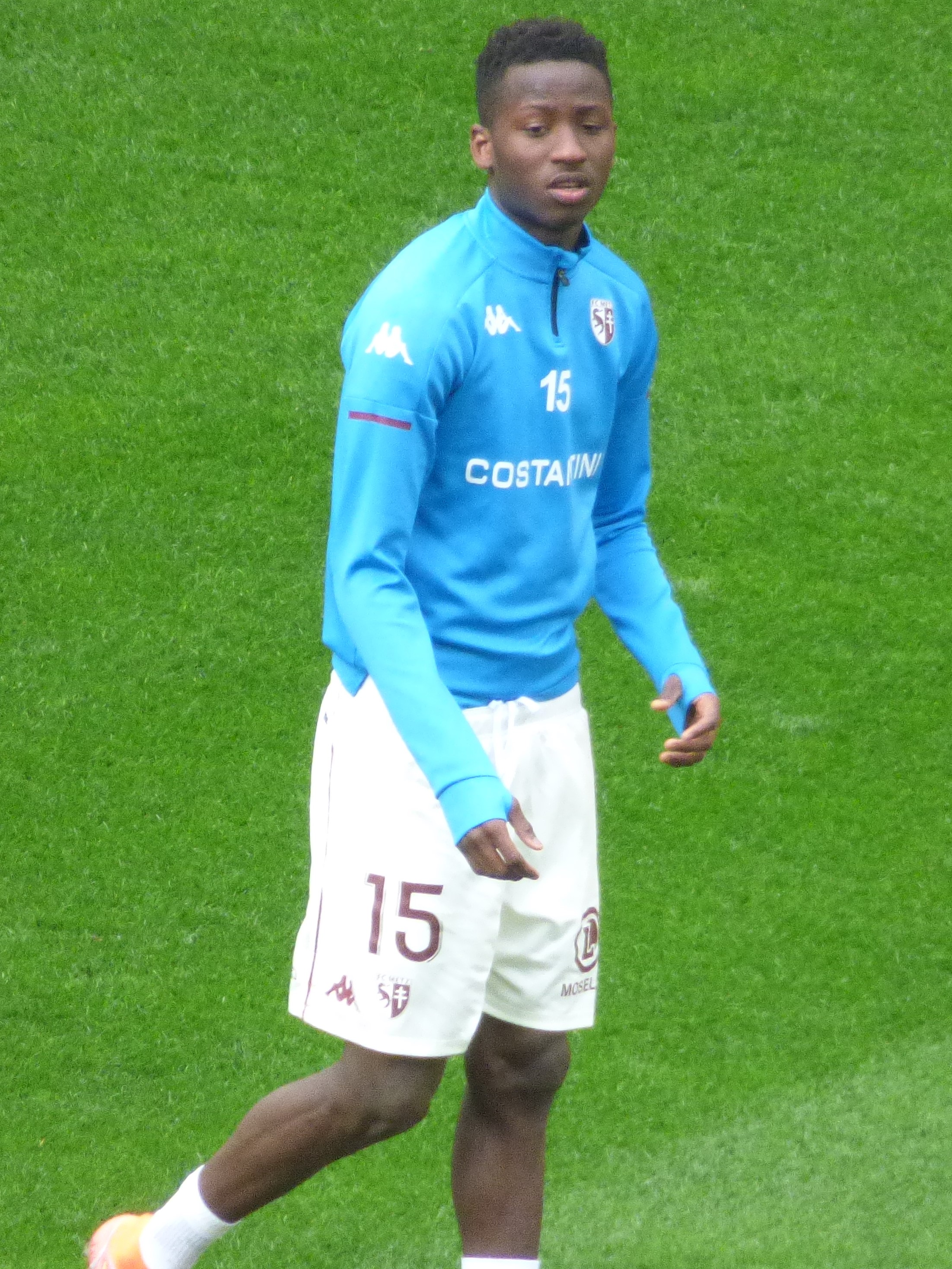
Pape Sarr (* 2002)

- Sarr, Saihou (* 1951), gambischer Fußballspieler und -trainer
- Sarr, Sally (* 1986), französischer Fußballspieler
- Sarr, Saly (* 2002), senegalesische Weit- und Dreispringerin
- Sarr, Sam (1921–2006), gambischer Diplomat und Bürgerbeauftragter
- Sarr, Sam (* 1950), gambischer Herausgeber und Politiker
- Sarr, Théodore-Adrien (* 1936), senegalesischer Geistlicher, Erzbischof von Dakar
- Sarr, Wilfried (* 1996), deutsch-senegalesischer Fußballspieler
- Sarr-Ceesay, Mariama, gambische Politikerin
- Sarra, Anna Maria (* 1988), italienische Opernsängerin (Sopran)
- Sarrabat, Nicolas (1698–1737), französischer Jesuit, Physiker und Naturforscher
- Sarrabère, Robert Pierre (1926–2017), französischer Geistlicher, römisch-katholischer Bischof von Aire und Dax
- Sarrabezolles, Carlo (1888–1971), französischer Bildhauer
- Sarrach, Alfons (1927–2013), deutscher katholischer Publizist
- Sarrach, Stefan (* 1971), deutscher Jurist und Politiker (Die Linke), MdL
- Sarrade, Émile (1877–1953), französischer Rugbyspieler
- Sarradsch, Abd al-Hamid as- (1925–2013), syrischer Armeeoffizier und Politiker
- Sarradsch, Fayiz as- (* 1960), libyscher Politiker und ArchitektFayiz as-Sarradsch (* 1960)

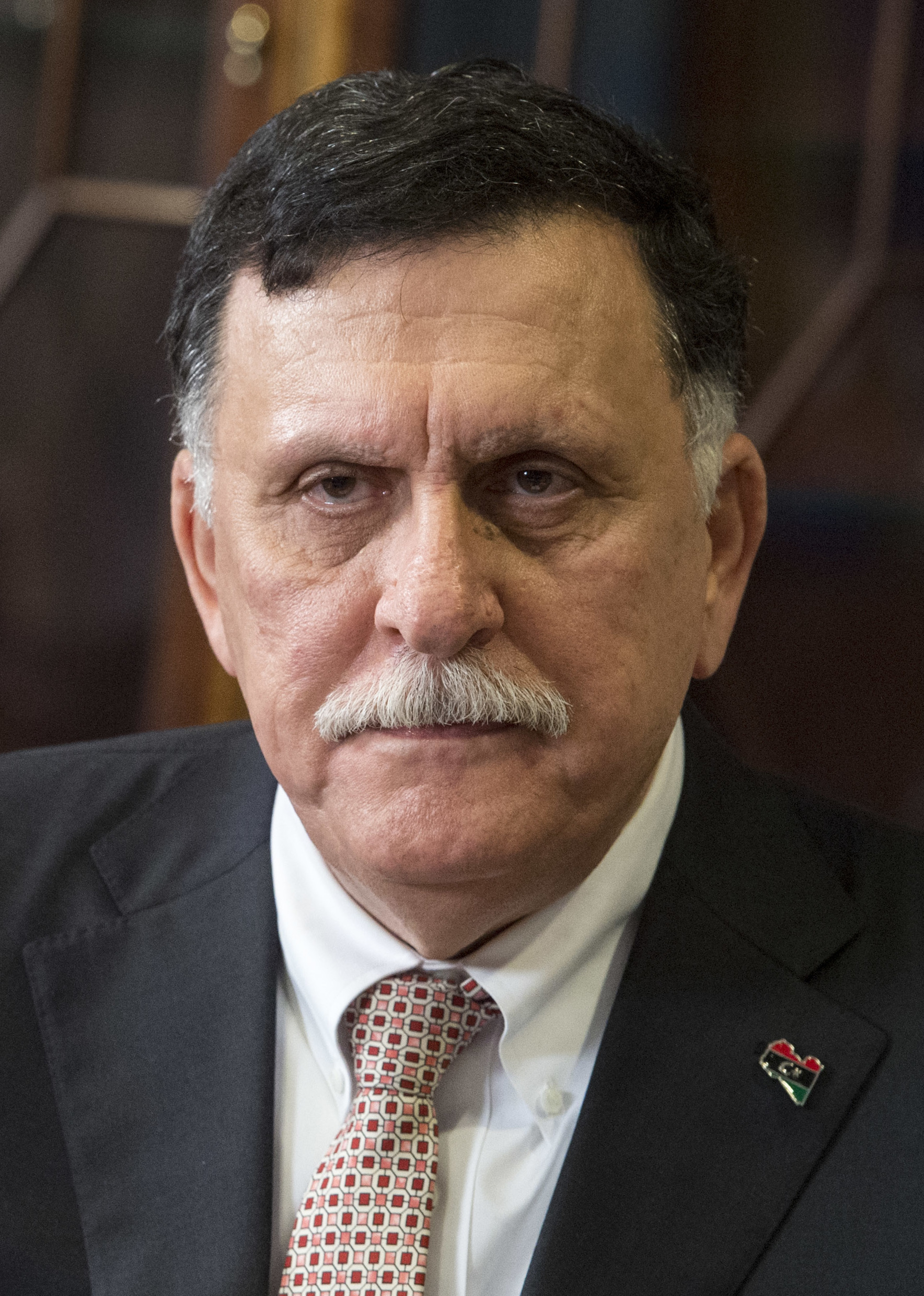
Fayiz as-Sarradsch (* 1960)

- Sarraf, Ali Al (* 2001), kuwaitischer Eishockeyspieler
- Sarraf, Yaqub (* 1961), libanesischer Politiker
- Sarraf, Youssef Ibrahim (1940–2009), ägyptischer Geistlicher, Bischof von Kairo der Chaldäer
- Sárraga, Belén de (1874–1950), spanische Journalistin, Feministin und Freimaurerin
- Sárraga, Mario de (* 1980), spanischer Radrennfahrer
- Sarrail, Maurice (1856–1929), französischer General
- Sarraj, Eyad El- (1944–2013), palästinensischer Psychiater und Politiker
- Sarramagna, Christian (* 1951), französischer Fußballspieler und -trainer
- Sarrantonio, Al (1952–2025), US-amerikanischer Science-Fiction-Autor und -Herausgeber
- Sarrapio, Patricia (* 1982), spanische Dreispringerin
- Sarrasani, André (* 1972), deutscher Zirkusdirektor
- Sarrasin, Alexandre (1895–1976), Schweizer Bauingenieur, Hochschullehrer
- Sarrasin, Jean († 1275), französischer Chronist und Hofbeamter
- Sarratea, Manuel de (1774–1849), argentinischer Diplomat und Politiker
- Sarratt, Jacob Henry (1772–1819), englischer Schachspieler und Autor
- Sarraut, Albert (1872–1962), französischer Jurist und Politiker
- Sarraute, Federico (* 1992), uruguayischer Fußballspieler
- Sarraute, Nathalie (1900–1999), russisch-französische Schriftstellerin
- Sarray, Mohanad (* 1980), irakischer Fußballschiedsrichter
- Sarrazin, Albertine (1937–1967), französische Schriftstellerin
- Sarrazin, Cyprien (* 1994), französischer SkirennläuferCyprien Sarrazin (* 1994)

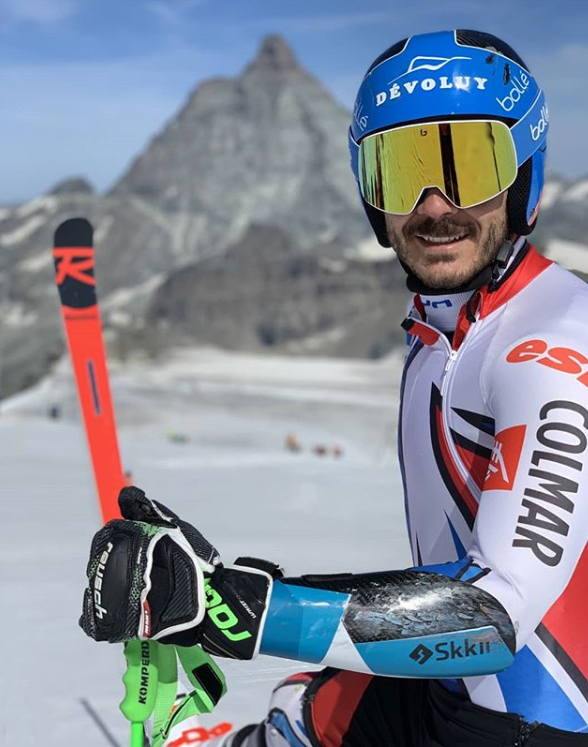
Cyprien Sarrazin (* 1994)

- Sarrazin, Gregor (1857–1915), deutscher Schriftsteller und Anglist
- Sarrazin, Hans Christian (1914–2013), deutscher Sozialmediziner und Schriftsteller
- Sarrazin, Jürgen (1936–2019), deutscher Manager
- Sarrazin, Laëtitia (* 1993), französische Tennisspielerin
- Sarrazin, Leo (1891–1969), deutscher Bankmanager
- Sarrazin, Manuel (* 1982), deutscher Politiker (Bündnis 90/Die Grünen), MdHB, MdB
- Sarrazin, Mechthild (1920–2014), deutsche Bildhauerin und Malerin
- Sarrazin, Michael (1940–2011), kanadischer Schauspieler
- Sarrazin, Michel (1659–1734), französisch-kanadischer Arzt und Naturforscher
- Sarrazin, Otto (1842–1921), deutscher Bauingenieur, preußischer Baubeamter und Fachschriftsteller
- Sarrazin, Pierre-Claude (1689–1762), französischer Schauspieler
- Sarrazin, Richard (1881–1964), deutscher Verwaltungsjurist und Landrat
- Sarrazin, Stéphane (* 1975), französischer Automobilrennfahrer
- Sarrazin, Thilo (* 1945), deutscher Volkswirt und BestsellerautorThilo Sarrazin (* 1945)

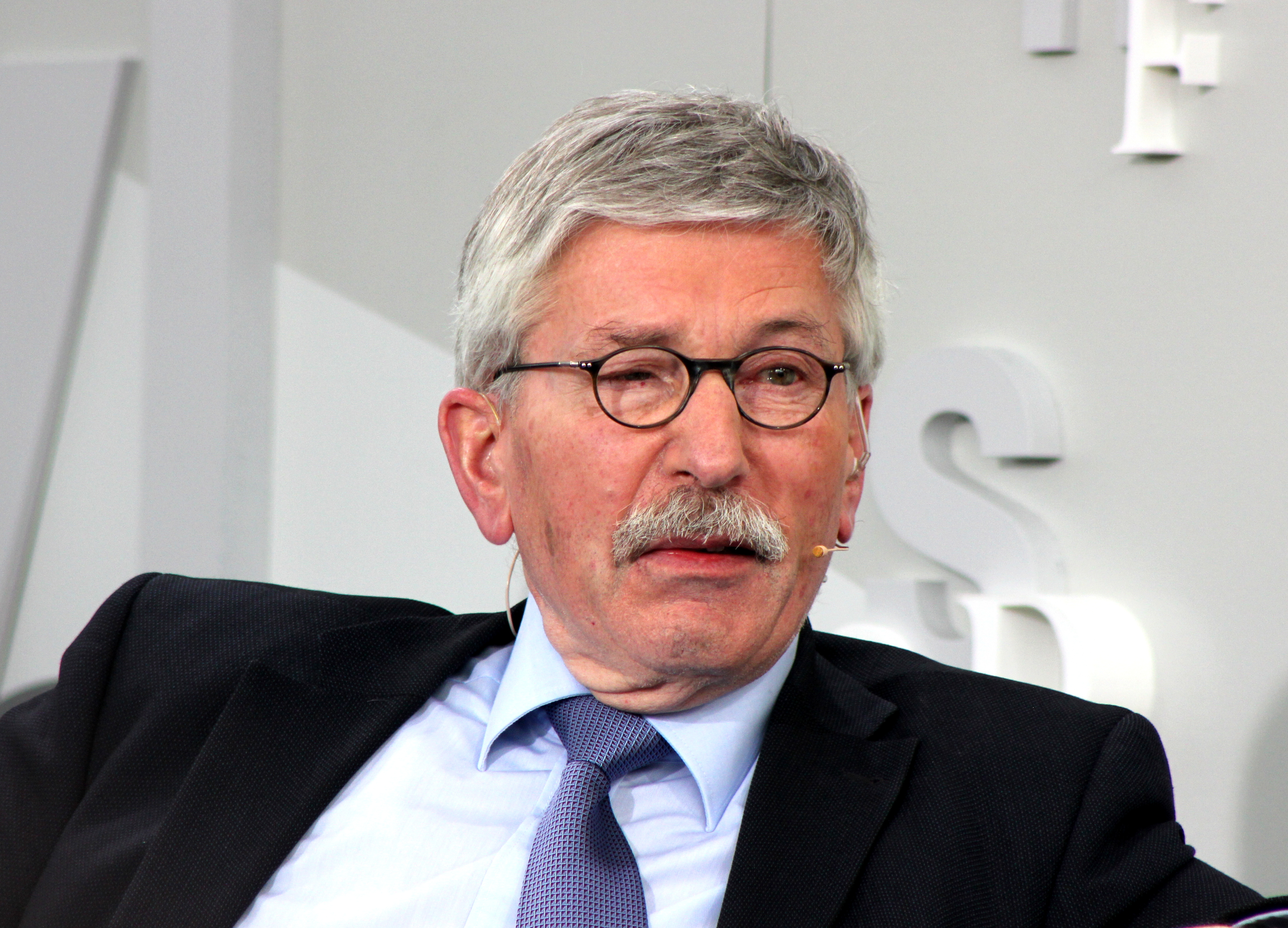
Thilo Sarrazin (* 1945)

- Sarrazin, Ursula (* 1951), deutsche Grundschulpädagogin
- Sarrazin, Wilfried (1910–1986), deutscher Botschafter
- Sarre, Friedrich (1865–1945), deutscher Kunsthistoriker, Orientarchäologe, Museumsdirektor und Sammler islamischer Kunst
- Sarre, Friedrich-Carl (1901–1968), deutscher Jurist und Rechtsanwalt
- Sarre, Hans (1906–1996), deutscher Internist und Nephrologe
- Sarre, Marie-Louise (1903–1999), deutsche Bildhauerin und Widerstandskämpferin im Solf-Kreis
- Sarre, Theodor (1816–1893), deutscher Kaufmann und Unternehmer sowie Stadtältester von Berlin
- Sarreau, Marc (* 1993), französischer Radrennfahrer
- Sarrebruck, Guillemette de († 1571), französische Adlige
- Sarrebruck-Commercy, Amé I. de († 1414), Kammerherr des französischen Königs; Gouverneur von Champagne und Brie
- Sarrebruck-Commercy, Amé II. de († 1476), französischer Adliger
- Sarrebruck-Commercy, Robert I. de, französischer Adliger
- Sarrebruck-Commercy, Robert II. de († 1504), französischer Adliger
- Sarreiter, Benedikt (* 1976), deutscher Autor und Journalist
- Sarreither, Dieter (* 1951), deutscher Volkswirt, Präsident des Statistischen Bundesamtes
- Sarrette, Bernard (1765–1858), französischer Dirigent und Musikpädagoge
- Sarri, Maurizio (* 1959), italienischer FußballtrainerMaurizio Sarri (* 1959)

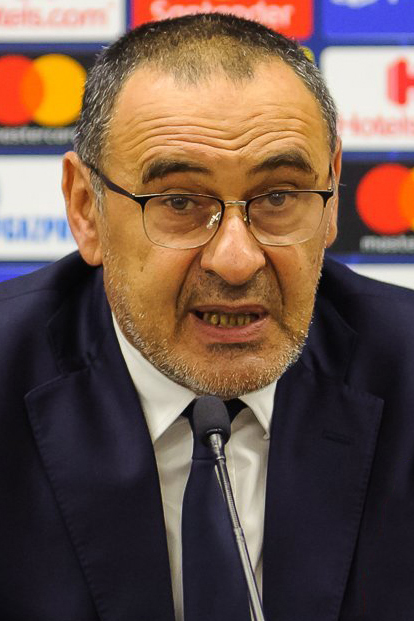
Maurizio Sarri (* 1959)

- Sarri, Veatriki (* 1998), griechische Fußballspielerin
- Šarri-Kušuḫ, hethitischer Vizekönig von Karkemiš
- Sarría, María Elena (* 1954), kubanische Kugelstoßerin
- Sarriegi, Amaiur (* 2000), spanische Fußballspielerin
- Sarriegi, Josu (* 1979), spanischer Fußballspieler
- Sarrien, Ferdinand (1840–1915), französischer Politiker der Dritten Französischen Republik
- Sarrió Cucarella, Diego Ramón (* 1971), spanischer römisch-katholischer Ordensgeistlicher, Bischof von Laghouat
- Sarrionandia, Joseba (* 1958), baskischer Schriftsteller und Übersetzer
- Sarris, Andrew (1928–2012), amerikanischer Filmkritiker und -autor
- Sarris, Emanuel Georg (1899–1971), griechischer Pädagoge, Tierpsychologe, Hundetrainer und Lektor
- Sarris, Georgios (* 1989), griechischer Fußballspieler
- Sarris, Peter (* 1971), britischer Byzantinist
- Sarris, Viktor (* 1939), deutscher Hochschullehrer, Professor für Psychologie
- Sarro, antiker römischer Toreut
- Sarro, Domenico (1679–1744), italienischer Komponist des neapolitanischen Barock
- Sarroca, Josef (* 1960), deutscher Fußballspieler
- Sarrocchi, Giulio (1887–1971), italienischer Säbelfechter
- Sarrocchi, Margherita († 1617), römische Dichterin, Korrespondentin von Galileo Galilei und eine der wenigen Frauen in der Accademia degli Umoristi in Rom
- Sarrocchi, Tito (1824–1900), italienischer Bildhauer
- Sarron, Christian (* 1955), französischer Motorradrennfahrer
- Sarron, Petey (1906–1994), US-amerikanischer Boxer im Federgewicht
- Sarrou, Jordan (* 1992), französischer Mountainbiker
- Sarrow, Lotte (1872–1937), deutsche Schauspielerin und Tänzerin
- Sarru', Boulos Abdulla († 2009), libanesischer Anglist
- Šarru-kīn I., assyrischer König
- Šarru-kīn II. († 705 v. Chr.), König des neuassyrischen Reiches (722 v. Chr.–705 v. Chr.)Šarru-kīn II. († 705 v. Chr.)

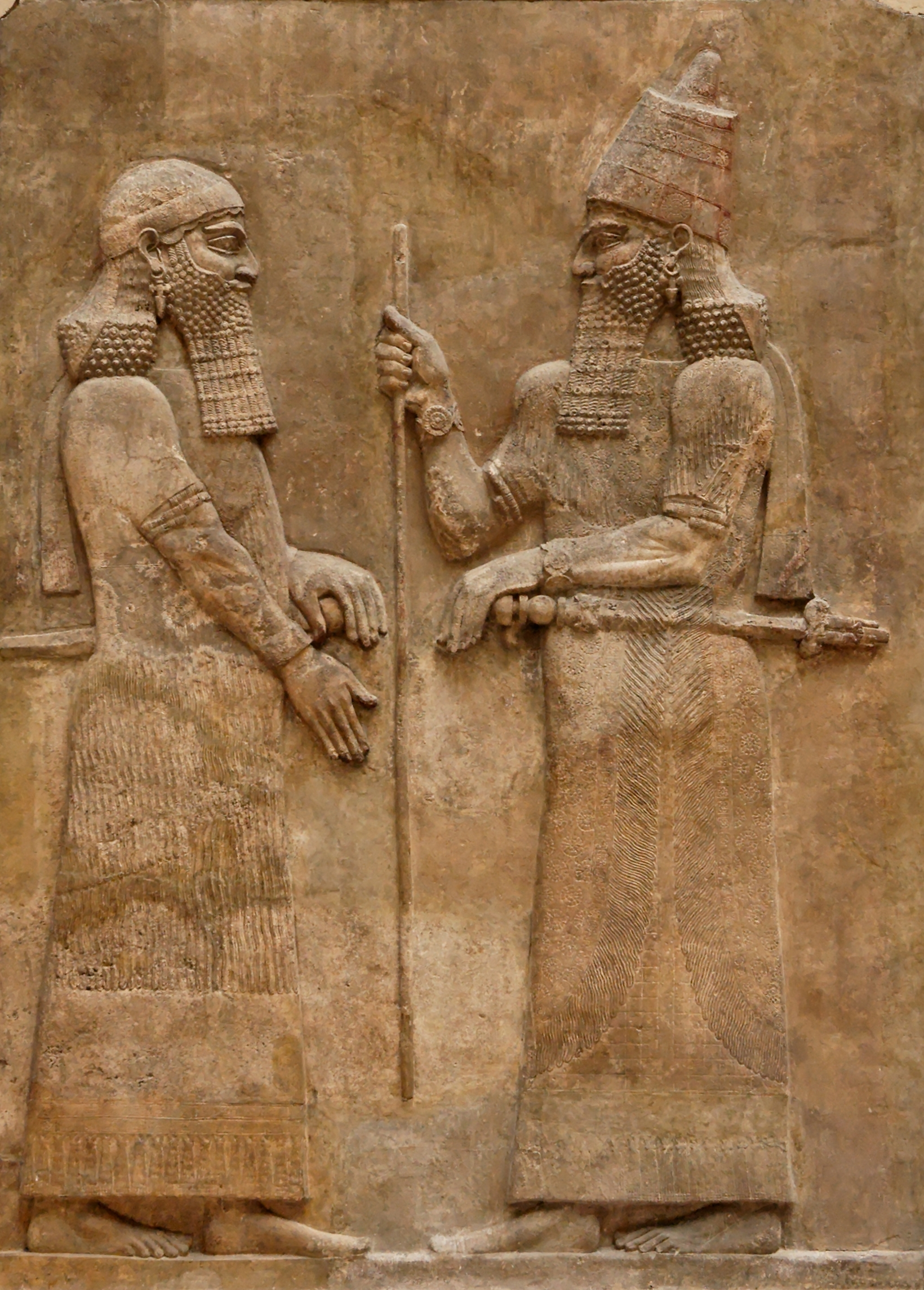
Šarru-kīn II. († 705 v. Chr.)

- Sarrus, Pierre Frédéric (1798–1861), französischer Mathematiker
- Sarry, Brigitte (1920–2017), deutsche Chemikerin und Hochschullehrerin
- Sarry, Charles (1716–1766), königlich-preußischer Hofrat, Münzmeister und Mitbegründer der ältesten deutschen Freimaurer-Loge

### Sars
- Sars, Ernst (1835–1917), norwegischer Historiker
- Sars, Georg Ossian (1837–1927), norwegischer Zoologe
- Sars, Michael (1805–1869), norwegischer Geistlicher und Biologe
- Sars, Wouter (* 2000), niederländischer Eishockeyspieler
- Sarsa (* 1989), polnische Sängerin
- Sarsa Dengel (1550–1597), Negus Negest (Kaiser) von Äthiopien
- Sarsak, Mahmoud (* 1987), palästinensischer Fußballspieler
- Sarsam, Omar (* 1980), österreichischer Kabarettist und Arzt
- Särsekbajew, Baqyt (* 1981), usbekisch-kasachischer Boxer
- Sarsembajew, Dmitri Witaljewitsch (* 1997), russischer Snowboarder
- Särsembajew, Jerlan (* 1975), kasachischer Jurist und Politiker
- Sarsenbajuly, Altinbek (1962–2006), kasachischer Politiker und Staatsmann
- Sarsfield, Emily (* 1983), britische Freestyle-Skisportlerin
- Sarsfield, Patrick, 1. Earl of Lucan († 1693), irischer Jakobit und Soldat
- Sarsfield, Pedro (1781–1837), spanischer General und Vizekönig von Navarra
- Sarsgaard, Peter (* 1971), US-amerikanischer SchauspielerPeter Sarsgaard (* 1971)

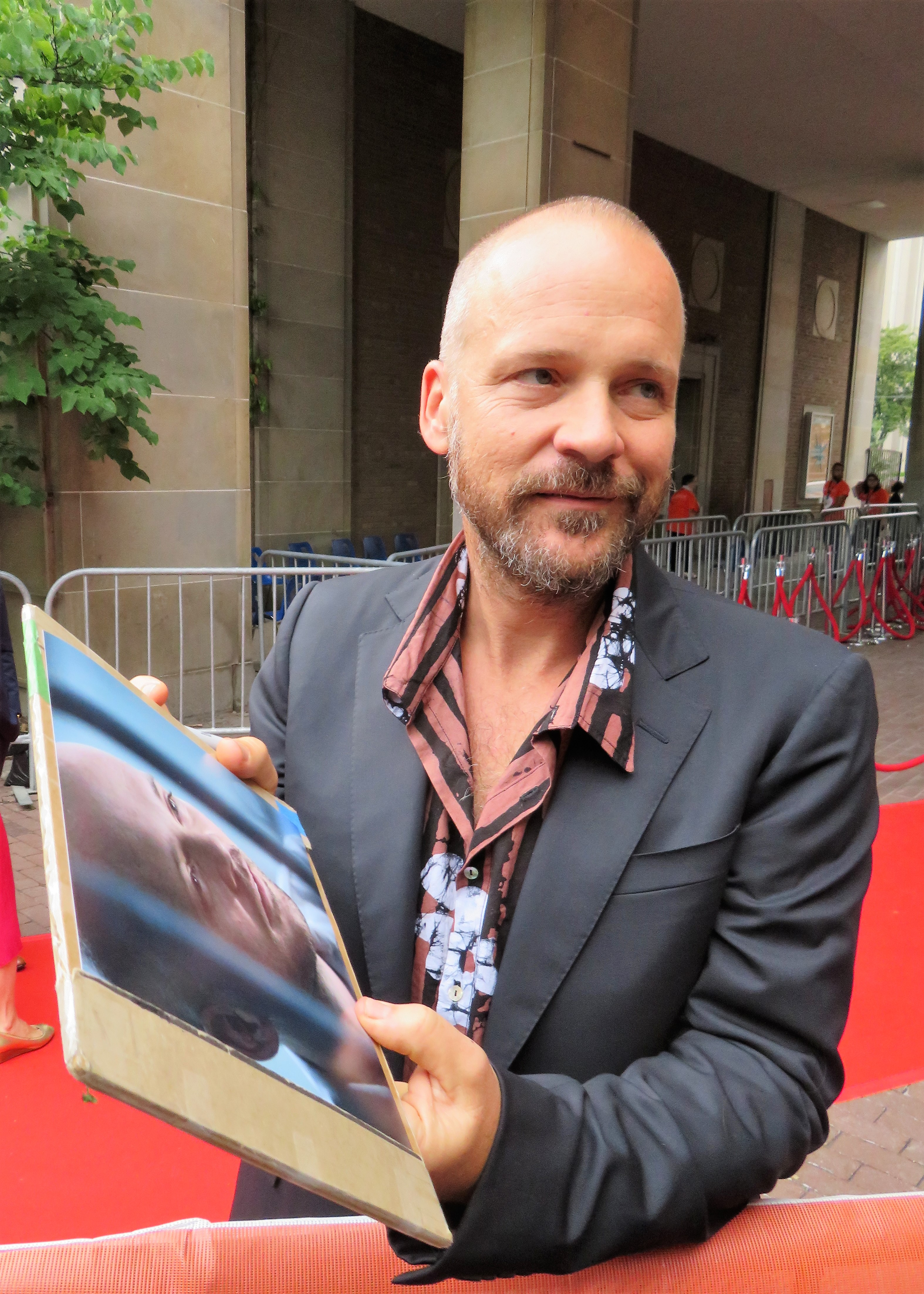
Peter Sarsgaard (* 1971)

- Sarshar, Hossein (1931–1992), persisch-iranischer Opernsänger (Bass/Bariton) und Filmschauspieler
- Sarsilmaz, Deniz (* 1992), deutscher Kinderdarsteller türkischer Abstammung
- Sarsour, Linda (* 1980), palästinensisch-amerikanische Aktivistin und Vorsitzende der arabisch-amerikanischen Vereinigung von New York
- Sarstedt, Konrad von († 1440), deutscher Ratsschreiber, Pfarrer, Propst und Stifter
- Sarstedt, Peter (1941–2017), britischer Rockmusiker
- Sarstedt, Robin (1944–2022), britischer Sänger
- Sarstedt, Werner (1909–1985), deutscher Richter, Hochschullehrer

### Sart
- Sartain, Emily (1841–1927), US-amerikanische Malerin, Grafikerin und Kunstpädagogin
- Sartain, Gailard (1943–2025), US-amerikanischer Schauspieler
- Sartain, James Peter (* 1952), US-amerikanischer Geistlicher, emeritierter römisch-katholischer Erzbischof von Seattle
- Sartain, William (1843–1924), amerikanischer Maler und Grafiker
- Sartaq Khan († 1257), Khan der Goldenen Horde
- Sartassov, Andrei (* 1975), chilenischer Radrennfahrer
- Sartauskas, Justinas (* 1955), litauischer Politiker
- Sartbajewa, Assel, kirgisische Chemikerin
- Sarter, Armin (1837–1897), deutscher Genre-, Landschafts- und Tiermaler der Düsseldorfer Schule
- Sarter, Stephan von (1833–1902), deutsch-französischer Finanzfachmann und BörsenspekulantStephan von Sarter (1833–1902)

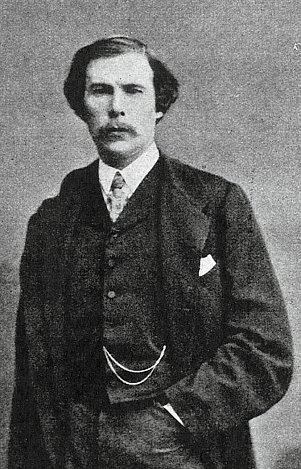
Stephan von Sarter (1833–1902)

- Sarteur, Alain (* 1946), französischer Leichtathlet
- Sarteur, Ylenia (* 1994), italienische Naturbahnrodlerin
- Sarthou, Helios (1926–2012), uruguayischer Rechtsanwalt und Politiker
- Sarthou, Jean-Baptiste-Hippolyte (1840–1899), französischer Geistlicher und Missionar
- Sarti, Adolfo (1928–1992), italienischer Politiker, Mitglied der Camera dei deputati
- Sarti, Giuliano (1933–2017), italienischer Fußballspieler und -trainer
- Sarti, Giuseppe († 1802), italienischer Komponist
- Sarti, Laury (* 1979), luxemburgische Mediävistin
- Sarti, Lucien (1931–1972), mutmaßlicher Verschwörer bei der Ermordung von John F. Kennedy
- Sarti, Teresa (1946–2009), italienische Friedensaktivistin
- Sarti, Vagner da Silva (* 1978), brasilianischer Fußballspieler
- Sartika, Dhany, indonesischer Badmintonspieler
- Sartine, Antoine de (1729–1801), französischer Polizeiminister
- Sartingen, Axel (* 1964), deutscher Investor, Unternehmer und ManagerAxel Sartingen (* 1964)
- Sartison, Dimitri (* 1980), deutscher Boxer

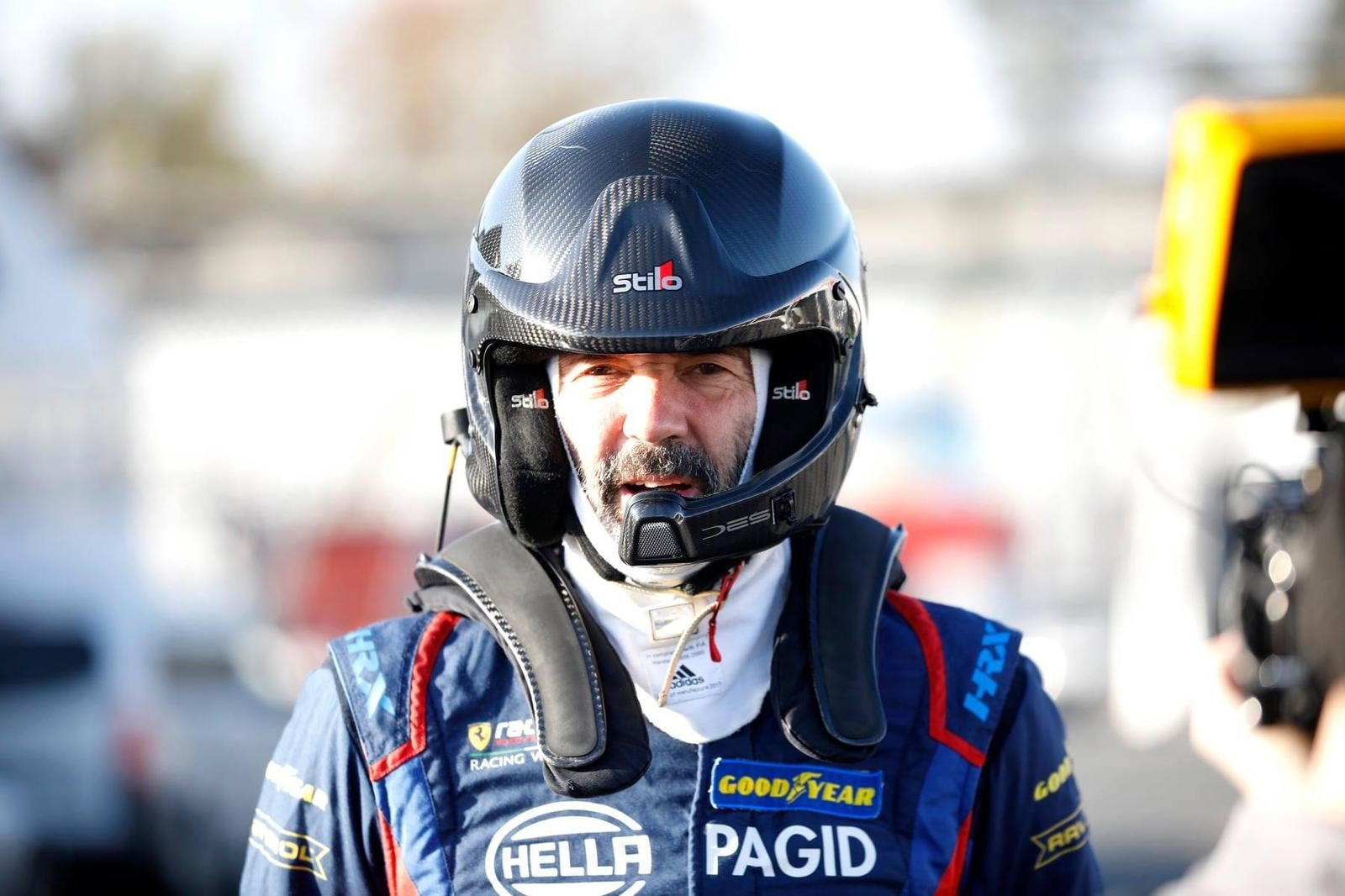
Axel Sartingen (* 1964)

- Sartisson, Tim (* 1995), deutsch-kanadischer Handballspieler
- Sarto Jørgensen, Per (* 1944), dänischer Radrennfahrer
- Sarto, Andrea del (1486–1530), italienischer Maler der Renaissance
- Sarto, Antônio (1926–2008), brasilianischer Ordensgeistlicher und Bischof von Barra do Garças
- Sarto, Clelia (* 1973), deutsche SchauspielerinClelia Sarto (* 1973)

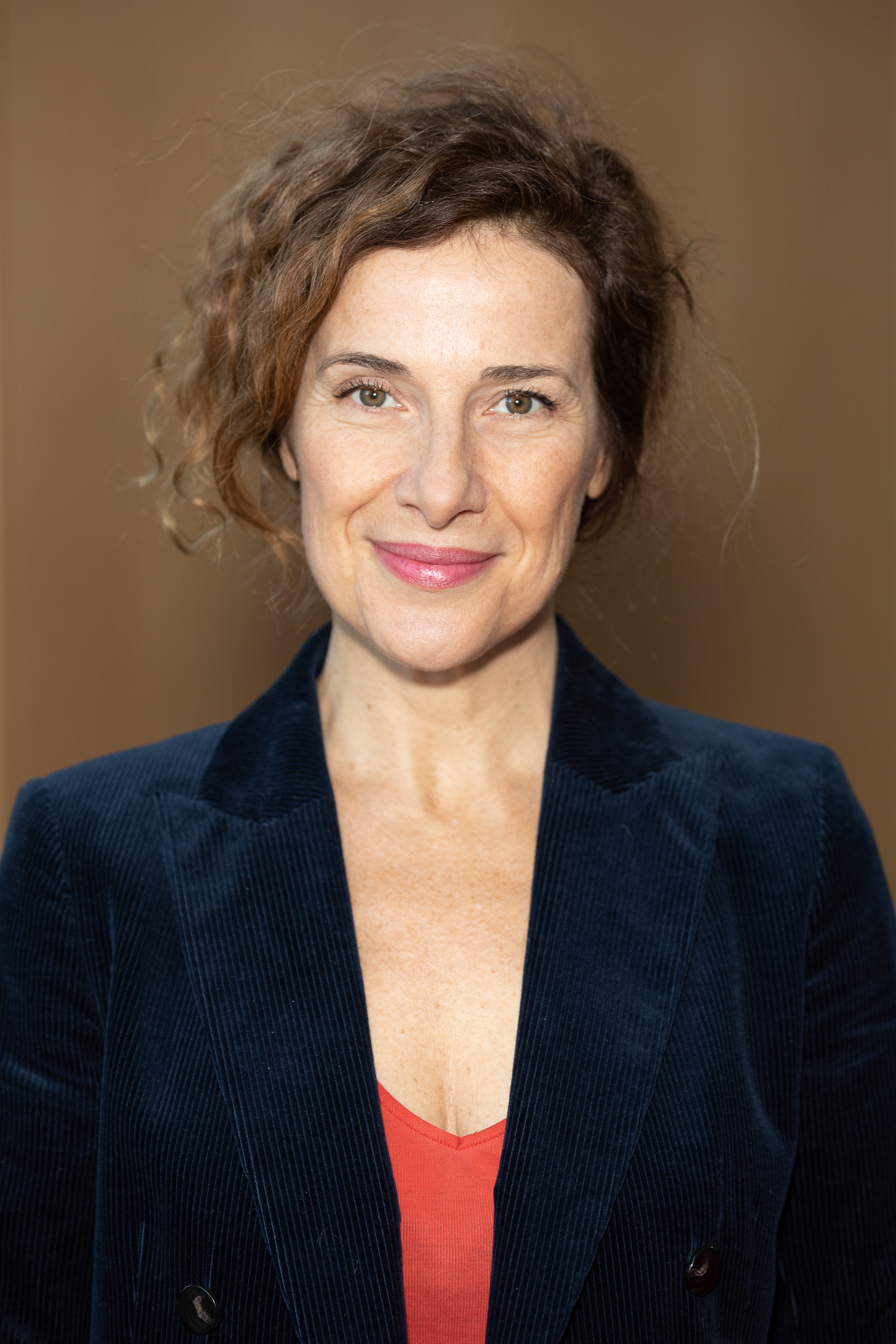
Clelia Sarto (* 1973)

- Sarto, Johannes de, franko-flämischer Komponist, Sänger und Priester
- Sarto, Mario (1885–1955), italienischer Bildhauer
- Sarto, Simon († 1719), Architekt pfälzischer Kurfürsten
- Sarton, George (1884–1956), US-amerikanischer Wissenschaftshistoriker
- Sarton, Hubert (1748–1828), Uhrmacher
- Sarton, May (1912–1995), US-amerikanische Schriftstellerin
- Sarton-Saretzki, Edgar (1922–2017), deutsch-kanadischer Journalist, Diplomat und Autor
- Sartor, Bibliothekar des Klosters St. Gallen
- Sartor, David P. (* 1956), US-amerikanischer Komponist, Dirigent und Musikpädagoge
- Sartor, Diana (* 1970), deutsche Skeletonfahrerin
- Sartor, Erich Wilhelm (1909–1986), deutscher Unternehmer und Politiker (FDP), MdL
- Sartor, Fabio (1954–2024), italienischer Schauspieler
- Sartor, Frank (* 1951), australischer Minister und Bürgermeister Sydneys
- Sartor, Luigi (* 1975), italienischer Fußballspieler
- Sartor, Ottorino (1945–2021), peruanischer Fußballtorwart
- Sartor, Sarah (* 1990), deutsche Skeletonpilotin
- Sartor, Steffen (* 1972), deutscher Rennrodler
- Sartor, Wilhelm († 1448), Abt des Klosters Ursberg
- Sartore, Joel (* 1962), US-amerikanischer Naturfotograf und Naturschützer
- Sartorelli, Pierluigi (1912–1996), italienischer Geistlicher, römisch-katholischer Erzbischof und Diplomat des Heiligen Stuhls
- Sartorelli, Sergio (1928–2009), italienischer Fahrzeugdesigner
- Sartori von Rabenstein, Joseph Leonz Ignaz (1721–1791), Schweizer Beamter, Landshofmeister
- Sartori, Agostinho José (1929–2012), brasilianischer Ordensgeistlicher, römisch-katholischer Bischof von Palmas-Francisco Beltrão
- Sartori, Alcindo (* 1967), brasilianischer Fußballspieler
- Sartori, Alessio (* 1976), italienischer Olympiasieger im Rudern
- Sartori, Amalia (* 1947), italienische Politikerin, MdEP
- Sartori, Antonio Giuseppe (1714–1792), italienischer Bildhauer und Architekt
- Sartori, August (1827–1908), deutscher Theologe und Pädagoge
- Sartori, August (1837–1903), deutscher Schiffsmakler, Reeder und Kommunalpolitiker
- Sartori, Claudio (1913–1994), italienischer Musikwissenschaftler, Bibliograph und Librettologe
- Sartori, Constantin Philipp Georg (1747–1812), deutscher Bildhauer und Stuckateur
- Sartori, Domenico (1709–1781), italienischer Bildhauer und Architekt
- Sartori, Franz (1782–1832), österreichischer Schriftsteller, Publizist und Herausgeber
- Sartori, Gianni (* 1946), italienischer Bahnradsportler
- Sartori, Giovanni (1924–2017), italienischer Politikwissenschaftler, AutorGiovanni Sartori (1924–2017)

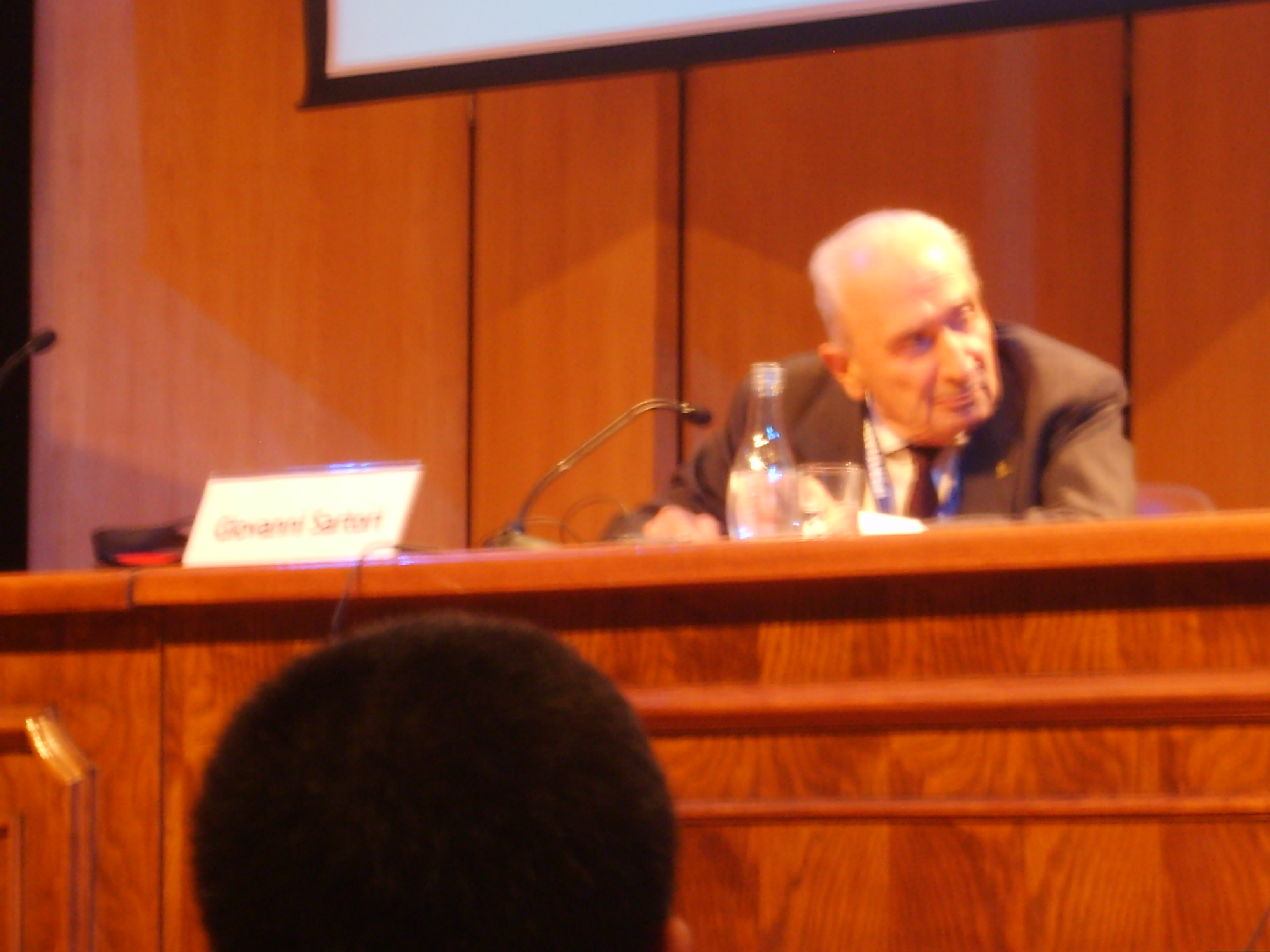
Giovanni Sartori (1924–2017)

- Sartori, Giuseppe (1868–1937), italienischer Elektrotechniker
- Sartori, Gottfried Andreas (1797–1873), deutscher evangelisch-lutherischer Geistlicher
- Sartori, Hans Maria (1879–1948), Schweizer Gemeindepräsident, Lehrer und Förderer seines Heimatdorfs
- Sartori, Joseph von (1749–1812), deutscher Verwaltungsjurist, Schriftsteller und Bibliothekar
- Sartori, Luigi (1817–1844), italienischer Pianist, Komponist und Priester
- Sartori, Luís Victor (1904–1970), brasilianischer Geistlicher, römisch-katholischer Bischof von Santa Maria
- Sartori, Mauro (* 1970), italienischer Basketballspieler
- Sartori, Nicola (* 1976), italienischer Ruderer
- Sartori, Paul (1857–1936), deutscher Philologe und Volkskundler
- Sartori, Ralf (* 1962), deutscher Autor, Photograph, Tangolehrer und -choreograph, Herausgeber
- Sartori, Rebecca (* 1997), italienische Leichtathletin nigerianischer Herkunft
- Sartori, Stefano (* 1973), italienischer Grasskiläufer
- Sartori, Theodor (1835–1914), deutscher Zimmermeister und Architekt, Mitglied der Lübecker Bürgerschaft
- Sartorio, Antoine (1885–1988), französischer Bildhauer
- Sartorio, Antonio († 1681), italienischer Komponist des Frühbarock
- Sartorio, Girolamo († 1707), italienischer Architekt
- Sartorio, Giulio Aristide (1860–1932), italienischer Maler, Illustrator, Drehbuchautor und Filmregisseur
- Sartoris, Joseph Martin (1927–2025), US-amerikanischer römisch-katholischer Geistlicher, Weihbischof in Los Angeles
- Sartorius Tapia, Luis José (1820–1871), spanischer Regierungspräsident (1853–1854)
- Sartorius von Bach, Hans Wilhelm (1904–1975), deutsch-südafrikanischer Farmer und Politiker (NPSWA)
- Sartorius von Waltershausen, Wolfgang (1809–1876), deutscher Geologe, Mineraloge und Hochschullehrer
- Sartorius, Auguste von (1830–1895), deutsche Ordensfrau und Generaloberin
- Sartorius, Augustinus (1663–1723), tschechischer Zisterziensermönch und Kirchenhistoriker
- Sartorius, Balthasar (1534–1609), deutscher lutherischer Theologe
- Sartorius, Carl (1865–1945), deutscher Jurist
- Sartorius, Christian (1796–1872), deutscher Theologe, Pädagoge und Schriftsteller
- Sartorius, Christoph Friedrich (1701–1785), deutscher Philologe und Rhetoriker sowie Hochschullehrer
- Sartorius, David Bernhard von (1744–1825), württembergischer Generalsuperintendent und Landtagsabgeordneter
- Sartorius, Dietrich, evangelischer Prediger der Reformationszeit
- Sartorius, Émile (1885–1933), französischer Fußballspieler
- Sartorius, Erasmus (1577–1637), deutscher Komponist, Musikschriftsteller und Poet
- Sartorius, Ernst (1797–1859), deutscher evangelischer Theologe, Generalsuperintendent und Autor
- Sartorius, Florenz (1846–1925), deutscher Feinmechaniker und Unternehmer
- Sartorius, Friedrich (1808–1865), deutscher Theologe und Politiker
- Sartorius, Friedrich Wilhelm (1715–1784), Generalsuperintendent der Niederlausitz
- Sartorius, Georg Friedrich (1765–1828), deutscher Historiker und Professor an der Universität Göttingen
- Sartorius, Heinrich (1912–1989), deutscher Botschafter
- Sartorius, Jacob (* 2002), amerikanischer Popsänger
- Sartorius, Joachim (* 1946), deutscher Jurist, Diplomat, Theaterintendant, Lyriker und ÜbersetzerJoachim Sartorius (* 1946)

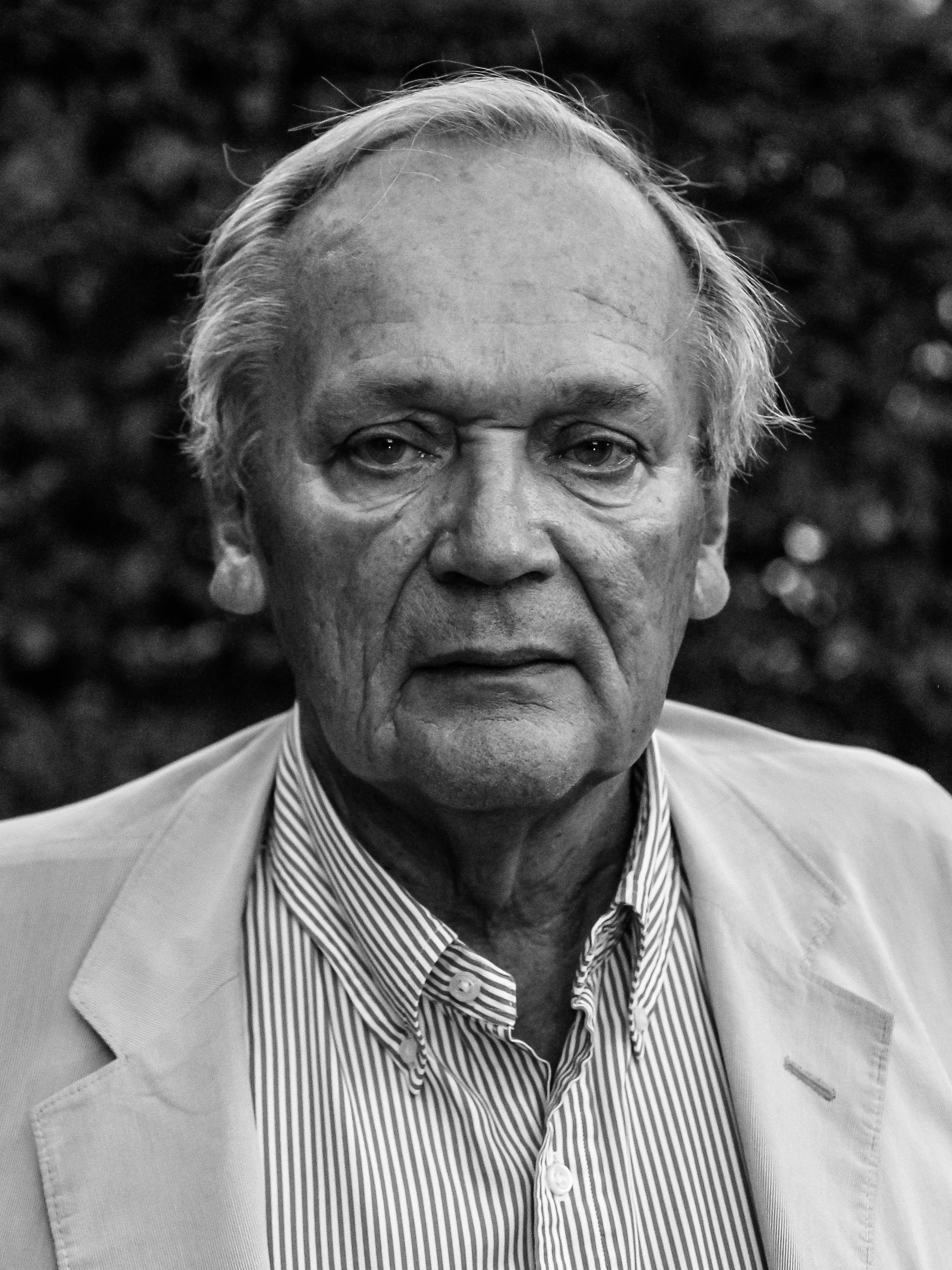
Joachim Sartorius (* 1946)

- Sartorius, Johann der Jüngere (1712–1787), siebenbürgisch-sächsischer Pfarrer, Kirchenmusiker und Komponist
- Sartorius, Johann Jacob (1730–1790), deutscher evangelischer Geistlicher und Pädagoge
- Sartorius, Johannes (1656–1729), deutscher Pädagoge
- Sartorius, Johannes Georg († 1696), deutscher Mediziner, Stadtphysikus in Bamberg
- Sartorius, Joseph (1842–1910), deutscher Politiker
- Sartorius, Julian (* 1981), Schweizer Jazz- und Improvisationsmusiker (Schlagzeug, Perkussion, Komposition)
- Sartorius, Julius (1879–1918), deutscher Ingenieur und Industrieller
- Sartorius, Karl (1875–1967), deutscher Lehrer und Ornithologe
- Sartorius, Karl (1890–1965), Schweizer Zeitungsverleger und Jurist
- Sartorius, Malte (1933–2017), deutscher Maler und Grafiker
- Sartorius, Margrit (* 1974), deutsche Schauspielerin
- Sartorius, Maria Sara Johanna (1836–1913), niederländische Blumen- und Genremalerin
- Sartorius, Nicolás (* 1938), spanischer Jurist, Politiker, Gewerkschafter, Autor und Journalist
- Sartorius, Otto (1842–1911), deutscher Weinbauunternehmer und Politiker (FVp), MdR
- Sartorius, Otto (1864–1947), deutscher evangelischer Geistlicher und Genealoge
- Sartorius, Otto (1892–1977), deutscher Önologe
- Sartorius, Paul (1569–1609), deutscher Komponist und Organist
- Sartorius, Peter (* 1937), deutscher Journalist und Publizist
- Sartorius, Walter (1875–1937), deutscher Architekt
- Sartorius, Wilhelm (1863–1942), preußischer Landrat
- Sartory, Anna (1882–1976), Schweizer Schriftstellerin und Redaktorin
- Sartory, Barna von (1927–2000), ungarischer Bildhauer und Architekt
- Sartory, Eugène (1871–1946), französischer Streichinstrumenten-Bogenbauer
- Sartory, Gertrude (1923–2013), deutsche katholische Theologin und Schriftstellerin
- Sartov, Hendrik (1885–1970), dänischer Fotograf und Stummfilmkameramann
- Sartre, Jean-Paul (1905–1980), französischer Philosoph und Begründer des französischen ExistenzialismusJean-Paul Sartre (1905–1980)

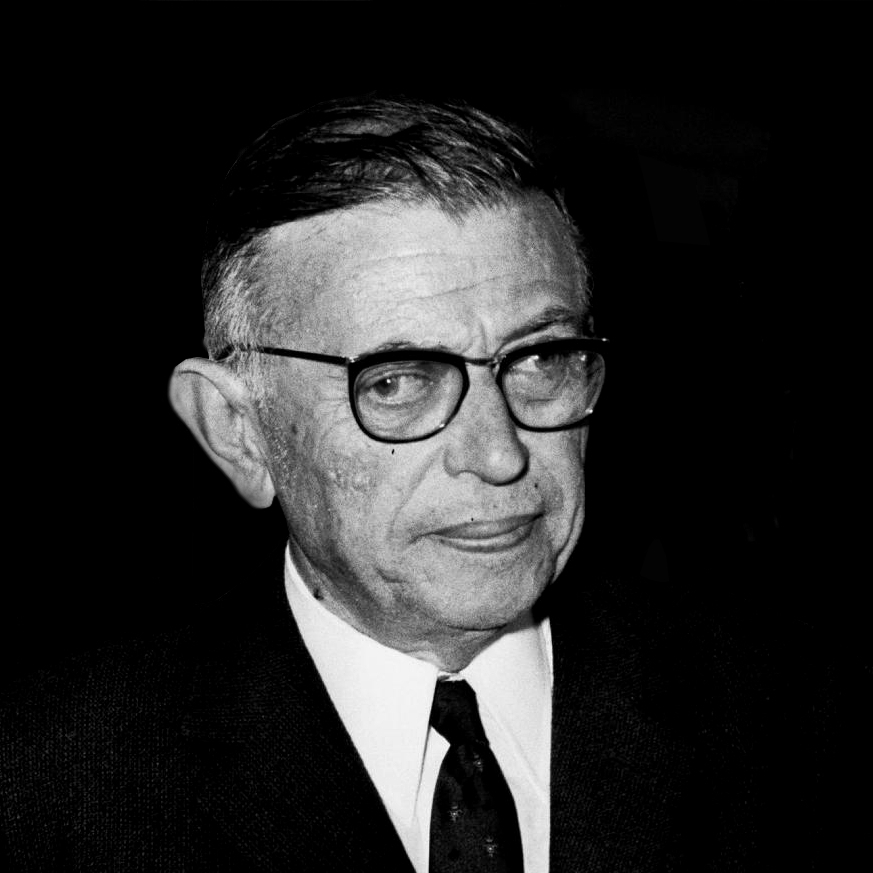
Jean-Paul Sartre (1905–1980)

- Sartre, Victor (1902–2000), französischer Geistlicher, Erzbischof von Antananarivo
- Sartz-Lunde, Emily (* 2006), norwegische Tennisspielerin
- Sartzetakis, Christos (1929–2022), griechischer Jurist und StaatspräsidentChristos Sartzetakis (1929–2022)

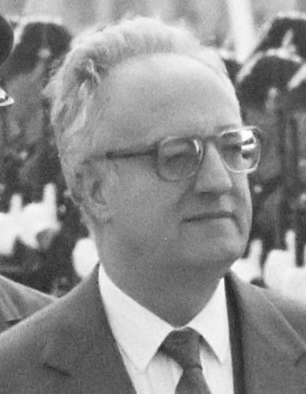
Christos Sartzetakis (1929–2022)

### Saru
- Sarubajew, Nikolai Platonowitsch (1843–1912), kaiserlich-russischer General
- Sarubin, Georgi Nikolajewitsch (1900–1958), sowjetischer Botschafter
- Sarubin, Roman Alexandrowitsch (* 1976), russischer Kanute
- Sarubin, Wassili Michailowitsch (1894–1972), sowjetischer Geheimdienstoffizier
- Sarubina, Irina Petrowna (1907–1976), sowjetische Schauspielerin
- Sărucan, Vasile (* 1945), rumänischer Weitspringer
- Sarudate, Mitsugi (* 1962), japanischer Radrennfahrer
- Sarudin, Nikolai Nikolajewitsch (1899–1937), sowjetischer Dichter und Prosaist
- Sarudna, Natalija (* 1950), ukrainische Diplomatin
- Sarudny, Alexander Sergejewitsch (1863–1934), russischer Advokat und Politiker
- Sarudny, Nikolai Alexejewitsch (1859–1919), russischer Zoologe
- Sarug, Israel, Kabbalist
- Saruhashi, Katsuko (1920–2007), japanische Geochemikerin
- Sarukhán Kermez, José (* 1940), mexikanischer Biologe und Forscher
- Sarul, Edward (* 1958), polnischer Kugelstoßer
- Sarullo, Pasquale (1828–1893), italienischer Ordensgeistlicher und Maler
- Sarumaru no Taifu, japanischer Dichter der Heian-Zeit
- Sarun Promkaew (* 1982), thailändischer Fußballspieler
- Sarun Samingchai, thailändischer Fußballspieler
- Sarunyu Plangwan (* 1999), thailändisch-senegalesischer Fußballspieler
- Sarus († 413), römischer Offizier gotischer Abstammung
- Sarusawa, Shigeru (* 1960), japanischer Fußballspieler
- Sarusawa, Shinji (* 1969), japanischer Fußballspieler
- Sarusi, Mor (* 1994), israelische Schauspielerin
- Sarut Nasri (* 1995), thailändischer Fußballspieler
- Saruta, Haruki (* 1999), japanischer Fußballspieler
- Saruta, Hironori (* 1982), japanischer Fußballspieler
- Saruyama, Rikiya (* 1984), japanischer Weitspringer
- Saruzkaja, Irina Pawlowna (1908–1990), sowjetische Geomorphologin, Kartografin und Hochschullehrerin
- Saruzki, Anton Sergejewitsch (* 1986), russischer Ruderer

### Sarv
- Sarv, Eneli (* 1986), estnische Fußballspielerin
- Sarvamaa, Petri (* 1960), finnischer Politiker, MdEP
- Sarvani, Anjali (* 1997), indische Cricketspielerin
- Sarvari, Ulrike (* 1964), deutsche Sprinterin
- Sarver, Keri (* 1976), US-amerikanische Fußballspielerin und -trainerin
- Sarvig, Ole (1921–1981), dänischer Schriftsteller und Kunstkritiker

### Sarw
- Sarwar, Anas (* 1983), schottischer Politiker
- Sarwar, Mohammad (* 1952), britischer Politiker (Labour), Mitglied des House of Commons
- Sarwari, Asadullah (* 1930), afghanischer Politiker, Chef der Geheimpolizei AGSA
- Sarwark, Nicholas (* 1979), amerikanischer Politiker (Libertarian Party)
- Sarwat Pascha, Abdel Chalek (1873–1928), ägyptischer Premierminister
- Sarwat, Nadja, österreichische Journalistin
- Sarwe Jesus († 1433), Negus (Kaiser) von Äthiopien
- Sarweli, Wladislaw Konstantinowitsch (* 1997), russischer Fußballspieler
- Sarwer, Jeff (* 1978), kanadisch-finnischer Schachspieler
- Sarwey, Franziska (1900–1976), deutsche Bildhauerin und Kunsthistorikerin
- Sarwey, Oscar von (1837–1912), württembergischer Generalleutnant und Provinzialrömischer Archäologe
- Sarwey, Otto Claudius (1864–1933), deutscher Gynäkologe und Geburtshelfer
- Sarwey, Otto von (1825–1900), deutscher Beamter und Politiker, MdR

### Sary
- Sáry, László (* 1940), ungarischer Komponist, Pianist und Musikpädagoge
- Sarybai, Qairat (* 1966), kasachischer Diplomat
- Sarychalil, Ernes (* 1983), ukrainisch-krimtartarischer Regisseur
- Sarygulow, Dastan (* 1947), kirgisischer Geschäftsmann, Politiker, Persönlichkeit des Islams
- Sarytschew, Gawriil Andrejewitsch (1763–1831), russischer Marineoffizier und Hydrograph
- Sarytschew, Gennadi Andrejewitsch (* 1938), russischer Fußballtrainer und ehemaliger -spieler
- Saryusz-Wolski, Jacek (* 1948), polnischer Politiker, MdEP
- Saryzka, Kateryna (1914–1986), ukrainische politische Aktivistin

### Sarz
- Sarzec, Ernest de (1832–1901), französischer Diplomat und Archäologe
- Sarzo, Rudy (* 1950), US-amerikanischer MusikerRudy Sarzo (* 1950)

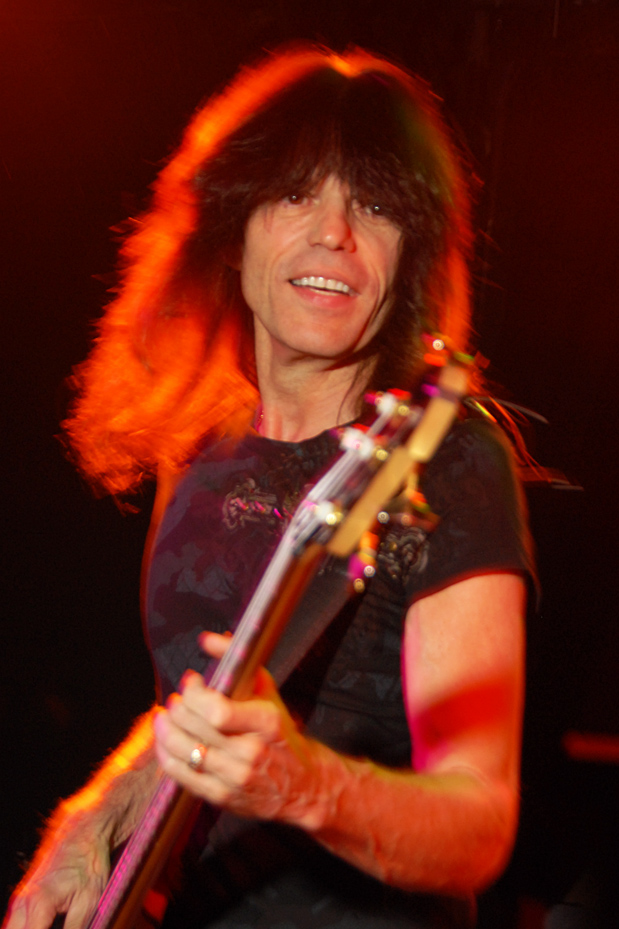
Rudy Sarzo (* 1950)